# Rothaargebirge
Das Rothaargebirge, ein bis 843,2 m ü. NHN hohes Mittelgebirge in Nordrhein-Westfalen und Hessen, ist der Höhenschwerpunkt des naturräumlichen Sauerlandes und das im Durchschnitt höchstgelegene und schneereichste Teilgebirge des Rheinischen Schiefergebirges.
Sein Kerngebirge wird vom Hochsauerland und der sich südwestlich anschließenden Rothaar an der Rhein-Weser-Wasserscheide gebildet. Der höchste Berg ist der Langenberg, der zugleich der höchste Nordrhein-Westfalens ist.
An historischen Landschaften umfasst das Rothaargebirge neben dem Südosten des Sauerlandes, dem Großteil des Wittgensteiner Landes und den höhergelegenen Teilen des historischen Uplandes auch den Süden und Osten des Siegerlandes und den äußersten Nordwesten des Hessischen Hinterlandes.

## Namensgebung
Der Name des Gebirges leitet sich von „Rod-Hardt-Gebirge“ ab, was in etwa „Gerodetes Wald-Gebirge“ bedeutet – mit der Farbe „Rot“ und mit „Haaren“ hat es nichts zu tun. Der Namensbestandteil haar > hard/hardt deutet u. a. auf eine ehemalige „Waldweidewirtschaft“ hin.
Der Begriff Rothaargebirge, wie er heute auf allen gängigen Karten eingezeichnet ist, ist erst in den 1950er Jahren etabliert worden. Er ist abgeleitet vom älteren Begriff (die) Rothaar, der den sich südwestlich an das sauer- und upländische Hochsauerland anschließenden Kamm an der Grenze zwischen Sauerland und Wittgenstein bezeichnet hatte.

## Geographie

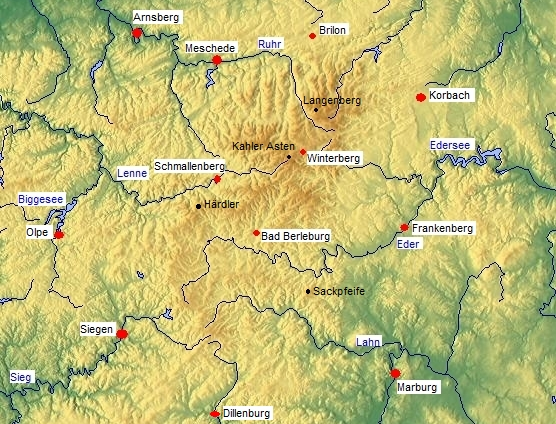
Übersichtskarte

### Grenzziehung
Im Jahr 1954 brachte die Bundesanstalt für Landeskunde und Raumordnung unter der Leitung von Emil Meynen und Josef Schmithüsen eine erste Karte Naturräumliche Gliederung Deutschlands heraus, in welcher unter der Haupteinheit 333: Hochsauerland neben dem eigentlichen Hochsauerland auch das bisher mit Rothaar bezeichnete Gebiet sowie angrenzende Landschaften einbezogen waren. 1957 folgte in der 4. Lieferung des Handbuches der naturräumlichen Gliederung Deutschlands eine ausführliche Beschreibung des Gebietes, in der die „Zusammenlegung“ der Gebirgszüge nicht zuletzt dadurch stichhaltig begründet wird, dass es längs des Kammes nie eine scharfe, landschaftlich erkennbare Trennlinie gegeben habe.
Die Grenzziehung der Haupteinheit Hochsauerland von 1954 hatte bereits eng an den Grenzen des heutigen Rothaargebirges gelegen, jedoch folgten bis 1960, wo die Haupteinheit mit Hochsauerland (Rothaargebirge) betitelt wurde, noch Korrekturen:
- Die Höhenzüge Saalhauser Berge und Fahlenscheid sowie der zwischen beiden und dem heutigen Rothaargebirge eingeschlossene Hundemgrund waren noch dem Rothaargebirge zugeschlagen worden, während sie nunmehr als (Großteil der) Südsauerländer Rothaarvorhöhen (3362.5) dem Südsauerländer Bergland (Haupteinheit 3362) zugerechnet werden.
- Der Höhenzug rund um die Kalteiche war noch dem Siegerland zugeschlagen worden, wird aber seither als Teil des Rothaargebirges angesehen.
- Unter dem Namen Wittgensteiner Land war als Haupteinheit 332 der mittlere und östlich bis einschließlich zur Wittgensteiner Kammer reichende Teil des historischen Wittgensteiner Landes nebst dem Norden des Hessischen Hinterlandes vom Rothaargebirge getrennt geführt worden.
Die neue und bis heute bestehende Haupteinheit 332 Ostsauerländer Gebirgsrand umfasst nur noch den äußersten Osten der früheren, reicht indes nach Norden bis knapp über den Diemelsee hinaus, während das Wittgensteiner Kernland (bis auf das Edertal und Nebentäler unterhalb Dotzlars) der Haupteinheit 333 zugeschlagen wurde.

In den Jahren 1960 bis 1972 erschienen in der Reihe Geographische Landesaufnahme – Die naturräumliche Gliederung Deutschlands 1:200.000 der Bundesanstalt für Landeskunde und Raumordnung die Blätter 125 (Marburg, '60), 111 (Arolsen, '63), 110 (Arnsberg, '69) und 124 (Siegen, '72), in denen die nunmehr (ab Blatt Arolsen) in „Rothaargebirge (mit Hochsauerland)“ umbenannte Haupteinheit 333 komplett in feinere Naturräume aufgeteilt wird.
Entsprechend wird heute die um große Teile der früheren Haupteinheit 332 gewachsene Haupteinheit 333 nur noch selten mit Hochsauerland, sondern fast ausschließlich mit dem kulturell-historisch neutraleren und überdies eindeutigeren Namen Rothaargebirge bezeichnet. In Karten wird üblicherweise neben dem Rothaargebirge dessen Nordosten mit Hochsauerland, der eigentlichen Bedeutung jenes Begriffes folgend, zusätzlich ausgewiesen.

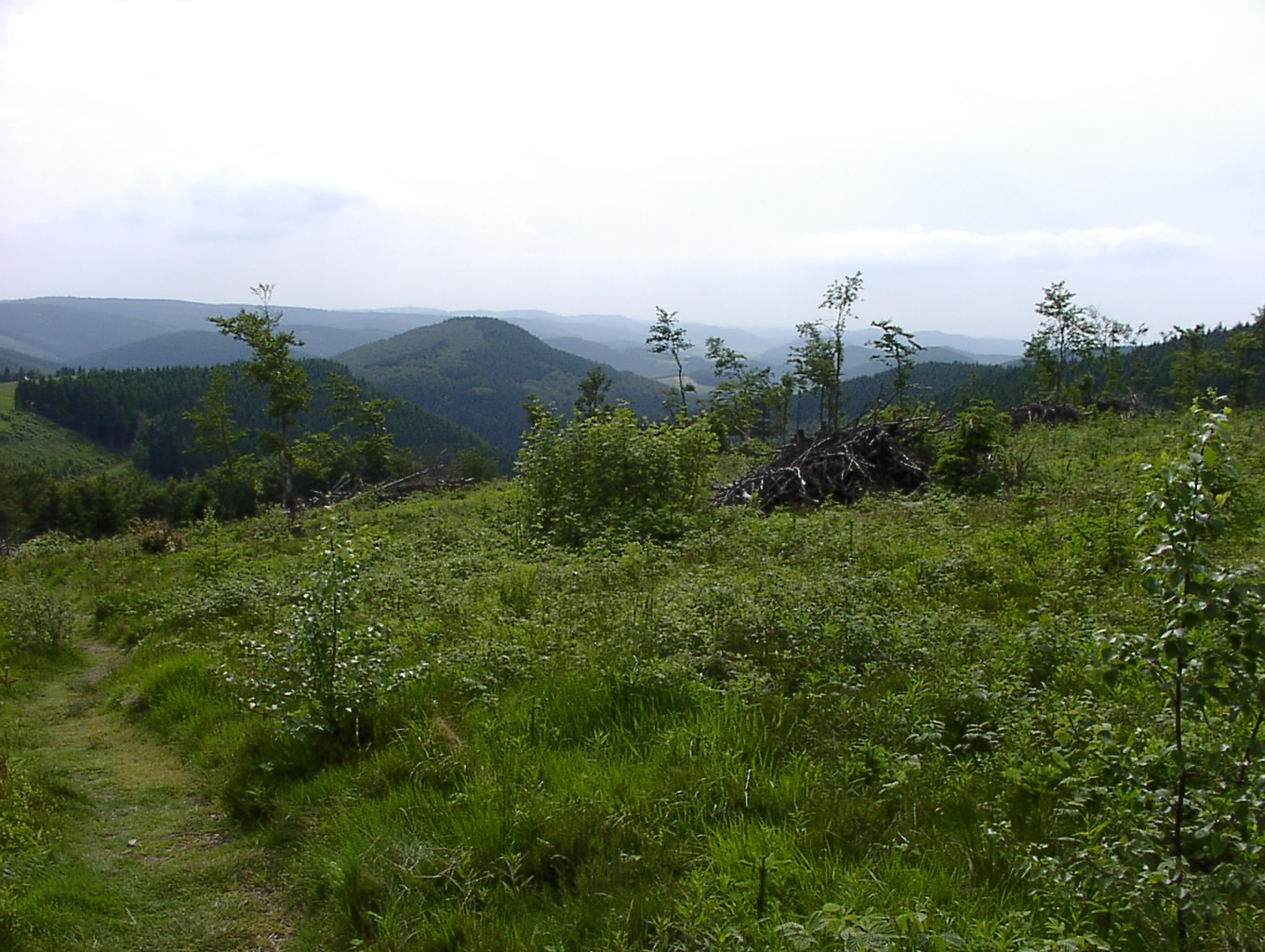
Rothaargebirge: Blick vom Kahlen Asten

### Lage und Grenzen
Das in großen Teilen bewaldete und niederschlagsreiche Rothaargebirge liegt überwiegend in Westfalen, nur die südöstlichen bis nordöstlichen Ausläufer befinden sich auf hessischem Gebiet. Die nordwestlich abfließenden Bäche gehören zu den Einzugsgebieten von Sieg, Lenne und Ruhr, die südöstliche Abdachung entwässert zu Diemel, Eder, Lahn und Dill.
Zentrale Orte sind im Upland im Nordosten Willingen (Landkreis Waldeck-Frankenberg), im zentralen Hochsauerland Winterberg (Hochsauerlandkreis) und im Wittgensteiner Land im Südwesten Bad Berleburg und Erndtebrück (beide Kreis Siegen-Wittgenstein).
An der Westabdachung stößt das Gebirge (von Süd nach Nord) an Burbach, Wilnsdorf, den Osten Netphens, Hilchenbach und Kreuztal (je Kreis Siegen-Wittgenstein), Kirchhundem und den äußersten Osten der Gemarkung von Lennestadt (Kreis Olpe) sowie Schmallenberg und den äußersten Osten der Gemarkung Eslohes (beide Hochsauerlandkreis).
Die Nordgrenze geht vom Osten Eslohes über den Süden der Gemarkungen Meschedes und Bestwigs über Olsberg bis Brilon – alle Hochsauerlandkreis.
Die Ostgrenze wiederum zieht sich vom Diemelsee nach Süden über den Westen der gleichnamigen Gemeinde, den äußersten Osten Willingens und den äußersten Westen der Korbacher Gemarkung (Landkreis Waldeck-Frankenberg) über den Westen Medebachs und Hallenbergs (beide Hochsauerlandkreis), den Westen Bromskirchens und den äußersten Nordwesten der Gemarkung Battenbergs (wieder Waldeck-Frankenberg), den Südosten Bad Berleburgs (Kreis Siegen-Wittgenstein) und Hatzfeld (Waldeck-Frankenberg) über Biedenkopf (Landkreis Marburg-Biedenkopf), Bad Laasphe (Siegen-Wittgenstein) und den äußersten Westen der Gemarkung Breidenbachs (wieder Marburg-Biedenkopf), den äußersten Norden der Gemarkung Eschenburgs und den Nordwesten von Dietzhölztal und Haiger (alle Lahn-Dill-Kreis) bis erneut nach Burbach (Siegen-Wittgenstein).

#### Äußere Begrenzungen
Im Uhrzeigersinn wird das Gebirge von außen in etwa durch folgende Orte und Flusstäler begrenzt, beginnend im äußersten Südosten:
- Flussgebiet der Sieg
  - die Heller flussabwärts über Burbach bis Neunkirchen
  - den Wildebach flussaufwärts bis Wilden
  - Wilnsdorf und Wilgersdorf
  - das Gebiet unmittelbar westlich der östlichen Wasserscheide der Sieg über Hainchen, Werthenbach, Walpersdorf und die Ginsburg bis Oberndorf
  - die Ferndorf flussabwärts von Oberndorf über Hilchenbach und Dahlbruch und Kreuztal-Ferndorf bis Kreuztal
  - die Littfe flussaufwärts von Kreuztal über Krombach und Littfeld bis zur Nähe der Ruhr-Sieg-Wasserscheide nördlich Littfelds
- Flussgebiet der Lenne
  - die Olpe flussabwärts von Welschen Ennest über Benolpe und Hofolpe bis Kirchhundem
  - die Hundem flussaufwärts von Kirchhundem bis Oberhundem
  - Saalhausen
  - die Lenne flussaufwärts von Saalhausen über Schmallenberg bis Gleidorf
- Flussgebiet der Oberen Ruhr
  - Bad Fredeburg
  - die Leiße flussabwärts von Fredeburg über Dorlar bis Frielinghausen
  - die Wenne flussabwärts von Frielinghausen bis Bremke
  - die Reismecke flussaufwärts von Bremke nach Reiste
  - eine nach Nordosten verlaufende, das Tal der Reismecke verlängernde und die Ruhr-Nebenflüsse (je kursiv in Klammern) kreuzende Talsenke über
    - Herhagen (Henne),
    - Remblinghausen (unmittelbar südöstlich davon die Kleine Henne),
    - Ramsbeck (Valme) und
    - Andreasberg (östlich davon die Elpe) bis
    - Olsberg (Ruhr)

  - den Gierskoppbach flussaufwärts von Olsberg nach Gierskopp
  - den Süden Brilons
- Flussgebiet der Diemel
  - Hoppecke (Hoppecke)
  - den Diemelsee
  - die Diemel flussaufwärts von Heringhausen über Giebringhausen bis Deisfeld
  - Schweinsbühl (östlich davon die Rhene)
  - die Quelle der Twiste
- Flussgebiet der Eder
  - senkrecht zu den Flussläufen (Flüsse je kursiv in Klammern) über
    - Rhena (Rhena),
    - Bömighausen (Neerdar),
    - Welleringhausen,
    - Titmaringhausen (Wilde Aa),
    - Deifeld (Dittelsbach),
    - Medebach (Medebach)
    - Medelon (Orke),
    - Hesborn (Olfe),
    - Hallenberg (Nuhne),
    - Bromskirchen und Neuludwigsdorf (dazwischen der Linspherbach) sowie
    - Elsoff (Elsoff) bis
    - Schwarzenau (Eder)

  - die Eder flussabwärts von Schwarzenau über Beddelhausen bis östlich vorbei an Hatzfeld
  - den Eifaer Bach flussaufwärts über Eifa nach Süden bis zur Quelle
- Flussgebiet der Oberen Lahn
  - Dexbach (Treisbach)
  - Biedenkopf
  - die Lahn flussaufwärts von Biedenkopf über Wallau bis nach Bad Laasphe
  - Banfe-Perf-Wasserscheide westlich von Wiesenbach und Achenbach
- Flussgebiet der Dill
  - Mandeln (Mandelbach)
  - Ewersbach (Dietzhölze)
  - der Roßbach von der Quelle bis Oberroßbach
  - Fellerdilln (Dill)
  - Steinbach
  - Haigerseelbach (Treisbach)

#### Ausdehnung nach Wasserscheiden
Das Rothaargebirge in seinen heutigen Grenzen umfasst die komplette, einen nach Osten offenen Bogen im Gegenuhrzeigersinn bildende Rhein-Weser-Wasserscheide zwischen Brilon-Petersborn im Norden und der Sackpfeife (673,3 m) im Süden, dessen nördlicher Teil über Langenberg (843,2 m) bis zum Kahlen Asten (841,9 m) traditionell dem Hochsauerland zugerechnet wird, während der sich vom Asten nach Südwesten bis zum Riemen (678,5 m) ziehende Mittelteil die Rothaar bzw. das Kern-Rothaargebirge darstellt, wie es bis in die 1950er Jahre eingegrenzt wurde.
Ferner enthält das Rothaargebirge die östliche Wasserscheide der Sieg zwischen dem Massiv des Hohen Waldes (656,2 m) im nördlichen Siegerland und dem der Kalteiche (579,9 m) an der südwestlichen Nahtstelle zum Westerwald.

#### Naturpark Rothaargebirge
Die Fläche des Rothaargebirges ist nicht deckungsgleich mit dem früheren Naturpark Rothaargebirge, heute Teil des Naturparks Sauerland-Rothaargebirge, welcher sich eher nach Kreis- und Gemeindegrenzen richtete. So hat das Rothaargebirge über den alten wie den neuen Naturpark hinaus im Nordosten auch Anteil am Naturpark Diemelsee und im Südosten am Naturpark Lahn-Dill-Bergland. Auch werden die im Norden jenseits der Naturparkgrenze liegenden Teile des Hochsauerländer Schluchtgebirges zwischen dem mittleren Tal der Wenne und dem Oberlauf der Hoppecke zum Rothaargebirge gezählt, wohingegen Teile der Saalhauser Berge und der Medebacher Bucht zwar zum Naturpark Rothaargebirge gehörten, nicht aber zum Naturraum Rothaargebirge zählen.
Im September 2023 veröffentlichten Umwelt-, Wirtschafts- und Landwirtschaftsministerium in NRW eine Liste mit sechs potenziellen Gebieten, darunter dem Rothaarkamm, für einen zweiten Nationalpark in NRW. In einem Bewerbungsverfahren sollen sich bis Ende des ersten Quartals 2024 formale Bewerbungen für den neuen Nationalpark eingereicht werden.

### Landschaftscharakteristik

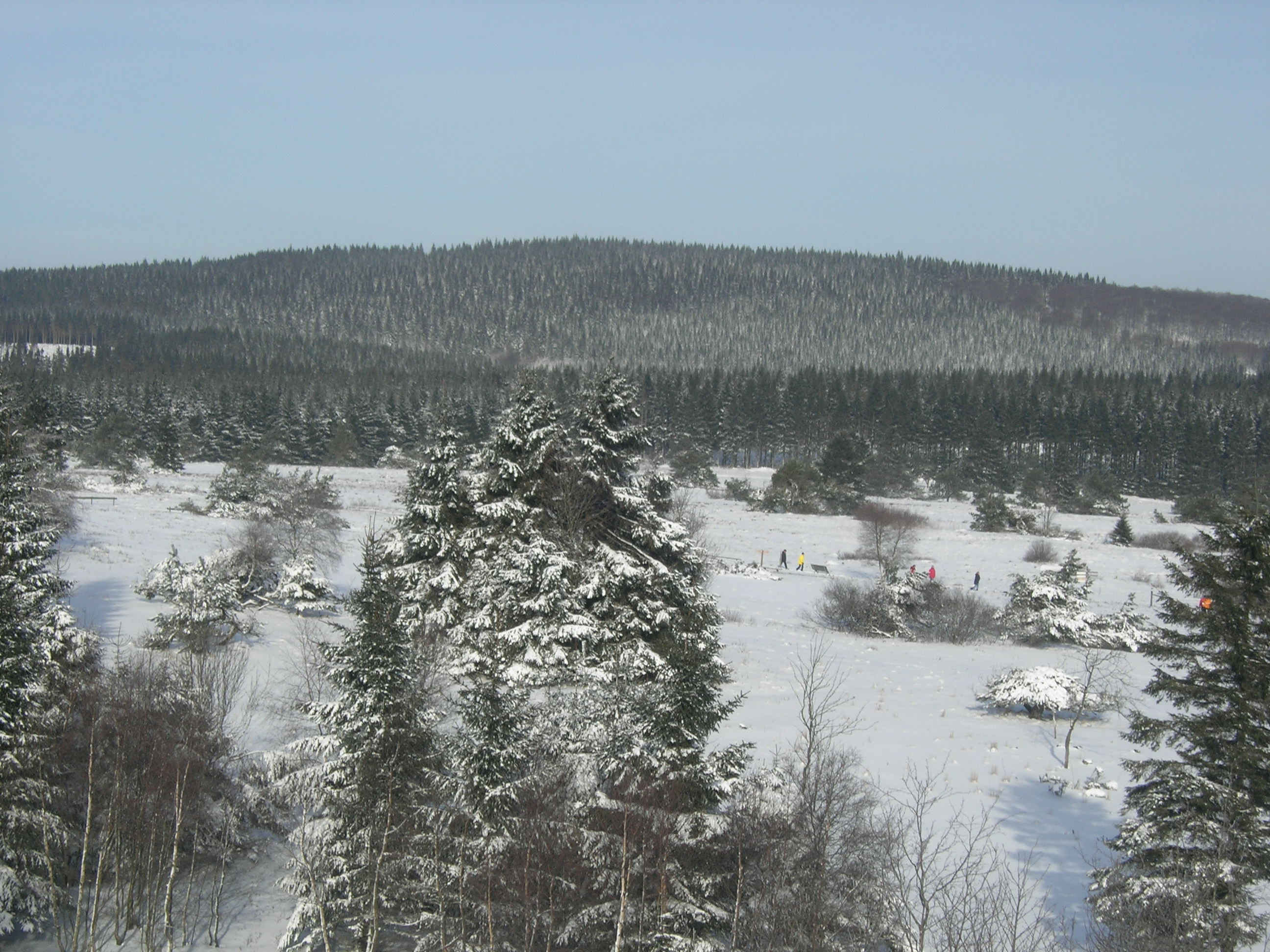
Langenberg im Winter

Das Rothaargebirge gilt geologisch als der nordöstliche Teil des rechtsrheinischen Schiefergebirges, unterscheidet sich jedoch von dessen Hauptteil durch die größere mittlere Höhe und den nur örtlich gegebenen Plateaucharakter. Es weist zwei ausgeprägte Gipfelfluren auf, eine um 840 m und eine um 650 m.
Absolute Höhenschwerpunkte des Gebirges sind der Naturraum Langenberg um den Langenberg (843,2 m), wo sich die überwiegende Mehrheit der 800er Gipfel findet, und das Massiv des Kahlen Astens (841,9 m, Naturraum Astenberg), von dem jene von Hunau (818,5 m, Naturraum Hunau) und Ziegenhelle (815,9 m, Naturraum Ziegenhelle) abzweigen. Zum Außenrand hin flachen die Gipfelhöhen je auf gut 600 m ab.
Seine stärksten Höhenunterschiede erreicht das Gebirge unter anderem im Norden der Ramsbecker Höhen (bei Bestwig-Ramsbeck und Olsberg), wo die bis 744,8 m hohen Gipfel von Bastenberg, Stüppel, Wiedegge und Heidkopf die bloß je anderthalb Kilometer entfernten Flusstäler der Ruhr und ihrer Nebenflüsse um gut 350 m überragen.
Darüber hinaus finden sich Höhenunterschiede von 400 m – wenngleich bei mit je etwa 5 km etwas größerer Entfernung zu den Flusstälern – auch am Ostrand des Gebirges bei Reetsberg, Bollerberg, Heidkopf und Sackpfeife.
Das Kerngebiet des Rothaargebirges wird auch forstwirtschaftlich genutzt, Fichtenforste bilden immer noch die Mehrheit, naturnahe Buchenwälder nehmen etwa ein Drittel der Fläche ein. In der jüngsten Vergangenheit nahm der Anteil der Weihnachtsbaumkulturen, vor allem aus Nordmann-Tannen deutlich zu, sodass vielerorts deren Neuanlage nicht mehr erlaubt wird. Am Rande und inmitten dieser Landschaften finden sich jedoch auch landwirtschaftlich genutzte Teile (Wittgensteiner Kammer, Upland).

Blick vom Härdler nach Osten über das Rothaargebirge

Abdachung
Die nördliche Westabdachung des Rothaargebirges bilden die zur Lenne entwässernden Südsauerländer Rothaarvorhöhen (Teil der Haupteinheit 3362), die an den Saalhauser Bergen immerhin 688,5 m erreichen. Sie sind durch die Täler von Hundem und Olpe vom Rumpf des Rothaargebirges getrennt, während im unmittelbar süd(west)lichen Anschluss daran das Siegerland (Haupteinheit 331) zur (oberen) Sieg entwässert.
Im östlichen Süden wird das Rothaargebirge durch die naturräumlich bereits zum Westerwald (Haupteinheitengruppe 32) gerechneten Struth (Haupteinheit 321) und Gladenbacher Bergland (320) in vergleichsweise fließendem Übergang abgedacht.
Im nördlicheren Osten des Gebirges brechen die Höhenzüge an Sackpfeife, dem Ziegenhellen-Ostausläufer Heidkopf sowie an Bollerberg, Reetsberg und Schlossberg eher schroff ab. Hier schließt sich der Ostsauerländer Gebirgsrand an.
Im Norden schließen sich an das Rothaargebirge verschiedene Teile des Nordsauerländer Oberlandes (Haupteinheit 334) an.

### Naturräumliche Gliederung
Folgendermaßen wird das Rothaargebirge naturräumlich gegliedert (verlinkt sind je die kurzen Zusammenfassungen im hiesigen Artikel, von denen aus die Einzelartikel angesteuert werden können):
- (zu 33 Süderbergland)
  - 333 Rothaargebirge (mit Hochsauerland)
    - 333.0 Dill-Lahn-Eder-Quellgebiet
      - 333.00 Kalteiche (mit Haincher Höhe) (bis 641,1 m; Nordhöll)
      - 333.01 Ederkopf-Lahnkopf-Rücken (bis 694,1 m; Kompass)

    - 333.1 Wittgensteiner Kammer
      - 333.10 Odebornsenke
      - 333.11 Berleburger Grund
      - 333.12 Erndtebrücker Leimstruth
      - 333.13 Lützeler Paß

    - 333.2 Südwittgensteiner Bergland (Wittgensteiner Lahnbergland; bis 680,4 m; Bärenkopf)
    - 333.3 Sackpfeife (bis 673,3 m; Sackpfeife)
    - 333.4 Westrothaarhöhen
      - 333.40 Brachthäuser Hohe Waldberge (bis 656,2 m; Hoher Wald)
      - 333.41 Westliche (Rüsper) Rothaar (bis 756,3 m; Härdler)
      - 333.42 Auer Ederbergland

    - 333.5 Winterberger Hochland
      - 333.50 Wilde Struth (südwestliche Abdachung der Ziegenhelle, bis 728,1 m; Haiskopf)
      - 333.51 Ziegenhelle (bis 815,9 m)
      - 333.52 Östliche (Kühhuder) Rothaar (im weiteren Sinne)
        - 333.520 Östliche (Kühhuder) Rothaar (im engeren Sinne, bis 770,8 m; Albrechtsberg)
        - 333.521 Latropschlucht
        - 333.520 Schmallenberger Höhe (bis 693,8 m; Höhe)

      - 333.53 Langewiese
      - 333.54 Astenberg (bis 841,9 m)
      - 333.55 Hunau (bis 818,5 m)
      - 333.56 Harfeld (Winterberger Hochmulde)
      - 333.57 Nordheller Höhen
      - 333.58 Langenberg (bis 843,2 m; Langenberg)

    - 333.6 Lennekessel (bis 764,7 m; Vorderster Hoher Knochen)
    - 333.7 Hohe Seite (bis 792,2 m; Reetsberg)
    - 333.8 Hochsauerländer Schluchtgebirge
      - 333.80 Bödefelder Mulde (mit Assinghauser Grund)
        - Bödefelder Mulde
        - Assinghauser Grund

      - 333.81 Ramsbecker Rücken und Schluchten (bis 744,8 m; Bastenberg)
      - 333.82 Schellhorn- und Treiswald (bis 806,1 m; Hoher Eimberg)
      - 333.83 Habuch (an der südlichen Basis bis 707,3 m, Fohrenkopf; eigenständig bis 670,2 m, Borberg)
      - 333.84 Henneborner Täler und Rücken (bis 653,6 m; Goldener Strauch)

    - 333.9 Upland
      - 333.90 Inneres Upland (bis 775,3 m; Kahle Pön bzw. bis 726,3 m; Schneeberg)
      - 333.91 Vorderupländer Rücken (bis 634,7 m; Widdehagen)

Im Folgenden werden die Teilgebirge, ausgehend vom zentralen Winterberger Hochland, im Gegenuhrzeigersinn, beginnend im Osten, in Kurzform charakterisiert.

### Teillandschaften nach Flussgebieten
Das Winterberger Hochland (333.5) bildet, zusammen mit den höheren Teilen der Hohen Seite (333.7), den Gebirgsrumpf und den Höhenschwerpunkt des Rothaargebirges. Im Zentrum steht der Kahle Asten, der über das Harfeld nebst der Stadt Winterberg mit dem Langenberg-Gebiet im Nordosten verbunden ist, über die Langewiese mit dem Rothaarkamm im Südwesten. Nach Nordwesten zweigt vom Asten die Hunau und nach Südwesten von der Langewiese die Ziegenhelle ab, die als Nebenflügel ebenfalls über 800 m erreichen und große eigene Massive bilden. Da die Naturraumnamen sich zum Teil gut etabliert haben und auch keine Alternativen zu ihnen existieren, die Hierarchisierung in Nachkommastellen jedoch nicht unumstritten ist, folgt nachfolgend eine Beschreibung der Teillandschaften und -naturräume, die sich in der Hauptsache nach den Flussgebieten, die auch prägend für die Kulturräume sind, richtet. Begonnen wird mit der Hauptkammlinie, die sich entlang der Hauptwasserscheide von Nordosten nach Südwesten zieht, gefolgt von den Flussgebieten im Gegenuhrzeigersinn, begonnen im Norden.

#### Oberruhr-Diemel Wasserscheide: Langenberg

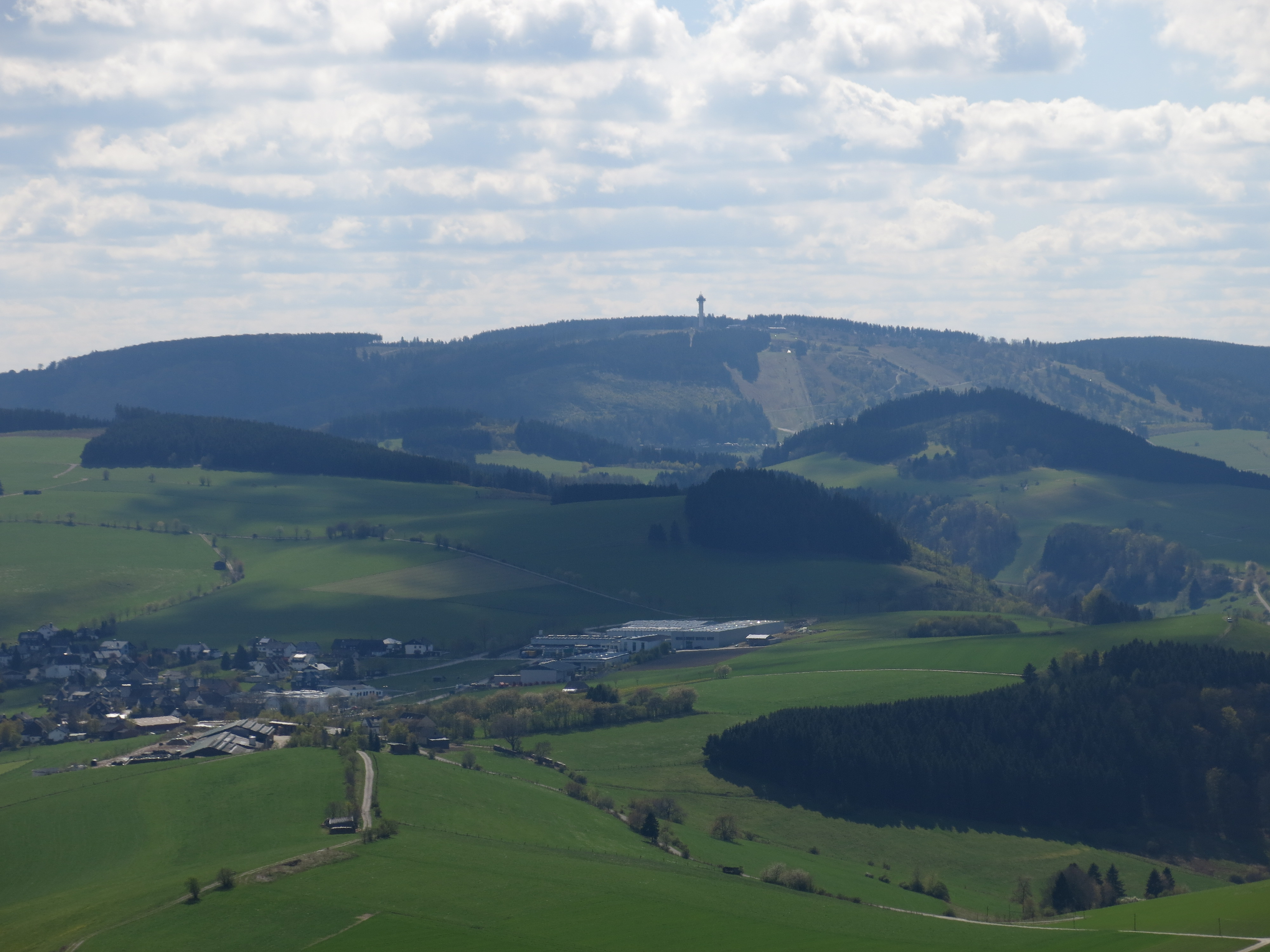
Blick vom Dommelturm nach Südwesten zum Ettelsberg

Im weitgehend bewaldeten Naturraum Langenberg (333.58) liegt der nordöstliche Höhenschwerpunkt des Hochsauerlandes, wo mit dem namensgebenden Langenberg (843,2 m) nicht nur die höchste Erhebung des Gebirges überhaupt liegt, sondern in Hegekopf, Clemensberg, Ettelsberg, und Hopperkopf sich gleich vier weitere Gipfel von über 830 m Höhe finden. Die deutliche Auflösung in mehreren Einzelgipfeln unterscheidet diesen Naturraum merklich von den Schildern des Asten, der Hunau und der Ziegenhelle. Der Höhenzug trägt nicht nur vom Langenberg über den Clemensberg, den Hopperkopf und den Hillekopf die Wasserscheide zwischen oberer Ruhr und Diemel, sondern er stellt auch die Kulturscheide zwischen dem Sauerland und dem hessischen Upland dar. Touristisch wird das Gebiet vom Upland aus vor allem über Willingen nebst Ortsteil Usseln im Inneren Upland (333.90) erschlossen, die an der den Naturraum nordöstlich flankierenden B 251 und der Uplandbahn liegen. Im Westen flankiert die B 480 entlang der Ruhr von Wiemeringhausen (im Assinghauser Grund, Ostteil von 333.80) nach Niedersfeld (am Rand der Nordheller Höhen, 333.57), im Südwesten und Süden von da aus die L 872 nach Hildfeld, mit steigendem Abstand nach Grönebach und Küstelberg im angrenzenden Harfeld (333.56, s. u.) und schließlich naturraumnah nach Wissinghausen (in der Grafschafter Kammer, 332.52).
Im Osten des Naturraums liegt die Kahle Pön, deren nach Nordosten weisenden Rücken der deutlich niedrigere und immer wieder durch Talungen unterbrochene Vorderupländer Rücken (333.91) dorthin verlängert.
Im Langenberg entspringen, im Uhrzeigersinn und beginnend im Süden, der Ruhr-Quellbach Hille, der Orke-Nebenfluss Wilde Aa, die Diemel sowie deren Nebenflüsse Itter und Hoppecke.

#### Oberruhr-Eder-Wasserscheide: Harfeld, Astenberg und Langewiese

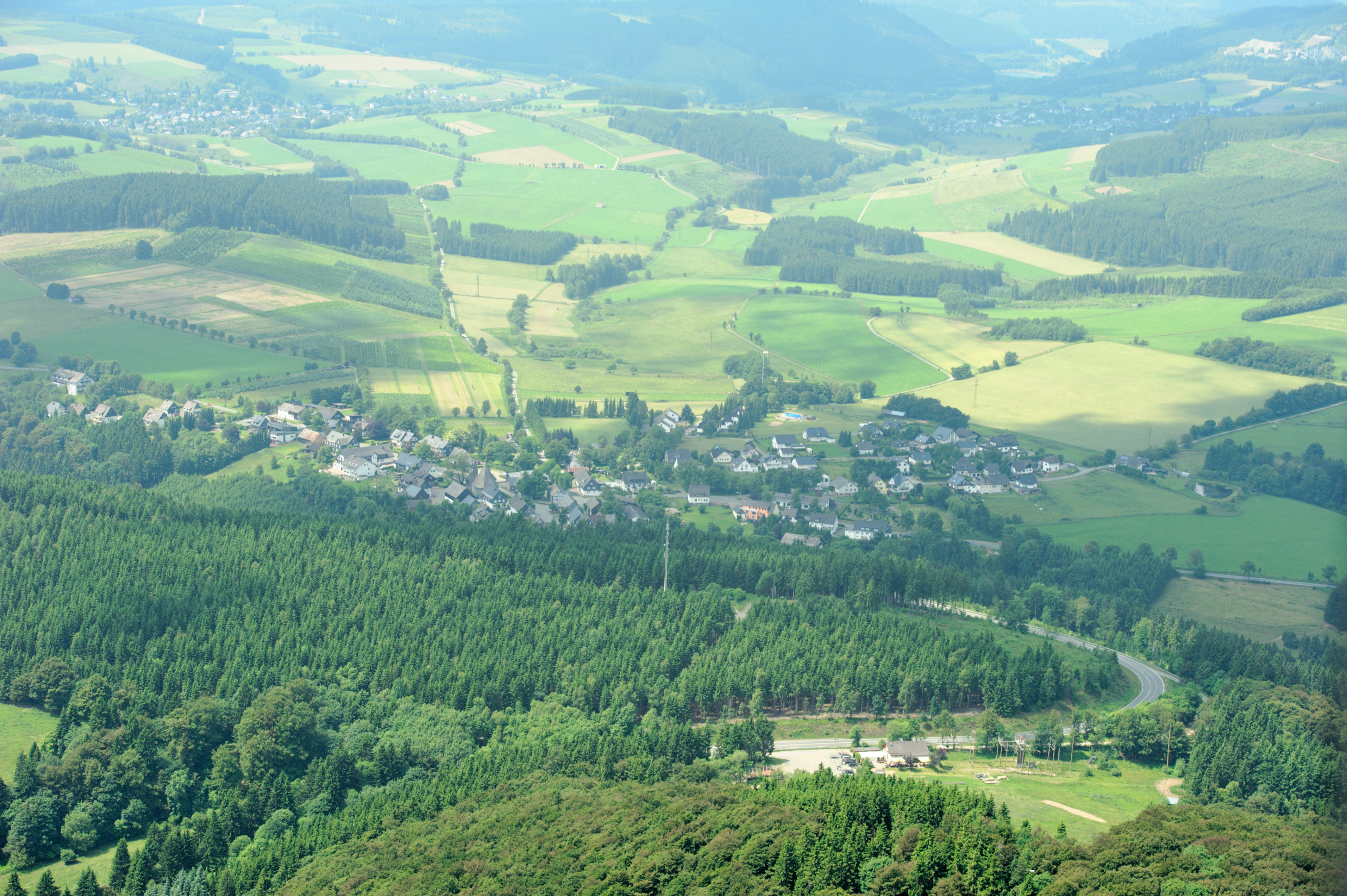
Blick von Südosten auf das nordöstliche Harfeld mit Küstelberg (im Vordergrund), Grönebach (links) und Hildfeld (halbrechts im Hintergrund)

Das Harfeld (333.56, auch bekannt als Winterberger Hochebene) schließt sich mit den Orten Hildfeld, Grönebach und Küstelberg südwestlich an die Waldungen des Langenberges an. Während das Gebiet zwischen diesen drei Orten weitgehend gerodet und flachwellig ist mit Ortslagen um 600 m (Küstelberg: 666 m), schließen sich nach Südwesten mit dem Böhl (721,4 m) und dem Ruhrkopf (695,7 m) bewaldete Rücken an, die den im Südwesten des Naturraums gelegenen Hauptort Winterberg abtrennen, der mit einer Nennhöhe von 668 m zu den höchstgelegenen Städten Deutschlands gehört.
Nach Nordwesten wird das Harfeld durch die höhere Höhen (Nordhelle: 792,2 m) erreichenden Nordheller Höhen (333.57) fortgesetzt, deren Riedel den nach Nordwesten wegfließenden Bächen Namenlose, Ruhr und Hille nur schmale Täler lassen. Im Süden Winterbergs zweigt der Südwestflügel der Hohen Seite (333.7; am etwas entfernten Bollerberg: 757,7 m) nach Südosten ab, im Süden Küstelbergs deren Nordostflügel am Reetsberg (792,2 m). Zwischen beiden Teilhöhenzügen fällt das Hochland nach Südosten vergleichsweise schroff zum Tal der oberen Orke ab, nach Süden fällt es zum Tal des Nuhne-Quellarms Sonneborn und ihrem von Winterberg kommenden Nebenarm, denen die Bundesstraße 236 folgt, ab.
Südlich von Küstelberg entspringt die Orke, in Winterberg ihr Zufluss Helle sowie der erwähnte Quelllauf des Nuhne-Oberlaufs Sonneborn, am Ruhrkopf die Ruhr.

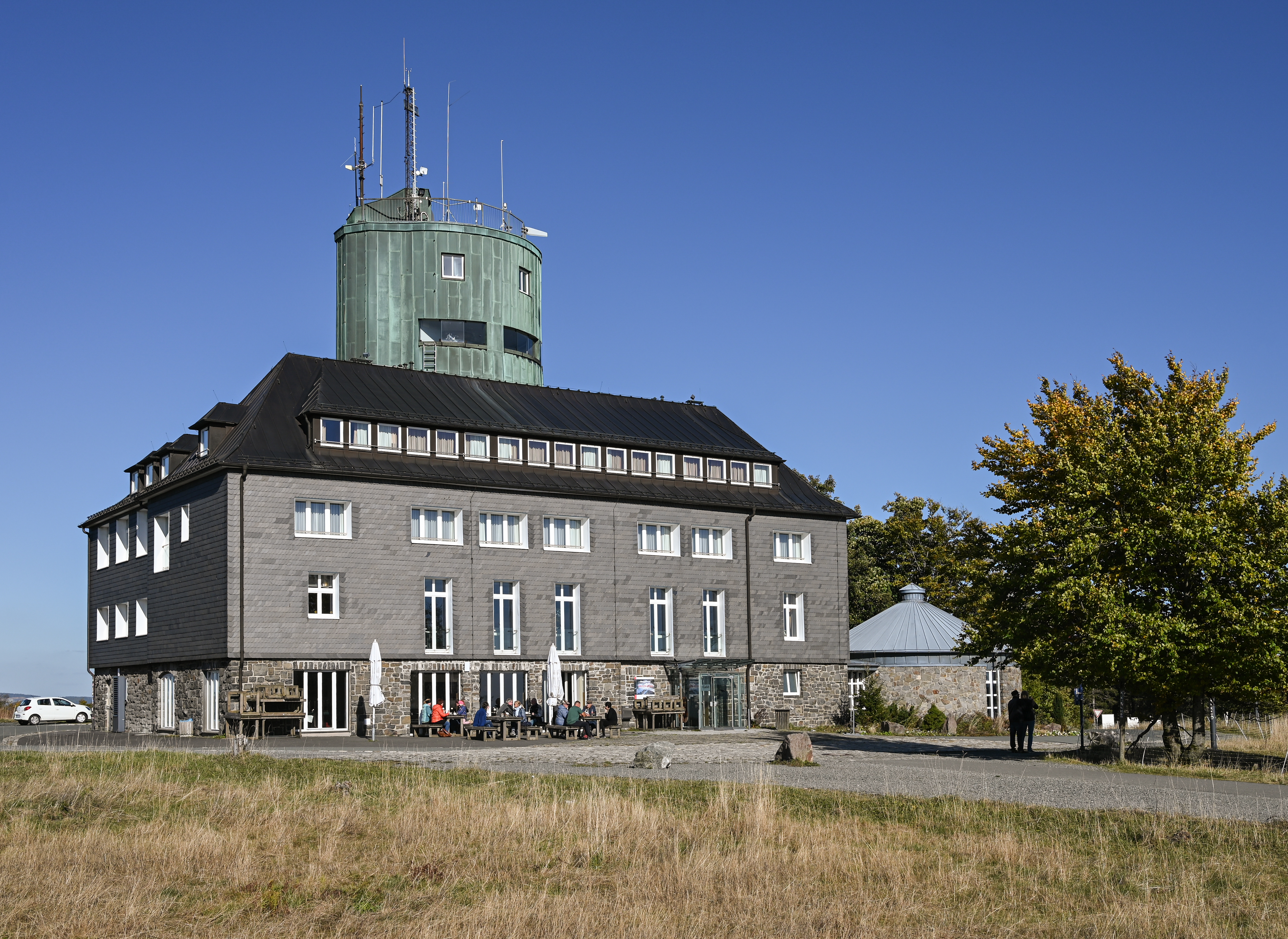
Bekanntes Motiv: der Astenturm auf dem Kahlen Asten

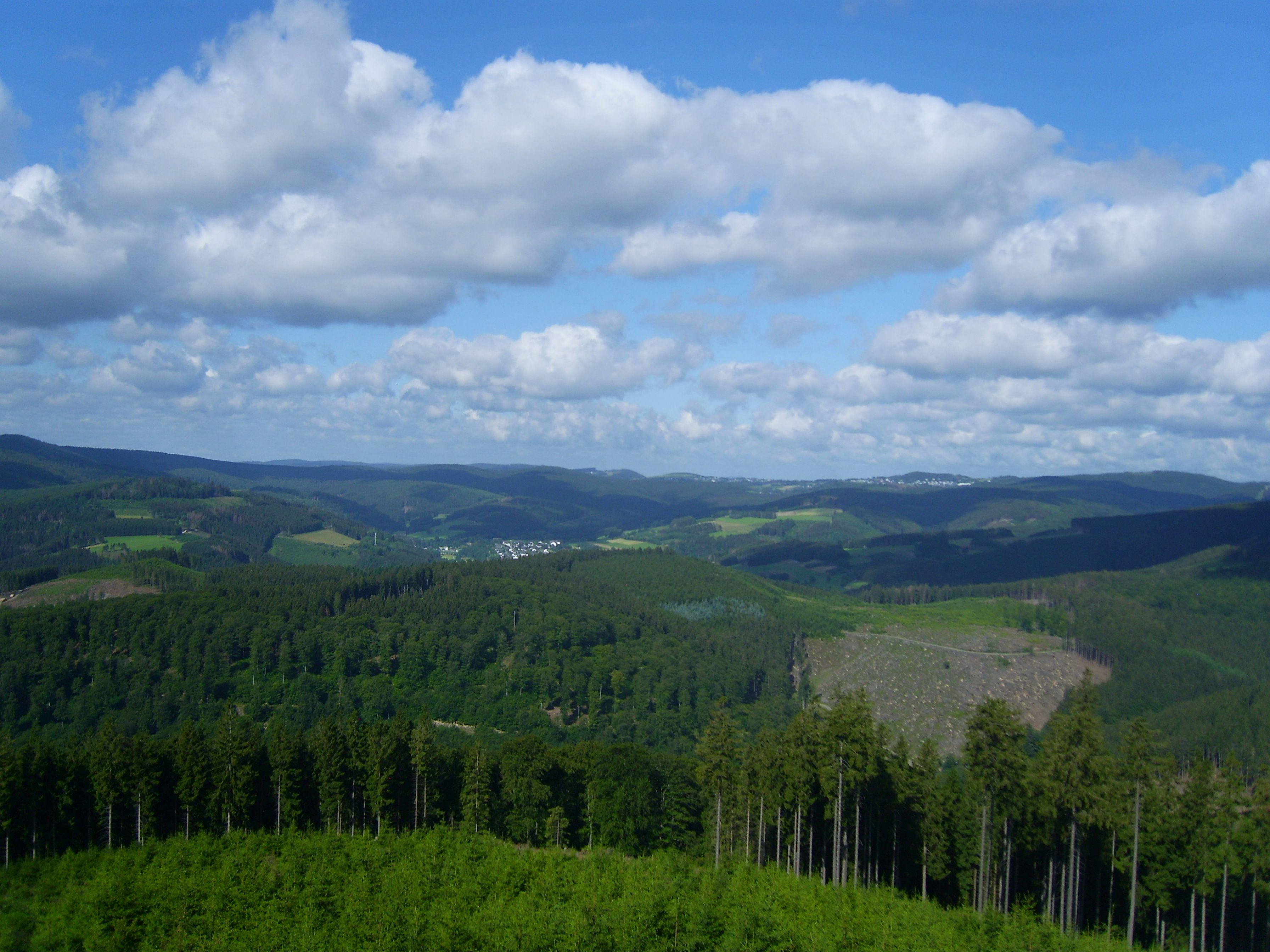
Übergang vom Asten (rechts) zu Gerkenstein und Langewiese (von dort bis zur Bildmitte) und die (Kühhuder) Rothaar (Gipfel lugen in der linken Bildhälfte hervor)

Südöstlich ans Harfeld schließt sich das Astenberg-Massiv (333.54) des Kahlen Asten, mit 841,9 m dritthöchste Erhebung des Gebirges (wie auch des gesamten Süderberglandes), an. Da der Asten noch etwas niederschlagsreicher und unwirtlicher ist als die rund 8 km entfernten Berge um den Langenberg, hielt man ihn lange für die Höchste Erhebung des Gebirges. Inmitten des Massivs, nordwestlich des Hauptgipfels, liegt der Ort Altastenberg auf (740 m) bis (790 m).
Im Norden des Astenberges liegen die Quellen von Namenloser, Renau, Gutmecke und Neger im Einzugsgebiet der Oberruhr bzw. der Neger; nach Westen fließen Nesselbach, Schwarzes Siepen und ihr Vorfluter Lenne. Im Süden entspringt die direkt zur Obereder entwässernde Odeborn, im Osten aus dem System der Nuhne die Sonneborn.
Nach Südwesten geht der Astenberg in das nur sporadisch bewaldete Skigebiet Langewiese (333.53) mit den bis über 700 m hoch gelegenen Wintersportorten Mollseifen, Neuastenberg, Langewiese und Hoheleye über, die historisch zum Wittgensteiner Land gehörten und auch über die Bundesstraßen B 236 und B 480 mit dessen Hauptort Bad Berleburg verbunden sind; die B 236 verbindet ferner Winterberg mit Schmallenberg.
Zählt man den Weiler Lenneplätze nordwestlich von Neuastenberg, der historisch nicht zu Wittgenstein gehört, mit zur Langewiese und begrenzt den Naturraum in etwa mit den Besiedelungsgrenzen, wäre der rund 792,7 m hohe Gerkenstein, der rein geomorphologisch ein Ausläufer des Astenbergs ist, die höchste Erhebung. Die eigenständigen Erhebungen des Teilkamms sind jedoch niedriger und bleiben unter 750 m.
Die Langewiese wird von der Odeborn passiert, zu der diverse kleine rechte Nebenbäche hier ihre Quelle haben, darunter der bei Hoheleye entspringende Hesselbach. Mollseifen liegt an der Wasserscheide der Obereder/Odeborn zur Nuhne.

#### Lenne-Eder-Wasserscheide: Die Rothaar

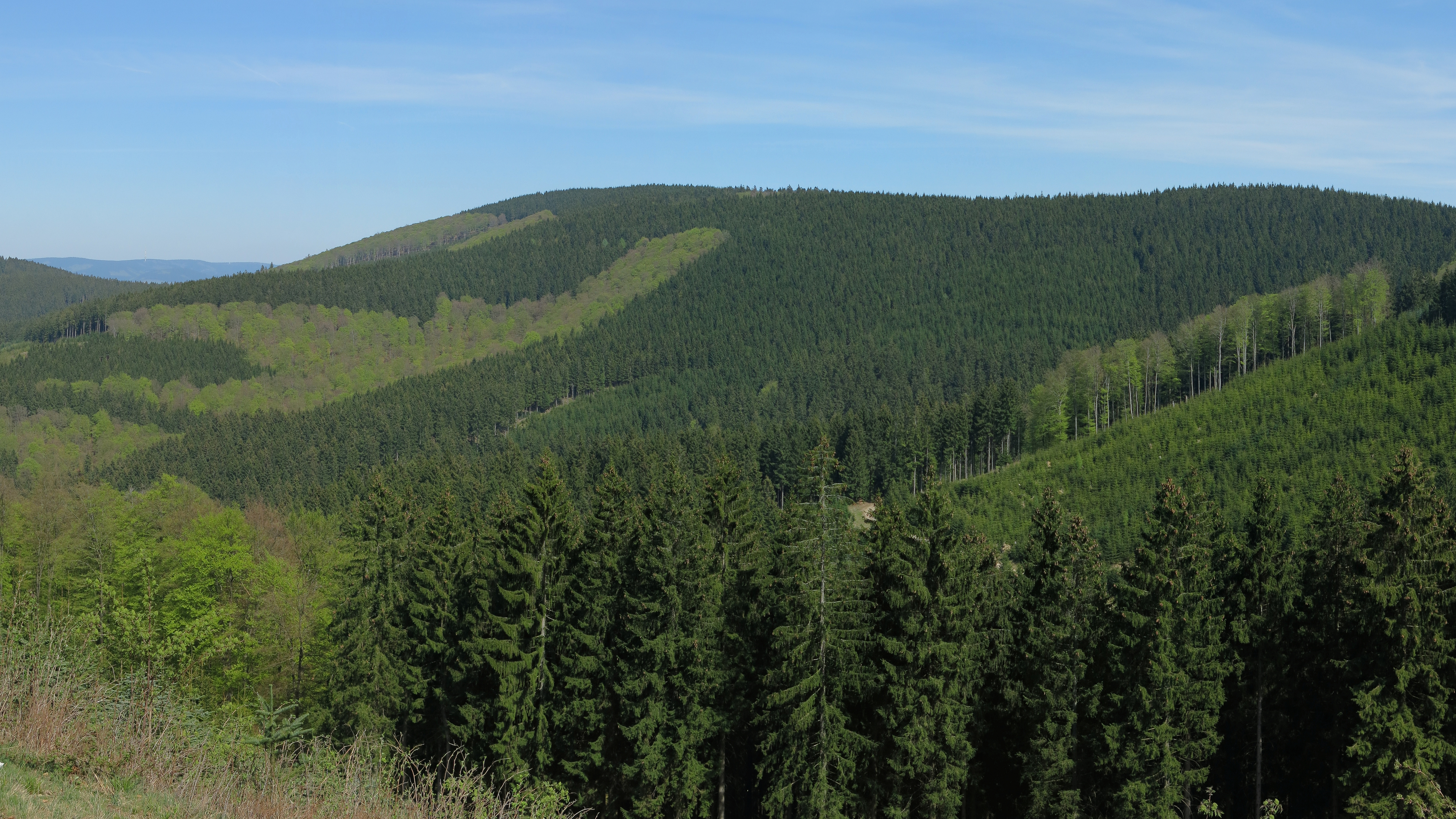
Härdler von Westen

Etwa 1 km westlich Hoheleyes verlassen B 236 und B 480 den Kammbereich; die sich nunmehr anschließende Rothaar (333.520 und 333.41) bildet einen fast komplett unbesiedelten und durchgehend bewaldeten Gebirgskamm, der sich nach Südwesten, Westnordwesten und schließlich nach Süden zieht und erst am Luftlinie 257 km, über den Rothaarsteig eher 40 km entfernten Lützeler Paß (333.13) bei Lützel mit der B 62 wieder auf Höhen unter 600 m trifft. Die Rhein-Weser-Wasserscheide ist hier gleichzeitig die historische Grenze vom Fredeburger Land zur Grafschaft Wittgenstein, heute Kreisgrenze zwischen Hochsauerlandkreis (ab dem Härdler: Kreis Olpe) und Kreis Siegen-Wittgenstein. Auf der Wittgensteiner Seite liegt das Naturschutzgebiet Rothaarkamm am Grenzweg, auf der hochsauerländischen Seite das Naturschutzgebiet Waldreservat Schanze. Die eigentliche Rothaar wird, auch quer zur Kammrichtung, in etwa durch die 600-m-Höhenlinie begrenzt.
Die Nordöstliche (Kühhuder) Rothaar (333.520) verläuft vom Albrechtsberg 770,8 m südwestwärts; nach 1,5 km Luftlinie zweigt ein Rücken nach Nordwesten mit dem Weiler Schanze (zu Schmallenberg) ab, nach weiteren 1,5 km wird der namensgebende Weiler Kühhude (Gemarkung Schüllar, zu Berleburg) erreicht, wo der Hauptkamm der Kühhuder Rothaar seine tiefste Scharte (auf 697,2 m) hat. Der Kamm führt weiter südwestwärts über den unmittelbar sich anschließenden, kaum merklichen Saukopf (716,3 m) und die Hohscheid (740,0 m), um nach einer weiteren Scharte auf 704,6 m und nach insgesamt 3,2 km den Großen Kopf (740,8 m) zu erreichen, von dessen Westsporn der Riedel „Auf der Redder“ nach Südwesten abzweigt, während der Hauptkamm sich schließlich nach Nordwesten biegt und deutlich abflacht.
Jenseits der Redder und 3 km westnordwestlich des Großen Kopfes sinkt die Kammhöhe an der Millionenbank auf nur noch 632,1 m ab. Fortan setzt die Südwestliche (Rüsper) Rothaar (333.41) den Kamm der Kühhuder Rothaar, etwas nach Norden versetzt, fort. Die Rüsper Rothaar hat insgesamt deutlich mehr und vor allem tiefere Scharten, die sie in Abschnitte einteilt. Zunächst zieht der Kamm nach Westnordwesten, wo am Dreilandkreiseck der Härdler (756 m) erreicht wird. Nunmehr richtet sich der Kamm eher südwest- und schließlich südwärts. Unmittelbar nach einer 683,0 m tiefen Scharte am Margaretenstein zweigt am Wildhöfer (727,7 m) die Hohe Hessel nach Südosten ab, der Riesenberg (724,8 m) nach Westnordwesten und der Kahleberg (711,4 m) vom Letzteren nach Nordnordwesten. Da die Scharte zwischen Wildhöfer und Härdler ähnlich tief liegt wie die Eingangsscharte des Abschnitts, die zu Riesen- und Kahleberg gar nur auf gut 645 m liegen, stehen hier de facto vier Einzelberge quer zur Haupt-Kammrichtung.
Auf der Hauptkammlinie folgt nach einer weiteren Scharte auf 654,7 m der Stengenberg (706,5 m), an dessen Südflanke der Rhein-Weser-Turm auf 683 m steht; zwischen beiden führt die Landesstraße von Röspe über Rüspe nach Oberhundem über den Kamm. Der sich von dort aus nach Südsüdwesten ziehende Riedel Strang erreicht noch südöstlich der Röspe-Quelle 683,6 m und ist „Dominanznehmer“ insbesondere des Milsenbergs und des Riemen im weiteren Hauptkammverlauf (s. u.). Bereits ab der Hohen Hessel liegen alle genannten Erhebungen wie auch der sich anschließende Hauptkamm komplett im Kreis Olpe.
Westsüdwestlich des von der Rhein-Weser-Turm-Seite her kaum als Berg in Erscheinung tretenden Westerbergs (662,1 m) schließt sich eine Scharte auf 626,3 m an, die Erhebungen am Kamm bleiben fortan alle deutlich unter 700 m. Noch in nächster Nähe zu Scharte und Landesstraße steht der Eggenkopf (648,9 m) mitten im Panorama-Park Sauerland Wildpark. Am Milsenberg (670,3 m) ändert sich die Kammrichtung von Westsüdwest nach Südsüdost, unmittelbar vor Erreichen des Vogelsbergs (642,8 m) wird eine 615,4 m tiefe Scharte durchquert. Weiter südsüdöstlich wird schließlich der Dreiherrenstein zwischen dem (kurkölschem) Sauerland (Kreis Olpe), dem Wittgensteiner Land (trifft hier nur in dem einen Punkt an die Kammlinie) und dem Siegerland erreicht. Der Kamm macht im Uhrzeigersinn einen kurzen Bogen nach Westen und erreicht an der südlichsten Stelle darin den Riemen (678,5 m), höchste Erhebung des Siegerlandes, in dem der Gipfelpunkt knapp steht (Hilchenbach).
Auf dem weiteren Weg nach Südsüdwesten zweigt, nach einer Scharte auf nur noch 618,4 m, am Wollberg (649,5 m) östlich Oberndorfs die nach Westen wandernde Wasserscheide zwischen Lenne und Sieg, der fortan die Kreisgrenze folgt, von der sich weiter südwärts ziehenden, nunmehr den Rothaarkamm bildenden, zwischen Sieg und Eder ab. Dieser Hauptkamm bleibt südlich des Wollbergs schmal, da sich die Nebentäler des Wittgensteiner Ederberglands weit nach Westen ziehen. Östlich dieser Linie, die an der Buchhelle nur noch (620,1 m) erreicht, liegt der Klarstein (655,4 m), südlich der Buchhelle flacht der Kamm auf 581,2 m ab, womit die Rüsper Rothaar nominell endet; der folgende, kurze Kammabschnitt bildet die westliche Verriegelung des Naturraums Lützeler Pass (333.13), der die Wittgensteiner Kammer (333.1) mit dem naturräumlichen Siegerland (Haupteinheit 331) verbindet.
Die Kammlinie versetzt sich noch einmal kurz nach Westen, um sich schließlich nach Südosten zu wenden. Am Pfaffenhain mit dem bekannten Gillerturm am Westgipfel Giller werden noch einmal 658,5 m erreicht, bis unmittelbar darauf der „eigentliche“ Lützeler Pass (577,9 m am Abzweig der Eisenstraße von der B 62) erreicht wird, wo die Rothaar endet.
Etwas nördlich der Kammlinie der Rüsper Rothaar liegt, östlich des Härdlers, der Weiler Jagdhaus (zu Schmallenberg), während der namensgebende Weiler Rüspe (zu Kirchhundem) deutlich östlich des Kammes, in einer Bachtalung des Auer Ederberglands (333.42) liegt. Allerdings war das gesamte Waldgebiet, auch das am Kamm, lange als Rüsper Wald Streitobjekt zwischen Wittgenstein-Berleburg und dem Herzogtum Westfalen gewesen, vgl. den dortigen Geschichtsabschnitt. Unmittelbar westlich des Kamms am Vogelsberg liegt das Dorf Heinsberg. Hier zweigen, zwischen Milsenberg und Riemen, die Brachthäuser Hohen Waldberge (333.40) nach Westen ab, deren Naht zur Rothaar unmittelbar westlich des Wollbergs liegt.

#### Sieg-Oberlahn-Wasserscheide: Ederkopf-Lahnkopf-Rücken
Im Südwesten des Rothaargebirges entspringen unter anderen die Flüsse Lahn, Dill, Eder und Sieg im zweigeteilten Rücken des Dill-Lahn-Eder-Quellgebietes (333.0).

Asphaltierter Abschnitt der Eisenstraße (schwarze Linie), u. a. mit Bergen (braun), Gewässern (blau), Ortschaften (rot), Straßen (gelbe Linien) und Rothaarsteig (rote Linie)

Die Rüsper Rothaar (333.41) endet nach Süden am schmalen Lützeler Pass mit der Bundesstraße 62 und der Eisenbahntrasse von Lützel nach Osten in Richtung Erndtebrück, die in der Osthälfte vom Oberlauf der Eder flankiert werden. Blatt Siegen rechnet den Pass als Einheit 333.13 der Wittgensteiner Kammer zu; jedoch unterscheidet er sich von der eigentlichen Kammer nicht nur durch seine geringe Breite bei einer deutlich höheren Höhe von um 600 m, sondern insbesondere auch darin, dass Lützel kulturräumlich zum Siegerland und nicht zum Wittgensteiner Land gehört. Nach naturräumlichen Gesichtspunkten wäre er eher der nachfolgend beschriebenen Einheit zuzurechnen.
Vom Lützeler Pass zweigt in Lützel die Eisenstraße, Höhenweg und alte Handelsstraße zwischen Siegerland und Wittgenstein, ab. Demzufolge könnte man den Ederkopf-Lahnkopf-Rücken (333.01) auch als „Eisenstraßen-Rücken“ bezeichnen. Die Eisenstraße führt zunächst westlich der Obersten Henn (675,9 m) nach Süden und Südsüdosten zum Aukopf (644,9 m), dann südwärts zur Stiegelburg (637,8 m), um dann nach Osten zum Kompass (694,1 m) abzuknicken, von wo aus die Eisenstraße ihren Charakter als Höhenweg verliert und zu Tal führt.

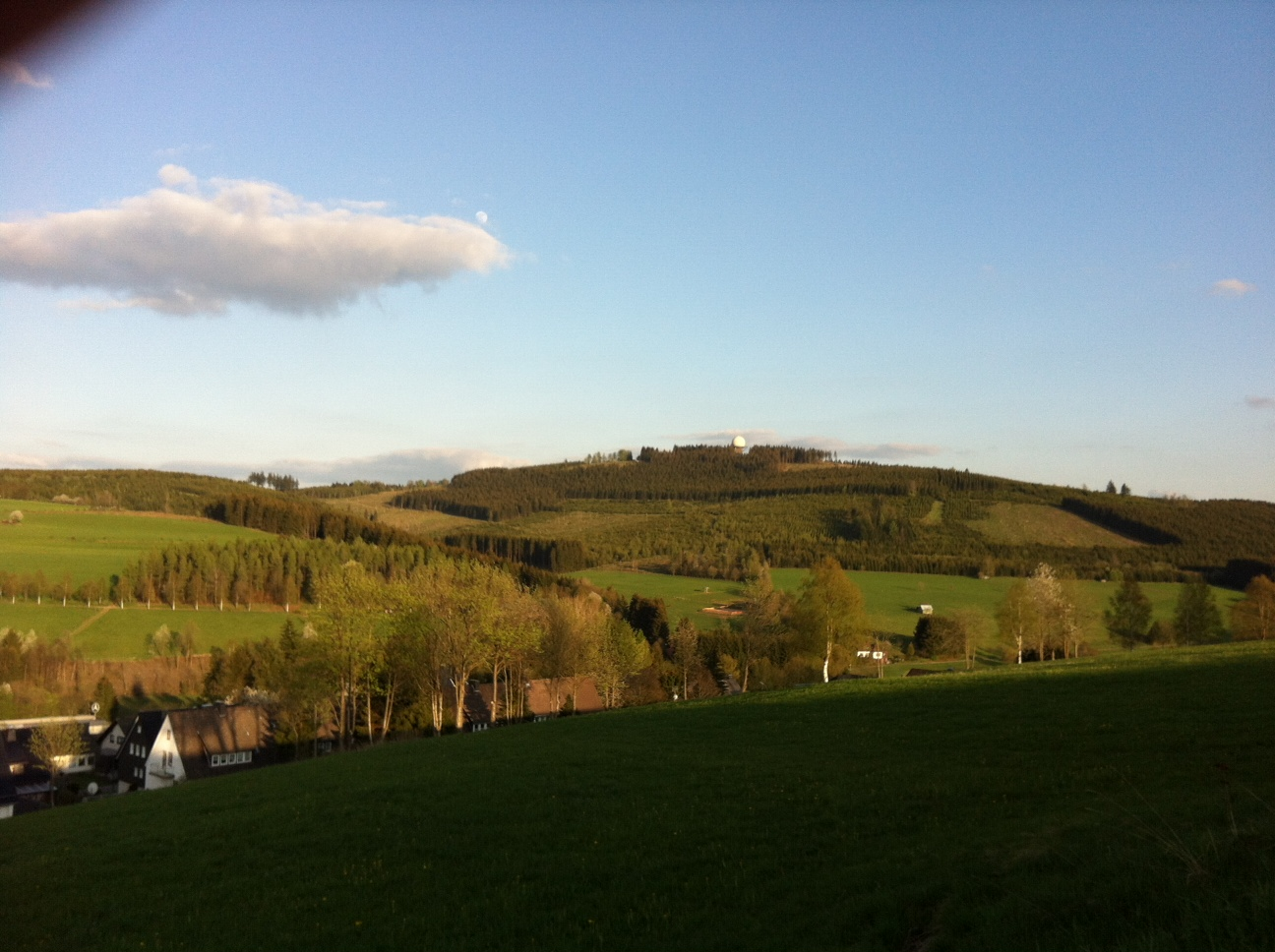
Blick vom Südrand Erndtebrücks südostwärts zum Ebschloh

Nach Osten vom Rücken der Henn durch das Tal des Eder-Zweiquellbachs Benfe mit dem Weiler Benfe getrennt, zieht sich ein Nebenrücken vom Ebschloh (686,3 m) südöstlich Erndtebrücks über die Birkenhecke (661,1 m) zum Aukopf. Dieser Rücken, der ebenfalls der Einheit 333.01 zugerechnet wird, ist Teil der sogenannten Zwischentalscheide zwischen Eder und Lahn, die sich vom Ebschloh aus nach Osten bis zur Sackpfeife im Hessischen Hinterland fortsetzt; am Aukopf treffen genau die Flussgebiete von Eder, Sieg und Lahn aufeinander. Am Jagdberg (675,9 m), einer westsüdwestlichen Nachbarerhebung des Kompass, trifft die Wasserscheide zwischen Lahn und Sieg auf die Lahn-interne zwischen Lahn und Dill.
Zahlreiche Quellen liegen am Ederkopf-Lahnkopf-Rücken:
- Am Westhang quellen aus dem Flusssystem der Sieg, von Nord nach Süd:
  - Netphe
  - Obernau
  - Sieg
  - Werthenbach
- Nah dem Zentrum, das der Aukopf bildet, quellen nach Norden
  - Eder (Ederquelle am Ederkopf (650,0 m), einem südlichen Vorgipfel der Henn)
  - Benfe, Quelle 700 m südwestlich südlich der Ederquelle
- Am Osthang des Südteils entspringen, von Nordwest nach Südost:
  - Ilm, am Grauhain (638 m)
  - Lahn (bei Lahnhof, am Lahnkopf (624,9 m), einem Nordostausläufer der Stiegelburg)
  - Ilse (Nordosthang des Jagdbergs, südlich Heiligenborns)
  - Banfe, bei Sohl

Nach Westen stößt der Ederkopf-Lahnkopf-Rücken ans (naturräumliche) Siegerland (Haupteinheit 331), das in den Siegerländer Rothaar-Vorhöhen an der Alten Burg immerhin 632,9 m erreicht. Nach Osten geht er fließend in das Südwittgensteiner Bergland über, wobei der Ebschloh-Rücken das flachwelligere Feudinger Becken von Westen verriegelt.

#### Sieg-Dill-Wasserscheide: Haincher Höhe und Kalteiche

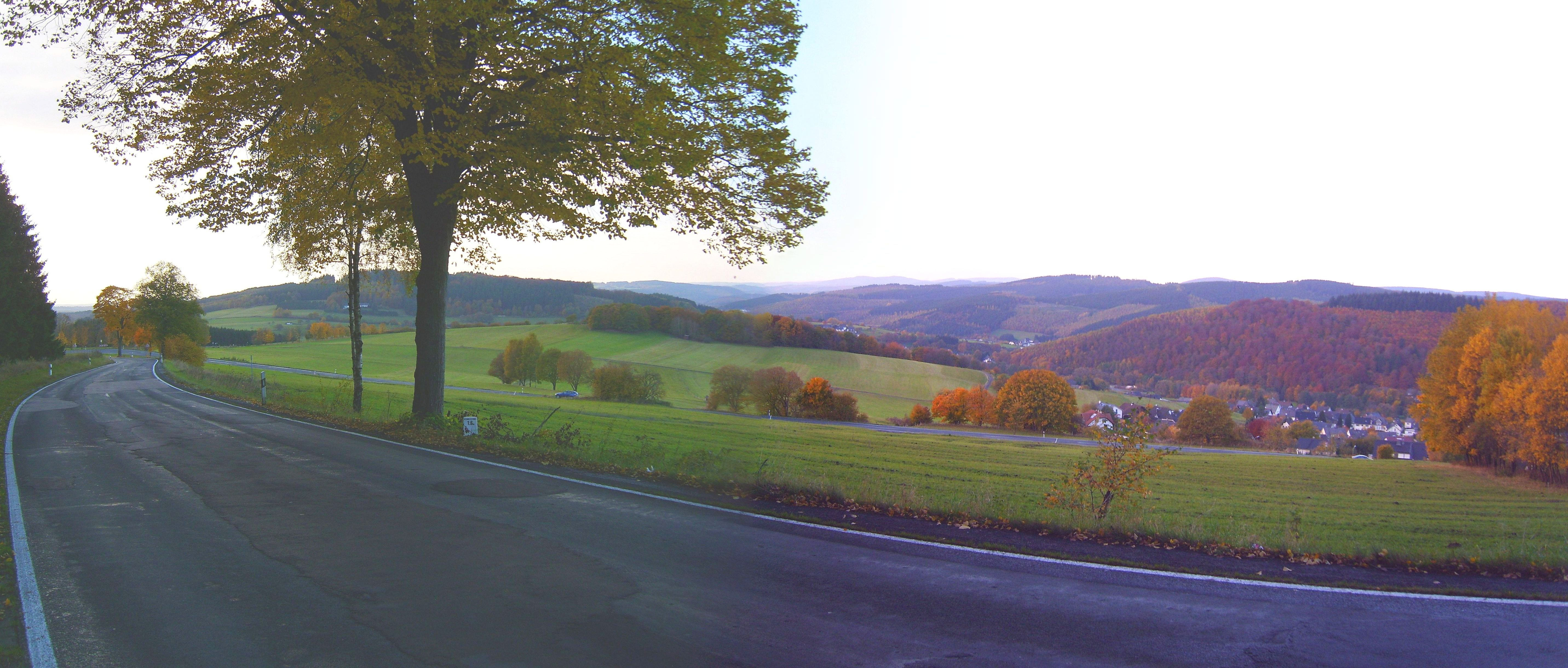
Siegerland-Landschaft von der Serpentine am Nordwestrand der Überquerung der Haincher Höhe aus mit dem namensgebenden Ort Hainchen im Vordergrund.
In zweiter Reihe die um eine Höhenstufe höheren Berge des westlichen Rothaargebirges:
In der Mitte die Doppelkuppe aus Kindelsberg (618 m hoch, 21,6 km entfernt) und Martinshardt (616 m; 20,6 km), nach rechts übergehend in die Südwestkuppe (605 m; 24,0 km) und den eigentlichen Gipfel des Hohen Waldes (23,7 km; 655 m); halbrechts herauslugend die Alte Burg (633 m, Siegerländer Rothaar-Vorhöhen), rechts die Randhöhen des Massivs um die Oberste Henn (676 m).

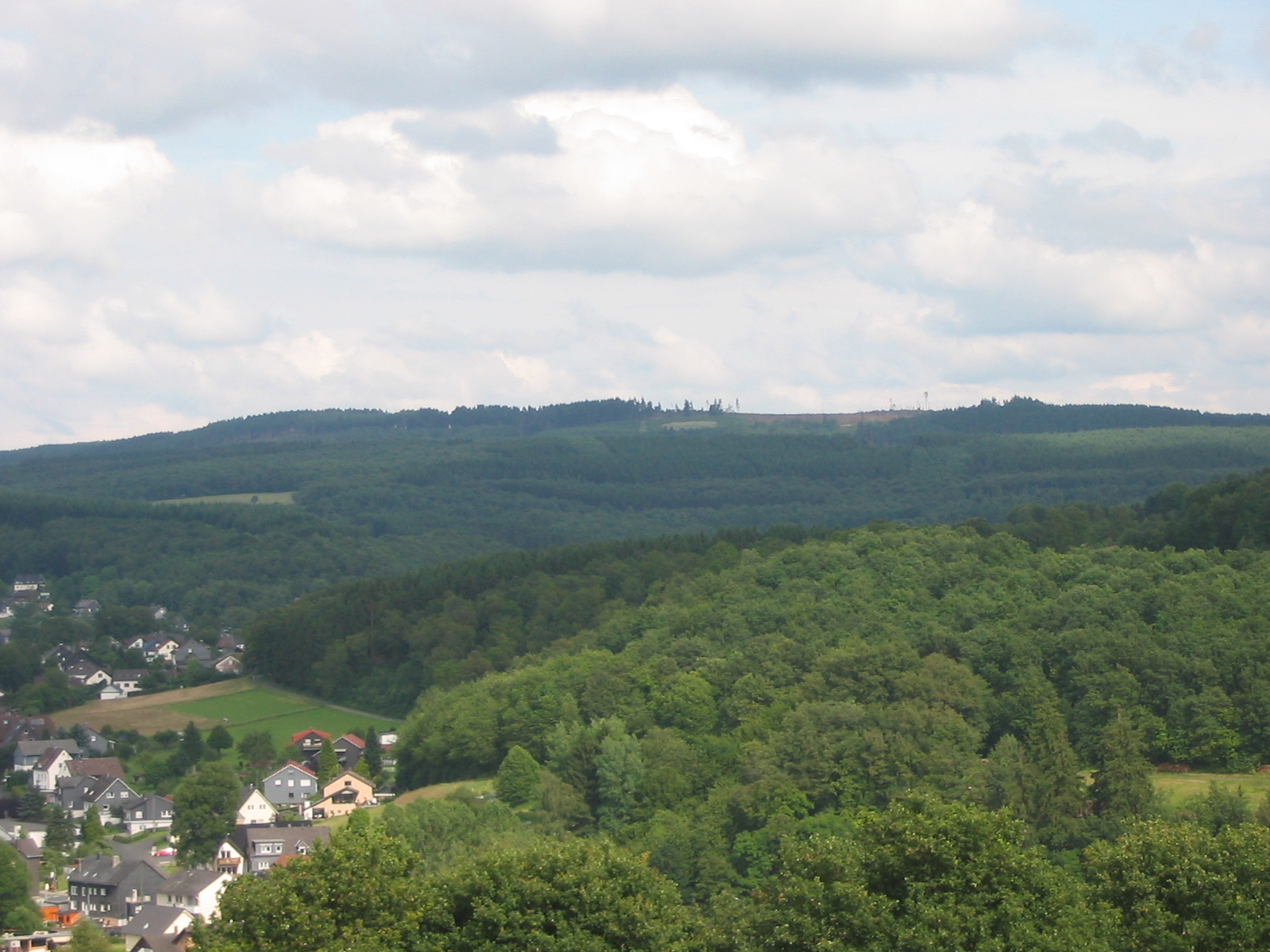
Die Kalteiche von Wilden aus

Vom Jagdberg aus in Südwest-Richtung zieht sich ein im Zentrum 609 m erreichender, konstant um 600 m hoher Grat nach Südwesten, der an der Lahn-Sieg-Wasserscheide die Landesgrenze zwischen Nordrhein-Westfalen und Hessen bildet und zum Einzugsgebiet der Sieg besonders stark abfällt. Dieser Grat wird, nach dem Ort Hainchen an ihrem Westfuß, Haincher Höhe genannt und endet im Horst der 579,9 m hohen Kalteiche, mit welcher sie den Naturraum Kalteiche (mit Haincher Höhe) (333.00) bildet.
Seine höchste Höhe erreicht der Naturraum nicht an der „eigentlichen“ Haincher Höhe, sondern an der davon abzweigenden Nordhöll (641,1 m), die von der Dietzhölze von Norden im Uhrzeigersinn gerahmt wird; südöstlich jenseits der Dietzhölze steht ihr der Eichholzkopf (609,6 m), nordöstlich davon liegt, auf der Wasserscheide der Dietzhölze zur Banfe das Eichwäldchen (608,4 m), der, vermutlich seiner Lage auf dieser wegen, auf Blatt Siegen bereits zum Ederkopf-Lahnkopf-Rücken (333.01) gezählt wird. Orographisch gehören beide Berge nicht zur Haincher Höhe. Weiter südwestlich, ungefähr in der Mitte des Grates, entspringt am Osthang die Dill.
Einziger Pass über die Haincher Höhe ist die L 1571 (HE) / L 729 (NW) von Ewersbach nach Netphen, einziger über die Kalteiche die B 54 zwischen Wilnsdorf und Haiger. Zwischen beiden Pässen wird der Südwestrand der Haincher Höhe an einer ihrer niedrigsten Stellen, der Tiefenrodter Höhe (551 m) an der südwestlichen Nahtstelle zur Kalteiche, durch die Eisenbahn entlang der Dillstrecke Siegen–Dillenburg zwischen Rudersdorf und Dillbrecht getunnelt.
Laut Blatt Siegen liegen an der Dietzhölze Rittershausen sowie an der Dill die beiden obersten Orte Offdilln und Dillbrecht noch im Naturraum, während alle sich unterhalb anschließenden Orte an den beiden Flüssen zum sich anschließenden Naturraum Struth gerechnet werden, der der Haupteinheit 321 Dilltal zugerechnet wird. Dies ist zum einen insofern inkonsistent, als Offdilln und Dillbrecht wie auch Rittershausen jeweils lediglich die obersten Orte einer Dörferkette entlang der beiden Flüsse sind, die in sich jeweils homogen verläuft, zum anderen deshalb, weil auf der siegerländischen Seite nach offenbar anderen Kriterien zugeordnet wird. So reicht zwar der höchste der drei Orte, Offdilln, bis fast an die 440 m-Höhenlinie, Hainchen auf der Gegenseite der Haincher Höhe jedoch bis über 460 m und Wilgersdorf am Nordfuß der Kalteiche zumindest bis über 450 m, ohne aus dem naturräumlichen Siegerland (partiell) isoliert zu werden. Insofern wäre es folgerichtig, auch die drei erwähnten Orte dem Naturraum Struth zuzurechnen.
Auf alten Karten wird mit Struth der Höhenrücken zwischen dem Roßbach im Nordwesten, der Dill im Süden sowie der Dietzhölze im Osten und im Nordosten bezeichnet, wie er von der im Südwesten ebenfalls dem Roßbach folgenden L 3044 nordwestlich begrenzt wird. Höchste Erhebung hierin sind der Hemmrain (560,5 m) im Zentrum und der Ebertshain (560,1 m) im Nordosten. In der Struth im weiteren Sinne wären diese durch den Hausberg (572,8 m) westlich Ewersbachs nur geringfügig übertroffen. Insgesamt liegen die Höhen der Struth kaum niedriger als die der Haincher Höhe, jedoch spielt die Haincher Höhe eine große Rolle als Kulturscheide. Auch die Berge zwischen dem Mandelbach, verlängert über die Dietzhölze, (W) und dem Simmersbach (SO) mit der Staffelböll (536,2 m) sowie, an der Wasserscheide der Dietzhölze zur Perf, dem Heiligen Berg (um 530 m) mit der Burgruine Hessenwalt südlich und der Stiete (545,4 m) nördlich Roths, die die eigentliche Struth nordöstlich der Dietzhölze verlängern, werden dem Naturraum Dilltal zugerechnet.

#### Einzugsgebiet der oberen Ruhr: Nordheller Höhen, Hunau und westliches Schluchtgebirge
Vom Harfeld (333.56) nach Nordwesten und vom Astenberg nach Norden verlaufen die durch die Täler von Neger, Namenloser, Ruhr und Hillebach in nach Norden weisende Riedeln aufgelösten und dicht bewaldeten Nordheller Höhen (333.57). Der westlichste Riedel hat seine Basis im Langenberg (735 m), der längste, zentrale Rücken trägt die namensgebende, 792,2 m hohe Nordhelle und der östliche den 764,5 m hohen Rimberg. Am Tal der Namenlosen liegt Silbach, am Tal der Ruhr unmittelbar unterhalb der Vereinigung mit der Hille liegt Niedersfeld.
Westlich jenseits der Talungen der Neger und damit auch der Nordheller Höhen liegt das dicht bewaldete Massiv des 818,9 m hohen Hunau (333.55), das vom Asten nach Nordwesten abzweigt. Er hat eine nach Westsüdwesten gerichtete Schildform, löst sich aber nach Norden durch die Talungen der hier entspringenden Flüsse Elpe (nebst Nebenbächen), Valme, Brabecke (mit Nebenbächen; zur Valme), Quellbäche der Kleinen Henne, Rarbach (zur Henne) und Henne in Riedel auf.

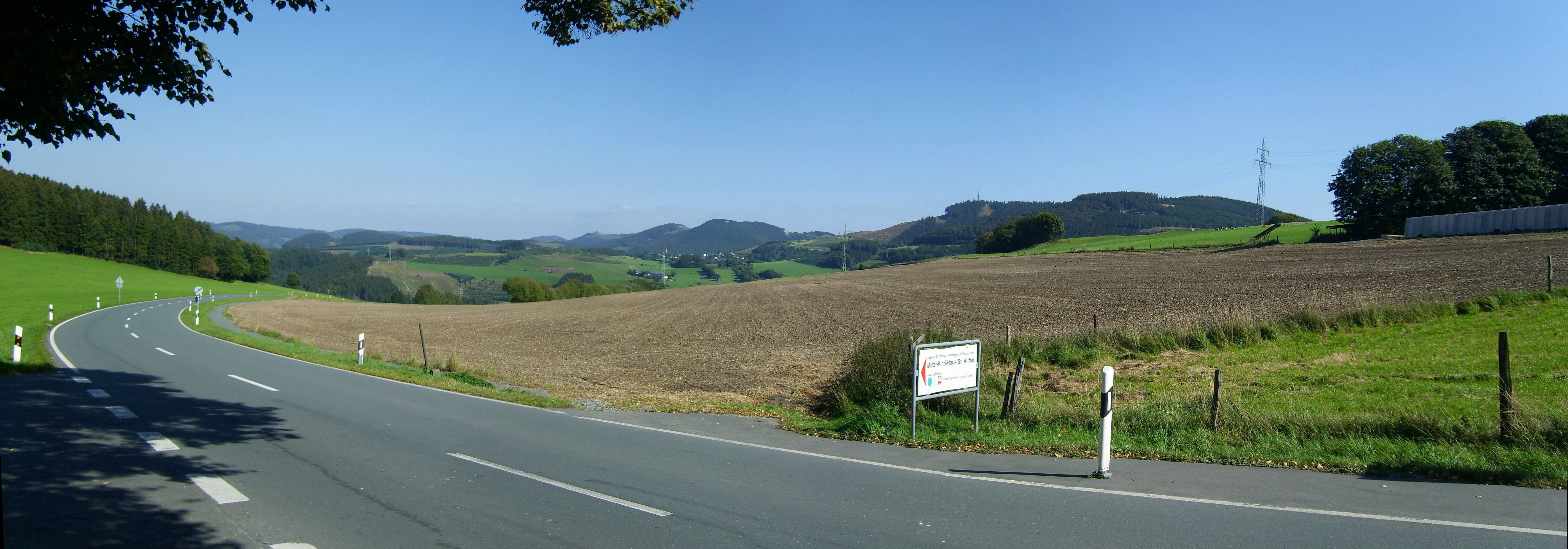
Das westliche Hochsauerländer Schluchtgebirge östlich Berlars mit den Ramsbecker Rücken Olsberg (704 m), Schmalenberg (714 m), Ohlenkopf (729 m; davor Andreasberg), Wiedegge (732 m), Stüppel (732 m) und Dörnberg (691 m)

Der Westteil des Hochsauerländer Schluchtgebirges (333.8) im westlichen Norden des Rothaargebirges ist durch die namensgebenden Schluchten an den Tälern des Flusssystems der oberen Ruhr geprägt.
Nördlich und nordwestlich an die Nordheller Höhen schließt sich die Talsenke des Assinghauser Grundes (Nordostteil von 333.80) an, die vom Tal des Gierskoppbachs über das der Ruhr bis zu dem der Neger reicht und nach Norden durch den Heidkopf (s. u.) abgeriegelt wird. Diese Senke ist fast durchgehend gerodet und zieht sich entgegen den Fließrichtungen der drei Flüsse von Elleringhausen über Bruchhausen, Assinghausen und Wiemeringhausen bis Siedlinghausen nach Südsüdwesten.
Von Siedlinghausen (um 450 m) führt die Landesstraße 740 in Richtung Meschede in Serpentinen hoch zur rund 90 m höher gelegenen Bödefelder Mulde (Südwestteil von 333.80), die sich senkrecht zu den am Hunaumassiv im Süden quellenden Ruhr-Zuflüssen über Altenfeld, Bödefeld und Westernbödefeld nach Westen zieht, um an den Weilern Bonacker und Dornheim auszulaufen.
Nördlich der Bödefelder Mulde schließen sich die weitgehend bewaldeten Ramsbecker Rücken und Schluchten (333.81) an, die, durch die Schluchten der Ruhr-Zuflüsse in Süd-Nord-Richtung zertalt, nach Norden in je markanten Gipfeln wie im Osten dem Heidkopf (715,3 m), westlich der Ruhr der Wiedegge (732,3 m), jenseits der Elpe dem Stüppel (731,5 m) sowie jenseits der Valme dem Bastenberg (744,8 m) und dem Sternberg (691,5 m) münden.
Westlich der Kleinen Henne sind die nordwestlichen Randgipfel der Riedel etwas nach Nordwesten verschoben und erreichen auch nicht mehr ganz die Höhen ihrer südöstlichen Nachbarn. Die Henneborner Täler und Rücken (333.84) mit dem Goldenen Strauch (653,6 m) und, jenseits der „Großen“ Henne, dem Lumberg (559,2 m) gehen, westlich jenseits der Bödefelder Mulde, nach Südosten fließend in die Ausläufer der Hunau über.
Nordöstlich stoßen die Ramsbecker und Henneborner Rücken an das Oberruhrgesenke, südwestlich des Lumberg-Zuges schließt sich die Fredeburger Kammer an – beides Teile der Sauerländer Senken (Haupteinheit 335). Westlich werden Hunau und Schluchtgebirge von der Wenne passiert.

#### Einzugsgebiet der Lenne: Lennekessel und nordwestliche Rothaar-Randhöhen
Der Lennekessel (333.6) ist die fächerförmige Quellmuldenlandschaft des Einzugsgebietes der obersten Lenne bis zur Mündung der Sorpe von rechts im östlichen Stadtgebiet von Schmallenberg. Der Erosionskessel ist halbkreisförmig von Westen gegen Hunaumassiv (818,5 m), Astenberg (bis 841,9 m), Langewiese und Kühhuder Rothaar (am Albrechtsberg 770,8 m) in den Rumpf des Winterberger Hochlandes eingeschluchtet und erreicht südwestlich vom Kahlen Asten auf dem Berg Vorderster Hoher Knochen mit 764,7 m seine größte Höhe. Die Riedel im Inneren des Kessels erreichen noch Höhen bis 729,8 m (Heidberg), meistens jedoch um 700 m. Der 657,8 m hohe Wilzenberg bildet den äußersten Südwestrand des Kessels.

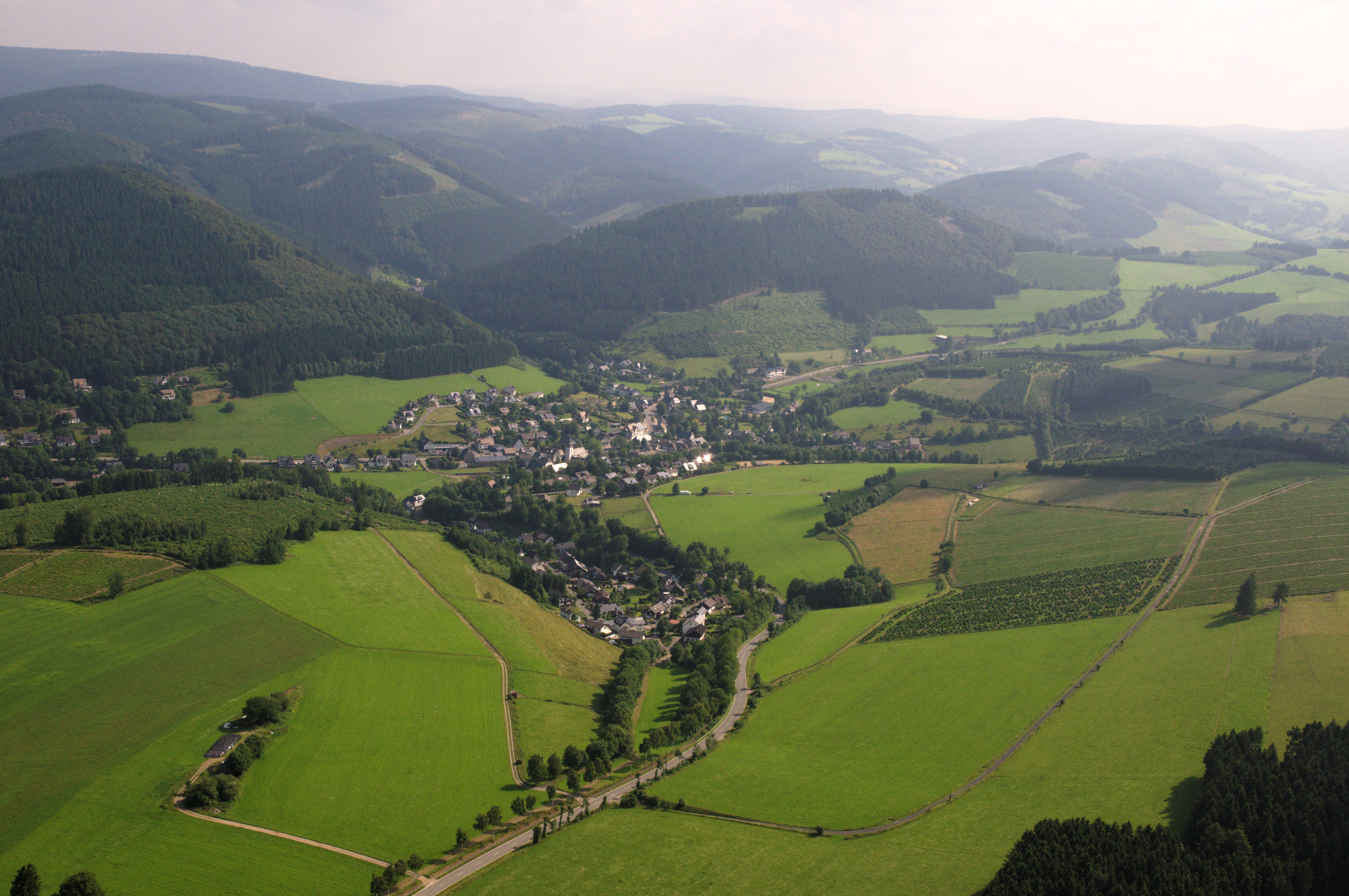
Der Lennekessel mit Oberkirchen

Die Bewaldung ist entlang der Täler der Sorpe (Rehsiepen und drei weitere, zusammen gerade 100 Einwohner starke Orte), des Nesselbachs (Nordenau) und der Lenne selbst, wo mit Westfeld und Oberkirchen, beides heute Ortsteile der westlich außerhalb liegenden Stadt Schmallenberg, die beiden einzigen größeren Dörfer liegen, gerodet. Der in Oberkirchen einmündenden Waldsiepen folgt, am rechten Talhang, die B 236 auf ihrem Abstieg von der Langewiese ins Lennetal, als letzter Zufluss des Kessels mündet unmittelbar unterhalb im selben Ort die Hartmecke.
Durch die Lage an der Luvseite (Westwetter) des Gebirges fallen die Jahresniederschläge mit 1100 bis 1300 mm kaum niedriger aus als im Winterberger Hochland.
Von der nordöstlichen (Kühhuder) Rothaar (333.520) zweigt, vom Wilzenberg durch das Tal der Grafschaft bei Grafschaft, ein ehemaliges Tal der Lenne, abgetrennt, beim Weiler Schanze (wie Grafschaft zu Schmallenberg) die bis 693,8 m erreichende Schmallenberger Höhe (333.522) nach Nordwesten ab und begrenzt zwischen sich und der eigentlichen Rothaar die kleine Latropschlucht (333.521) der Latrop mit dem Dorf Latrop.
Auch weiter westlich weisen einige, in dem Falle zumeist kürzere Riedel, die auf Blatt Arnsberg nicht als gesonderte Naturräume ausgewiesen sind, vom Kamm der (hier: Rüsper) Rothaar zur Lenne. So der des Heidkopfs (665,9 m) bei Jagdhaus, der sich zwischen die Latrop und die obere Uentrop (mit Naturschutzgebiet Üntrop) schiebt, der schmale des Drommbergs (bis 652,6 m) zwischen Uentrop und ihrem Zufluss Drommecke (mit Naturschutzgebiet Drommecke), der des Kippesbergs (651,9 m) zwischen Drommecke/Uentrop und Störmecke Siepen, der des Kahlebergs (711,4 m) zwischen dem System der Störmecke Siepen und der Hometsiepen (zur Hundem), der schmale Rücken zum Heisterberg (622,2 m) zwischen Hometsiepen und Hundem, der Rinsenberg (595,7 m) zwischen Hundem und Rinsecke sowie die Lichtenhardt (619,8 m) zwischen Marmecke und Albaumer Bach.
Das Tal des Albaumer Bachs schließt die eigentliche Rothaar nach Westen ab; die über die Olpe zur Hundem entwässernden Gebiete finden sich im nächsten Abschnitt.

#### Einzugsgebiet von Olpe und Ferndorf: Brachthäuser Hohe Waldberge

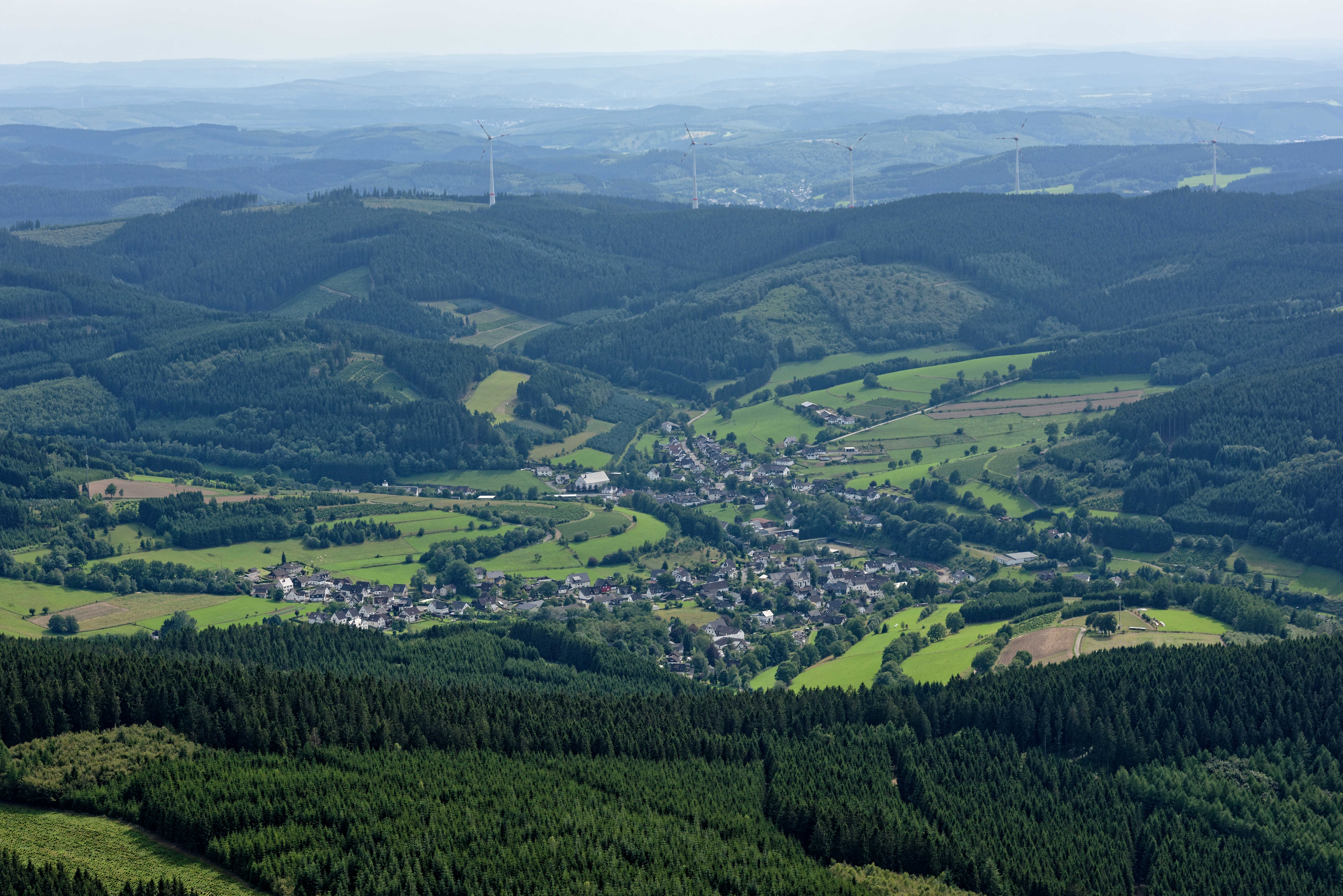
Heinsberg in einer Hochmulde an der Nahtstelle der Rothaar zu den Brachthäuser Hohen Waldbergen

Senkrecht zur Linie Milsenberg–Riemen zweigen die nach Brachthausen benannten Brachthäuser Hohen Waldberge (333.40) nach Westen von der (Rüsper) Rothaar ab. Über die Waldberge verläuft, beginnend an ihrer südöstlichen Basis am Wollberg Wollberg (649,5 m) östlich Oberndorfs, an der Wasserscheide zwischen Olpe (über Hundem und Lenne zur Ruhr) und Ferndorfbach (zur Sieg) die Landkreisgrenze zwischen dem Sauerland (hier: Kreis Olpe) und dem historischen Siegerland (Kreis Siegen-Wittgenstein) mehr oder weniger nach Westnordwesten.
Geomorphologisch unterscheiden sich die Waldberge deutlich von der Rothaar; sie sind einerseits insgesamt etwas bewegter im inneren Relief und deutlich stärker in Einzelberge aufgelöst, ohne über einen deutlichen Kamm zu verfügen. Andererseits verlaufen ihre Übergänge ins Umland fließender bei deutlich weniger steileren Hängen. Die Hauptberge verteilen sich mehr oder weniger sternförmig um ihr Zentrum und sind durch die Täler der im Inneren entspringenden Bäche trennscharf gegeneinander aufgelöst (nachfolgend im Gegenuhrzeigersinn, beginnend im an der Basis im Südosten):
- Während die Olpe den Nordwest- und Nordrand flankiert, bildet der direkt der Hundem zufließende Albaumer Bach mit Heinsberg, die in Albaum den Naturraum verlässt, die östliche Randsenke.
- Unmittelbar nordwestlich des Wollbergs liegt der Goldene Zapfen (640,9 m), der nach Nordnordosten in den Höchsten (589,8 m), nach Westen in Drei Buchen (629,2 m) übergeht.
- Wie Drei Buchen auf der Wasserscheide gelegen und durch das Tals der Ebersiepen (zum Albaumer) vom Höchsten getrennt, schließt sich der Lümke (619,7 m) an, der nach Norden in den Strauchelberg (626,9 m) übergeht.
- Nördlich der Wasserscheide und vom Lümke durch die Lütke Aa (zum Albaumer) getrennt, schließt sich nordwestlich dessen der Berg Auf dem Höchsten (638,3 m) unmittelbar östlich Brachthausens an. Nach Norden geht er in den Stüvelhagen westlich Albaums über, um bald und lange vor dem Tal der Olpe deutlich abzuflachen, womit der Naturraum verlassen wird.
- Südwestlich des Letztgenannten und Brachthausens folgt auf der Wasserscheide der Wimberg (606 m), der nach Norden in die Kopfhelle (575,9 m) nordwestlich Brachthausens übergeht, der nach Norden im Gipfel Auf der Höhe (546,5 m) südlich Hofolpes ausläuft. Das östliche Trenntal der Kopfhelle bildet hier die Flape (zur Hundem), die von Brachthausen nach Wirme und, bereits außerhalb der Waldberge, Flape und schließlich Kirchhundem fließt. Nach Südsüdwesten folgt dem Wimberg auf der Wasserscheide der Addebach (560,8 m)
- Westlich der Senke des Silberbachs, in der Silberg und Varste liegen, zieht sich der Rücken des Wolfshorns (643,6 m) östlich von Welschen Ennest entlang der Wasserscheide nach Südwesten; nach Nordosten hin, zu Olpe und Silberbach, geht er in den Rimmert (569,4 m) südöstlich Benolpes über.

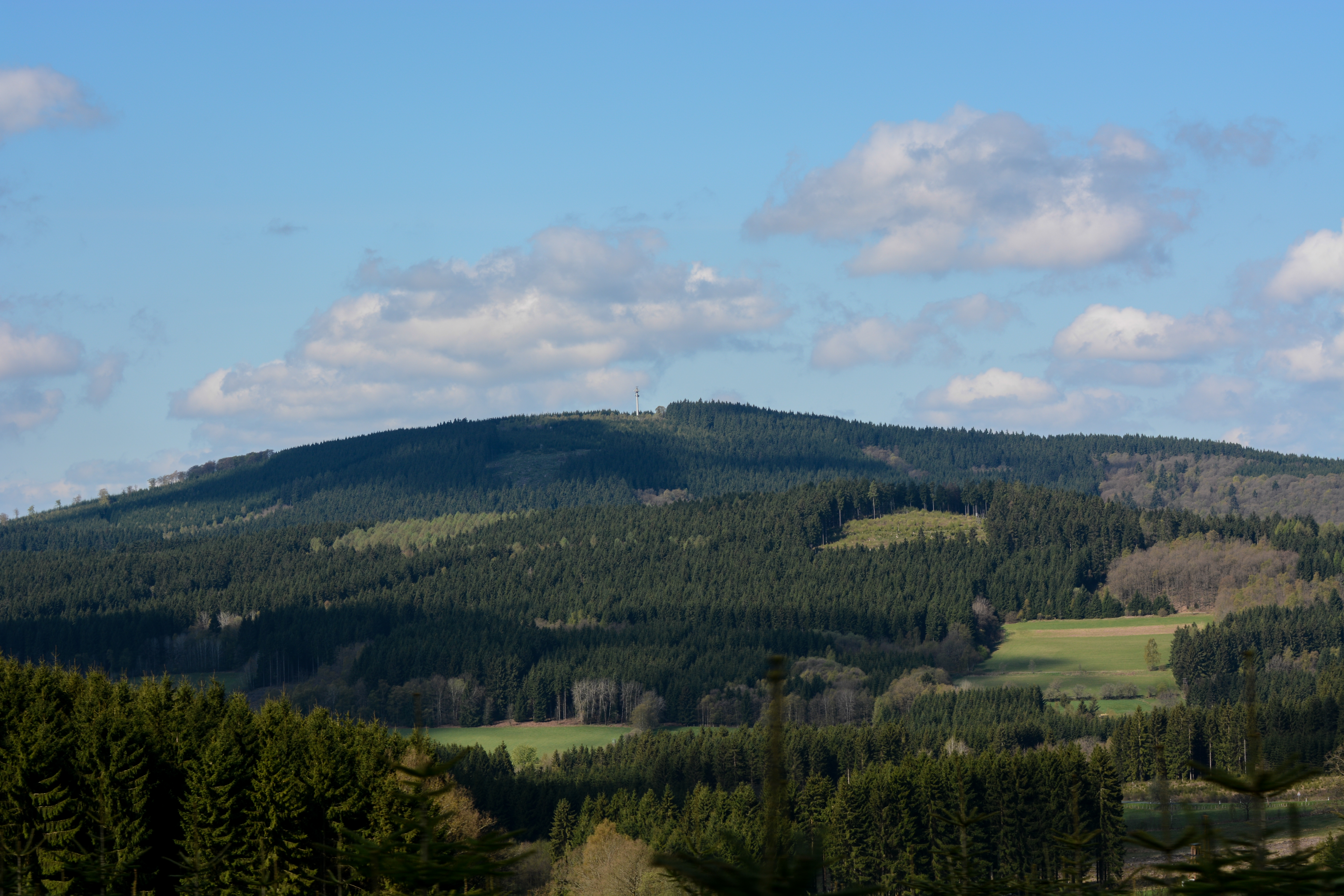
Der Hohe Wald von Brachthausen aus

- Südlich des Wolfshorns liegt der Hohe Wald (656,4 m) nordöstlich Littfelds, dessen Rücken sich ebenfalls nach Südwesten zieht; die Scharte zwischen beiden Bergen liegt auf etwa 525 m, ihre Hänge werden durch den Quelllauf der Littfe (zur Ferndorf) getrennt, die im weiteren Verlauf westlicher Randfluss der Waldberge ist.
- Südlich des Hohen Waldes zieht sich ein dritter Rücken nach Südwesten, der erst im äußersten Südwesten, am Kindelsberg nordöstlich Kreuztals, mit 618,1 m seine höchste Höhe erreicht und bis dicht ans Tal der Ferndorf reicht. 
Der Kindelsberg ist vom Hohen Wald noch deutlicher abgetrennt als das Wolfshorn, die Scharte liegt auf etwa 475 m; zwischen beiden fließt die Heimkaus.
Mit dem Kindelsberg auf einer nach Süden offenen, halbkreisförmigen, bis herunter auf etwa 560 m nach Osten gehenden Scharte verbunden ist die Martinshardt (608,5 m).
- Auf der wenig spektakulären Wasserscheide von der nordöstlichen Basis des Kindelsberg-Rückens nach Osten gelangt man wieder zum Berg Addebach, wobei zwischen diesem und dem Kindelsberg die Talungen des Rothenbachs liegen.

Insgesamt entwässert der größere Teil des Naturraums zur Olpe, während nur nah Kreuztal die Ferndorf nennenswert von den Waldbergen gespeist wird; die rechten Nebenbäche bei Hilchenbach entspringen in niedrigeren Lagen des „eigentlichen“ (naturräumlichen) Siegerlands. Jedoch dominieren die drei zur Littfe und Ferndorf weisenden Rücken im Westen ihr Vorland deutlich und prägen entsprechend die Landschaft, während die Berge in der Mitte und im Osten weniger scharf voneinander abgegrenzt und nur zu den nördlichen Randtälern merklich gegeneinander aufgelöst sind. Vom Norden bei Kirchhundem zum Südwesten durchzieht die Landschaft eine Senke, die im Zentrum, zwischen Silberg und Brachthausen, etwas verriegelt ist und sich im Südwesten um den Kindelsberg herum zweiteilt.

#### Einzugsgebiet der Oberlahn: Südwittgensteiner Bergland (und Sackpfeife)
Die Gebiete um die Oberläufe von Lahn und Eder wurden einst parallel zueinander flussaufwärts, von hessischer Seite kommend, nach und nach besiedelt. Die beiden Teile des historischen Wittgensteiner Landes wurden im Süden, an der Lahn, von Laasphe aus regiert, im Norden, an der Eder, von Berleburg aus. Zwischen beiden Einzugsgebieten liegt die sogenannte Zwischentalscheide.

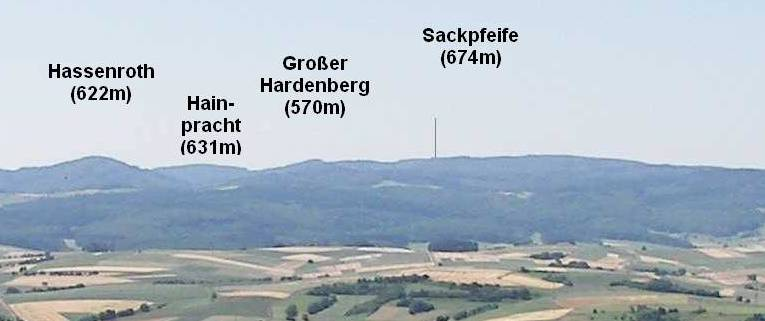
Die Sackpfeife nebst Vorhöhen von Osten aus

Das zur Lahn entwässernde Wittgensteiner Gebiet nebst der Zwischentalscheide werden mit Südwittgensteiner Bergland (333.2) zusammengefasst. Die Zwischentalscheide zieht sich vom Ebschloh (686,3 m) am Ederkopf-Lahnkopf-Rücken (333.01) über den Bärenkopf (680 m) südöstlich Sassenhausens bis zur Sackpfeife (673,3 m), der auf Blatt Marburg ein eigenständiger Naturraum zugewiesen wurde, die jedoch den restlichen Rücken nahtlos fortsetzt. Lediglich historisch ist sie insofern abgesondert, dass sie im Hessischen Hinterland liegt, zu dem auch das sich südöstlich anschließende Gladenbacher Bergland gehört.
Im Westen des Berglandes ist die Bewaldung an drei Hochmulden unterbrochen. Die nördlichste, das Feudinger Becken, liegt bei Feudingen, Rüppershausen, Oberndorf und Rückershausen an Lahn und Feudinge, die anderen beiden um Banfe und Herbertshausen (Mitte) sowie um Fischelbach und Hesselbach (Süden) an der Banfe. Auch das Gebiet um das Höhendorf Sassenhausen im zur Eder entwässernden Norden ist gerodet.
Eine bekannte Erhebung jenseits der Zwischentalscheide ist der Große Ahlertsberg (644,9 m) im Süden, südwestlich von Bad Laasphe.
Östlich und südöstlich der Sackpfeife schließen sich die Sackpfeifen-Vorhöhen (332.0) an, nördlich das Hatzfelder Ederbergland (332.1) – beides Teile des Ostsauerländer Gebirgsrandes. Demgegenüber gehören das Obere Lahntal und der sich südlich anschließende Breidenbacher Grund zum Gladenbacher Bergland.

#### Einzugsgebiet der Obereder: Wittgensteiner Kammer und Ederbergland
Die Wittgensteiner Kammer (333.1) im Einzugsgebiet der oberen Eder stellt innerhalb des Rothaargebirges eine naturräumliche Besonderheit dar. Die überwiegend aus landwirtschaftlich genutztem Grünland bestehende Schiefergebirgs-Hochmulde trennt die südöstlichen Teile des Gebirges deutlich von den zentralen und nordwestlichen ab.

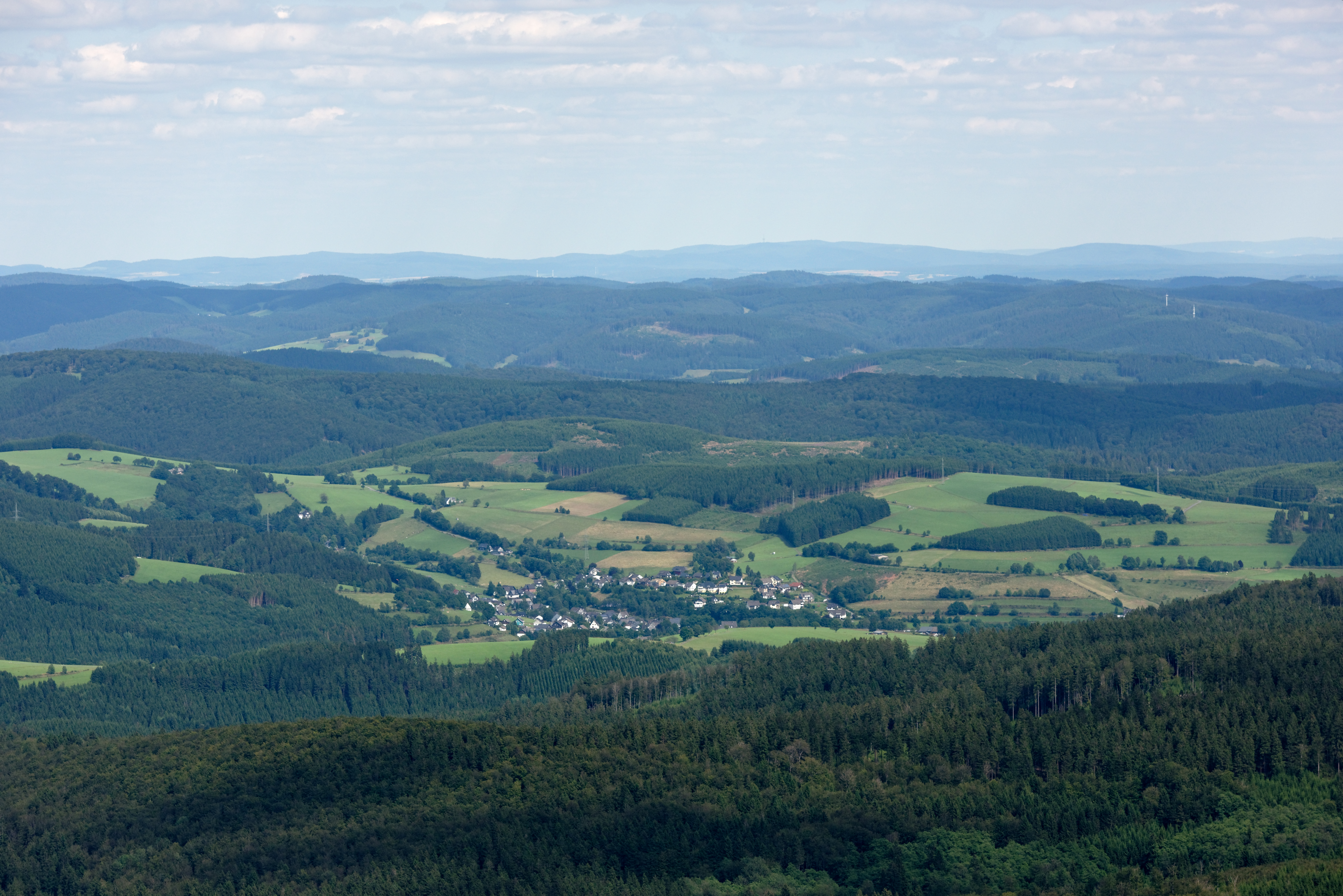
Blick nach Wingeshausen in Richtung Nordosten; im Hintergrund, hinter dem Odeborntal, höhere Lagen des Rothaargebirges mit der Ziegenhelle

Den flachwelligsten und am dichtesten besiedelten Teil der Kammer bildet der Berleburger Grund (333.11) mit Bad Berleburg, Raumland und Berghausen. Über die Aue der Odeborn flussaufwärts bis etwa Wemlighausen sowie die der Eder flussaufwärts bis Aue und von dort aus nordwärts entlang der Kappel bis Wingeshausen erweitert sich diese gerodete Landschaft bis auf ein Talniveau von etwa 450 m. Die naturräumlichen Gliederungen auf den Blättern Arnsberg und Arolsen zählen demgegenüber auch die deutlich entfernteren und höher gelegenen Auen der Odeborn bis Girkhausen nebst bewaldeten Randhängen bis über 600 m als Odebornsenke (333.10) zur Kammer, obwohl die Rodung entlang Odeborn und B 480 unmittelbar unterhalb des Weilers Dödesberg eine Breite von gerade einmal 150 Metern einnimmt. Umgekehrt zählen diese Gliederungen das gerodete Gebiet um Aue und Wingeshausen zum Auer Ederbergland, das seinerseits in der Hauptsache aus bewaldeten Bergen bis deutlich über 600 m besteht.
Das Bundesamt für Naturschutz folgt zwar weitgehend den Blättern Arnsberg und Arolsen, spart aber, abweichend von diesen, die nachfolgend von Nord nach Süd gelisteten westlichen Randberge Schüllarsberg (gut 560 m), Reifelscheid (601,1 m), Burgfeld (586,4 m), Seibrig (gut 520 m) und Winterscheid (594,7 m) aus und zählt diese, wie auch das Auer Ederbergland, zum „eigentlichen“ Rothaargebirge, analog an der Ostseite die westlichen Abdachungen der 721,8 m hohen Homburg mit dem Birkenkopf (606,7 m) und seinem Südwestsporn Bockshorn. Landläufig werden die durch Nebentäler der oberen Eder voneinander getrennten bewaldeten Höhen unterhalb des Rothaarkamms bis zum Durchbruch bei Raumland unter Wittgensteiner Ederbergland zusammengefasst.
Die sich südlich an den Berleburger Grund anschließende, jedoch von hier deutlich nach Westen gerichtete Erndtebrücker Leimstruth (333.12) mit den Berleburger Ortsteilen Hemschlar, Rinthe und Weidenhausen sowie Erndtebrück und seinen Ortsteilen Womelsdorf, Birkelbach, Birkefehl, Schameder (mit Bahnhof Leimstruth) und Röspe ist hügelig, aber weitgehend gerodet und erreicht bei Erndtebrück wieder das Tal der Eder. Die Landschaft ist nach Norden durch die bewaldeten Berge des Ederberglands rechts der Eder südlich Aues, die am Strauch nördlich Birkelbachs 643 m erreichen, abgeriegelt, nach Westen durch die Hänge links der hier nach Norden gerichteten Eder und nach Süden durch die sich unmittelbar nördlich an die Rhein-Weser-Wasserscheide anschließenden Hänge. Im Osten bilden die Hänge unmittelbar östlich der B 480 eine natürliche Begrenzung der Hochmulde. Die Außengrenzen sind nicht wirklich scharf und folgen in etwa den größeren Bewaldungsgrenzen. Im Inneren liegen an nennenswerten Erhebungen der Steimel (596,1 m) nordöstlich Erndtebrücks, der Krobel (584,4 m) nördlich davon (und von diesem durch die B 62 entlang der Schameder separiert) sowie, im Südosten, der Baldeberg (604,9 m) zwischen Rinthe und Weidenhausen, die alle teilgerodet sind.
Die Gliederung auf Blatt Marburg zieht die Grenzen im Südosten etwas weiter, deklariert sie indes als „nicht linienhaft festlegbar“. Danach gehören auch die außerhalb der Wasserscheide gelegenen, durch Rodungen mit den anderen Orten verbundenen Höhenweiler Leimstruth (der alte Weiler am Abzweig der B 480 von der B 62; zu Erndtebrück) sowie Sohl, Drehbach und Stünzel (bilden zusammen den Berleburger Stadtteil Stünzel) dazu, die allesamt zur Lahn entwässern bzw. sogar über Quellen von Nebenbächen der oberen Lahn verfügen. Stünzel selber wiederum hat durch Straße und Rodungen auch Verbindung zum Höhendorf Sassenhausen, das zur Eder unterhalb Raumlands entwässert wird und deshalb nicht hinzugerechnet wird. Das Bundesamt für Naturschutz zieht die Grenzen unter Einschluss der drei Höhenweiler und erweitert im Nordwesten noch bis zum sich verengenden Edertal um den Erndtebrücker Weiler Röspe.
Geologisch wird die Wittgensteiner Kammer durch Tonschiefergesteine des Mitteldevon dominiert, die im Westen, bei Erndtebrück und bei Aue, in solche des Unterdevon übergehen. Bei Wingeshausen und bei Röspe finden sich auch vulkanogene Quarzkeratophyre und -tuffe des Unterdevon. 

#### Einzugsgebiet der Mitteleder: Ziegenhelle, Wilde Struth und Hohe Seite

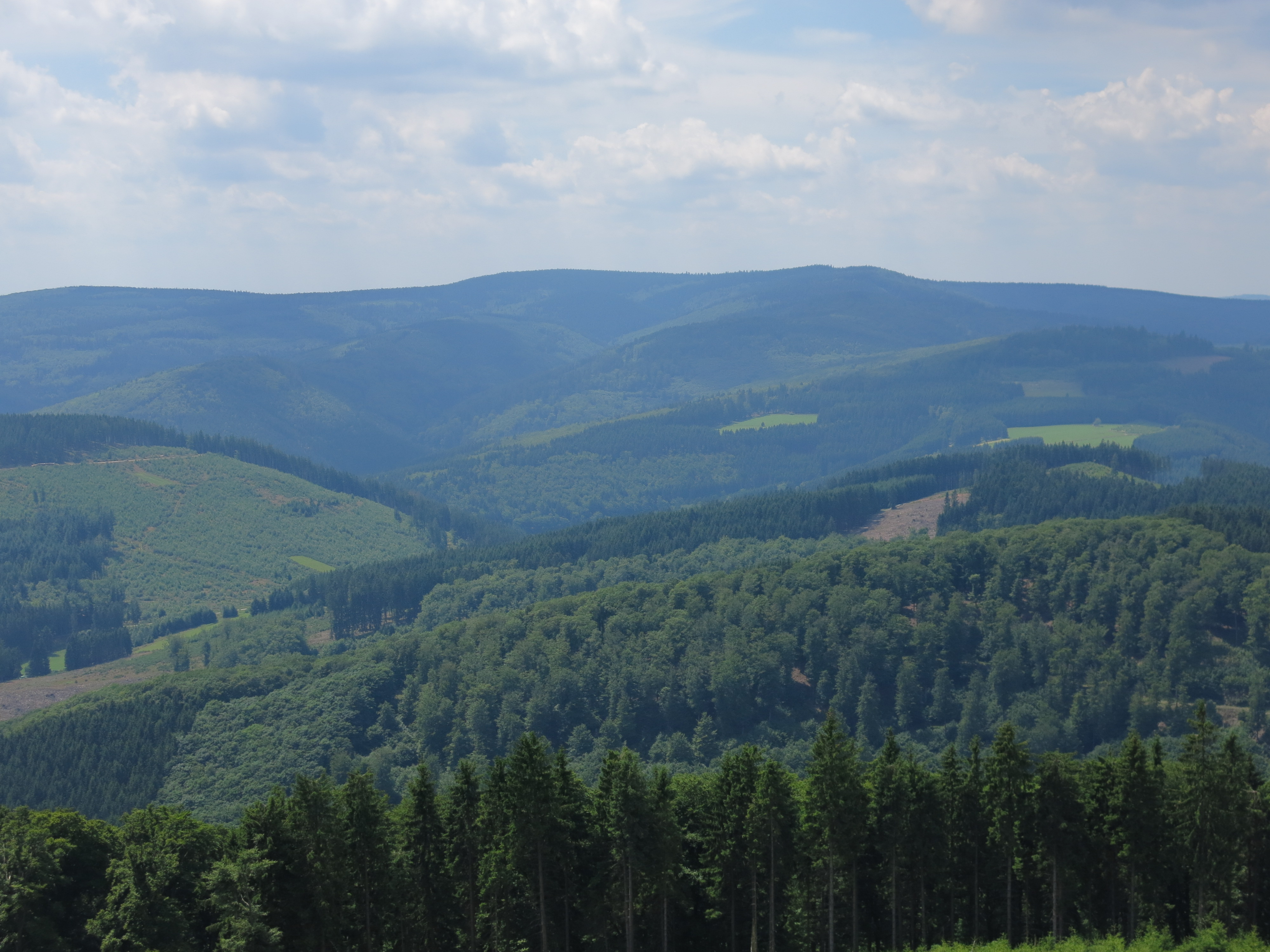
Wallershöhe und Ziegenhelle vom Bollerbergturm aus

Nach Südsüdosten zweigt von der Langewiese das Massiv der bis 815,9 m hohen Ziegenhelle (333.51) ab. Es hat, wie auch der Asten, Schildform mit langen Nebenrücken, die sich sternförmig von der Basis in alle Richtungen ziehen, und sind weitgehend bewaldet. An der Wilden Struth (333.50) ziehen sich Ausläufer der Ziegenhelle nach Südwesten bis unmittelbar zum Tal der Eder. Die Bewaldung ist, vor allem am Tal der Elsoff mit den Orten Wunderthausen, Diedenshausen und Alertshausen, vielerorts für Siedlungen und Grünland gerodet.

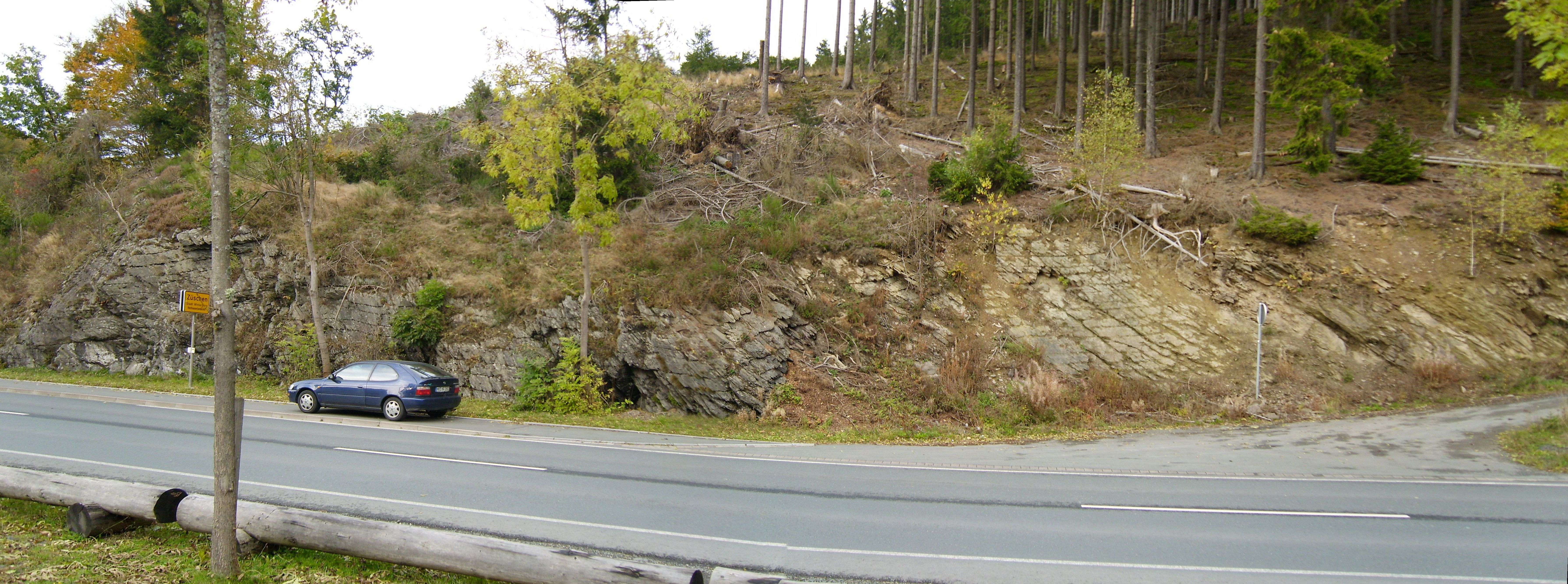
Bänderschieferaufschluss am Ortseingang Züschen von Richtung Hinterland

Unmittelbar südöstlich an das Harfeld und nordöstlich der Ziegenhelle schließt sich das dicht bewaldete und ausgesprochen reliefreiche Bergland der Hohen Seite (333.7) an, das durch den Oberlauf der Nuhne deutlich von der Ziegenhelle und das quellnahe Tal der Orke vom Harfeld abgesetzt ist und vom weiteren Oberlauf der Orke orografisch in Nordwest-Südost-Richtung in zwei Höhenzüge geteilt wird.
Das südlichere dieser beiden Massive wird vom 757,7 m hohen, kantig-kuppigen Bollerberg, das nördlichere vom sehr breiten Gipfel des 792,2 m hohen Reetsberges und dem nördlich angrenzenden Schlossberg (791,3 m) geprägt.
Östlich bis südöstlich flachen die Höhen stark zur Medebacher Bucht hin ab, während in nordöstliche Richtungen die Abflachung zur Grafschafter Kammer hin etwas sanfter vonstattengeht. Beide Landschaften zählen zum Ostsauerländer Gebirgsrand.
Der quellnahe Oberlauf der Orke mit dem Ort Elkeringhausen im Nordwesten wird ebenso wie der Oberlauf der Nuhne bei Züschen im Südwesten als Unter-Naturraum der Hohen Seite hinzu gerechnet. Das schließt auch die Talung von Ahre (rechter Quellbach der Nuhne) nebst Berkmecke westlich Züschens, die die Massive von Asten und Ziegenhelle separiert, mit ein.

#### Einzugsgebiet der Diemel: Upland und östliches Hochsauerländer Schluchtgebirge

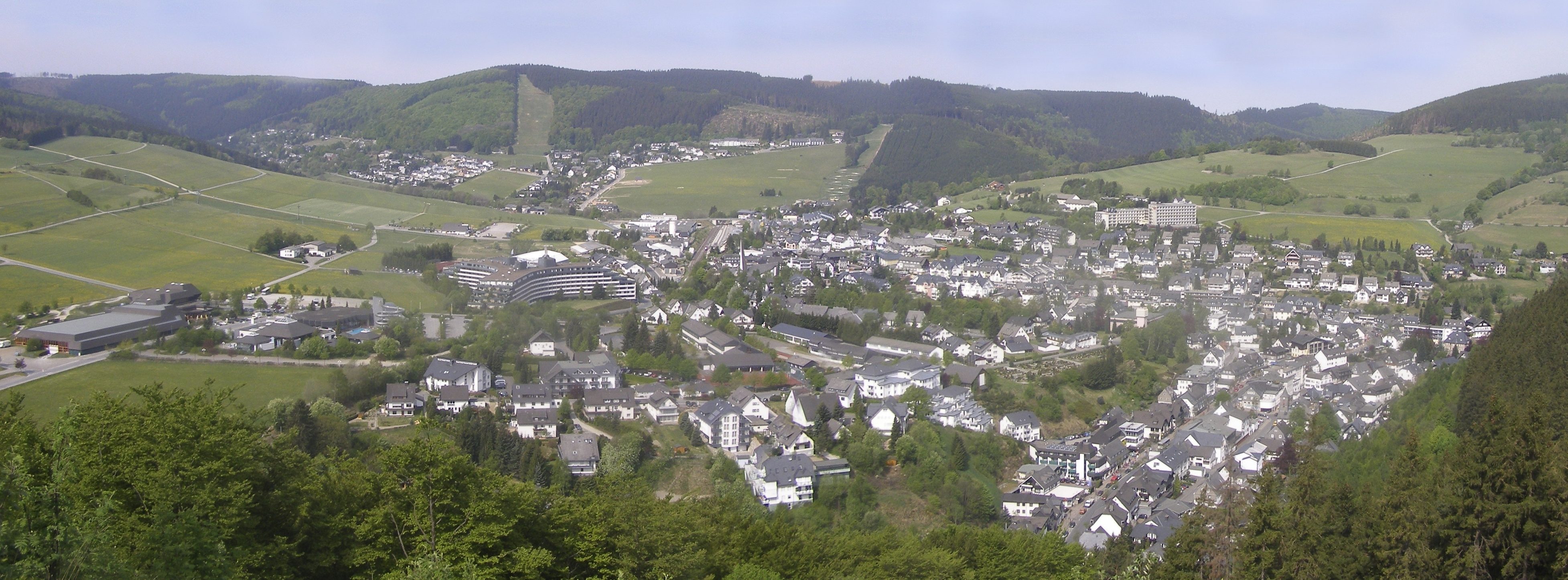
Willingen, im Hintergrund der Hoppernkopf

Das naturräumliche Upland (333.9) weicht in seinen Grenzen deutlich vom historischen Upland ab und enthält insbesondere nicht dessen höchste Erhebungen, die im Naturraum Langenberg liegen. Das Langenberg-Massiv wirkt nicht nur als Wasserscheide zwischen Rhein und Weser, sondern auch als Kulturscheide des westfälischen Sauerlandes zum waldeckschen Upland.
Das sowohl touristisch als auch per Ackerbau und Grünland stark landwirtschaftlich genutzte, zur Diemel entwässernde Innere Upland (333.90) zweigt nach Nordosten vom Langenberg-Massiv ab, in dessen Nähe auch die höchsten Höhen erreicht werden; die 775,3 m hohe Kahle Pön ist geomorphologisch noch Teil des Langenberg-Massivs und bildet die südliche Verriegelung. Im Inneren Upland liegen Willingen und seine Ortsteile Stryck, Usseln, Schwalefeld und Rattlar; in seinem Osten liegt die 726 m hohe Sähre, im Süden der 726,3 m hohe Schneeberg.
Von der Pön aus zieht sich der Vorderupländer Rücken (333.91) weit bis zum 634,7 m hohen Widdehagen nach Nordosten, der den Ostsauerländer Gebirgsrand in die Grafschafter Kammer (südlich) und die Adorfer Bucht (nördlich) zerschneidet. Dieser Rücken folgt der Eder-Diemel-Wasserscheide und der südlich davon fließenden Neerdar bis unterhalb des gleichnamigen Ortes Neerdar und entwässert in der Hauptsache über die Letztere zur Eder. Die Zuordnung des Rückens zum Rothaargebirge ist strittig; in der Karte von 1960 zum Handbuch der naturräumlichen Gliederung Deutschlands war er noch Teil des Ostsauerländischen Gebirgsrandes gewesen, in der Karte von 1954 und im Textteil des Handbuchs der damaligen Einheit Ostsauerländisches Oberland. Auf Blatt 111 Arolsen im Jahr 1963 wurde er zum Rothaargebirge gestellt. Zwar erreicht er sowohl im Westen (Mühlenberg, 632 m; allerdings fast 100 m niedriger als der westliche Nachbarberg Sähre) als auch im Osten (Widdehagen, 635 m) über 630 m Höhe, doch dazwischen fallen die Höhen jenseits des die Landschaft teilenden Tals der Neerdar bei und unterhalb von Neerdar auf nur noch um 550 m ab. Die Reliefenergie des Rückens ist auch nur mäßig ausgeprägt. Was er mit dem Rothaargebirge gemein hat, sind Gesteine des Devon – während am Gebirgsrand Karbon vorherrscht.

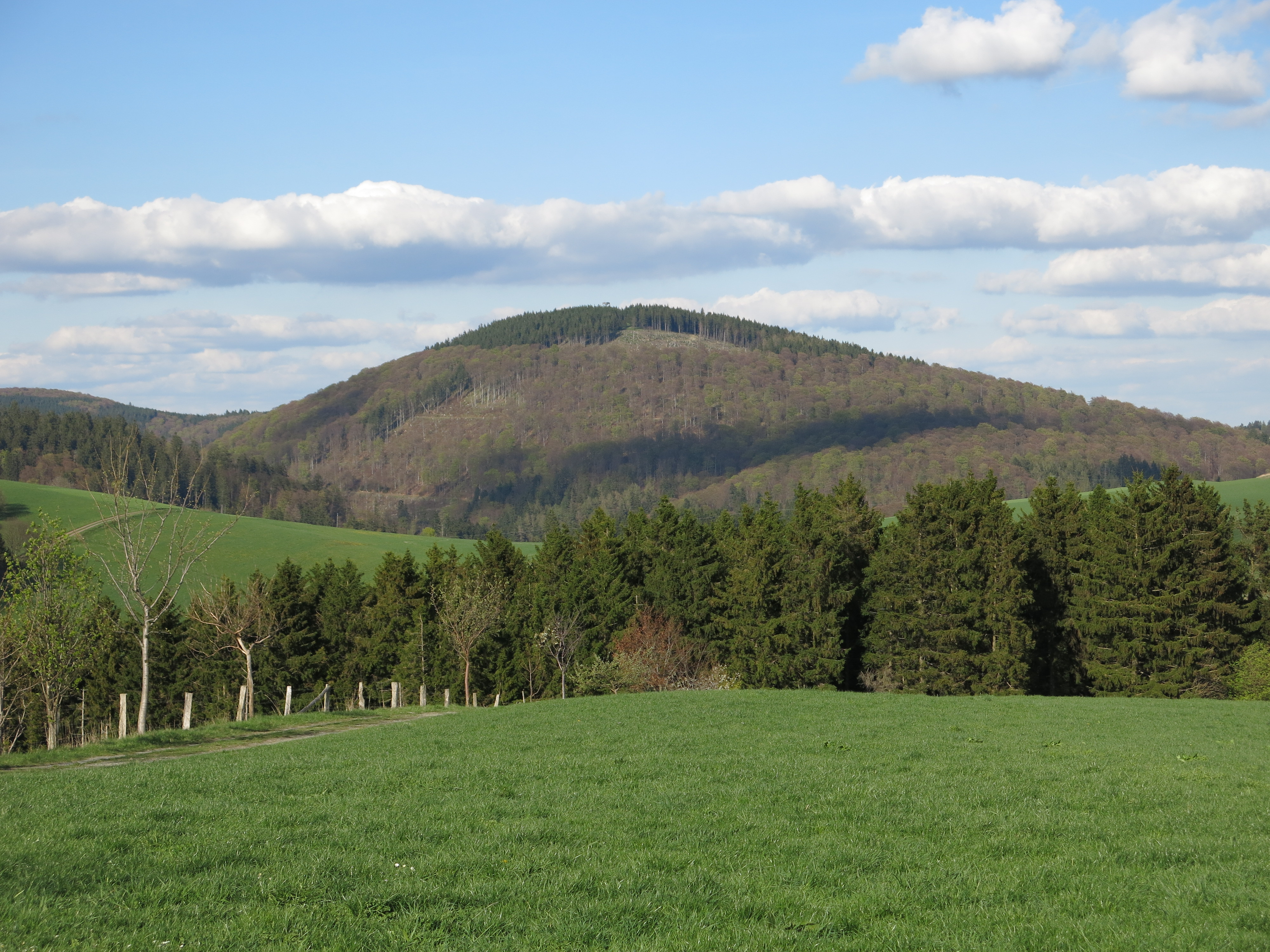
Der Dommel

Nach Nordwesten wird das Innere Upland durch den dichten, zum Hochsauerländer Schluchtgebirge gezählten Schellhorn- und Treiswald (s. u.) zum Sauerland hin verriegelt.
Der Ostteil des Hochsauerländer Schluchtgebirges (333.8) im Norden des Rothaargebirges ist durch die namensgebenden Schluchten an den Tälern von Hoppecke und Itter im Flusssystem der Diemel geprägt.
Unmittelbar nördlich an das naturräumliche Upland und das Langenberg-Massiv schließen sich die dicht bewaldeten und durch nach Norden weisende Flusstäler separierten Höhenzüge des Schellhorn- und Treiswaldes (333.82) an.
Im nördlichen Anschluss an das Upland liegt, immer noch auf hessischem Boden, der 738 m hohe Dommel. Nordöstlich dieses Bergs beginnt die Grenze zweier Teile des Ostsauerländer Gebirgsrandes (Haupteinheit 332), nämlich der Adorfer Bucht und des sich nördlich anschließenden Diemel-Berglandes. Auf dieser Grenze liegt, unweit des Dommel, der Diemelsee. Westlich des Dommel und durch das Tal der Itter von ihm getrennt zieht sich der Höhenzug Treis (Dreis) vom Langenberg-Massiv über den 805,0 m hohen Hoppernkopf zum namensgebenden Gipfel. Unmittelbar westlich hiervon, jenseits der Hoppecke, zieht sich, ausgehend vom Hoppernkopf, der im Zentrum 761 m erreichende Höhenzug des Schellhorn nach Norden, von dem ein westlicher Abzweig zum 728,0 m hohen Istenberg führt.
Die Nordwest-Abdachung des Schellhorn- und Treiswaldes an der Nahtstelle zum Briloner Land (Teil des Nordsauerländer Oberlandes, Haupteinheit 334), die am 670,2 m hohen Borberg das Olsberger Stadtgebiet berührt, stellt unter dem Namen Habuch (333.83) einen eigenständigen Naturraum dar.

### Gewässer
Über den Hauptkamm des Rothaargebirges verläuft ein Abschnitt der Rhein-Weser-Wasserscheide. Diese verläuft im Bereich des Rothaargebirges von Brilon im Nordosten kommend zunächst nach Süden und, nach einem Südost-Schlenker südlich des Langenberges, schließlich über den Kahlen Asten bis ins östliche Siegerland in südwestliche Richtung. Im Wittgensteiner Land verläuft sie schließlich in östliche Richtung, um das Gebirge hinter der im nördlichen Hessischen Hinterland gelegenen Sackpfeife zu verlassen. (Für die genaue Abfolge der Erhebungen siehe hier.)
Die Wasserscheide bildet die Grenze zwischen den zum Einzugsgebiet der Weser gehörenden Flussgebiete von Diemel und Eder zu denen von Ruhr, Sieg und Lahn, die zum Rhein hin entwässern.

#### Hauptflüsse
Von Einzugsgebiet und Abfluss (MQ) her sind die Ruhr (auf der Rheinseite) und die Eder (auf der Weserseite) die Hauptflüsse; in zweiter Linie folgen je Lahn bzw. Diemel, während das Flusssystem der Sieg nur in unmittelbaren Quellgebieten am Rothaargebirge Anteil hat.
Das Wasser der Ruhr teilt sich hierbei auf in die Hauptarme Obere Ruhr und Obere Lenne. Ruhr und Lenne sind praktisch gleichberechtigte Hauptarme des Flusssystems der Ruhr, was sich auch darin manifestiert, dass sie beim Zusammenfluss je etwa die gleiche Wassermenge mitbringen (Ruhr: 28,8 m³/s – Pegel Villigst, Lenne: 30,1 m³/s – Pegel Hohenlimburg). Da dieser Zusammenfluss deutlich außerhalb des Rothaargebirges stattfindet, sollten hier die beiden Unter-Flusssysteme getrennt betrachtet werden. Analoges gilt auch für Obere Lahn und Obere Dill, deren Flussgebiete durch rund 100 Lahn-km getrennt sind.
Folgende Abflüsse nebst zugehörigen Einzugsgebieten gelten in etwa für das Rothaargebirge:
- Ruhr: 22,6 m³/s – 1063 km²
  - Obere Ruhr 13,0 m³/s – 610 km² (minus linke Wenne)
(Pegel Meschede 1 + Wenne/Wendholthausen)
  - Obere Lenne 9,6 m³/s – 453 km² (minus Veischede minus Fretterbach)
(Pegel Bamenohl)
- Eder: 18,5 m³/s – 1067 km² (minus untere Nuhne-, Orke- und Aazuflüsse sowie Kleinere)
(bis Edersee, abzüglich Riedgraben, Elbrighäuser Bach, Hainerbach, Goldbach, Nemphe, Lengelbach und Lorfe)
- Lahn: 6,7 m³/s – 388 km²
  - Obere Lahn 4,0 m³/s – 221 km²
(bis Landesgrenze Hessen, + Treisbach)
  - Obere Dill 2,7 m³/s – 167 km²
(bis einschließlich Dietzhölze, abzüglich Aubach und Haigerbach)
- Diemel: 4,3 m³/s – 232 km²
(Diemelsee + Hoppecke/Bredelar + Rhene)

#### Flussgebiet Diemel
Die Diemel entspringt im historischen und gleichzeitig im naturräumlichen Upland, am Westhang der Kahlen Pön. Sie fließt in nordöstliche Richtung ab und wird bei Helminghausen zum Diemelsee gestaut. Westlicher Zufluss des Sees ist die Itter, die am Hopperkopf, im Naturraum Langenberg, entspringt. Beim Zusammenfluss der beiden Flüsse im Diemelsee führt die Itter mit 1176 l/s (MQ) merklich mehr Wasser als die Diemel selbst (785 l/s).
Nur rund 400 m nördlich der Itterquelle liegt am Ostfuß des Clemensberges, ebenfalls Langenberg, die Hoppeckequelle. Die dort entspringende Hoppecke fließt durch ein tief eingeschnittenes Tal nach Norden, bevor sie sich südlich von Brilon nach Osten wendet. In Einzugsbereich der Hoppecke befindet sich die Stauanlage Schmala. Die Hoppecke ist im Schellhorn- und Treiswald, dem Ostteil des Hochsauerländer Schluchtgebirges, die Grenze der beiden namensgebenden Höhenzüge. Der östlichste Teil des Schellhorn- und Treiswaldes um die Dommel wird demgegenüber von der Itter abgetrennt.
Am äußersten (Nord-)Ostrand des Vorderupländer Rückens und damit des gesamten Rothaargebirges um den Widdehagen entspringt die Rhene, an dessen Nordostabdachung mit der Twiste der längste und wasserreichste Diemel-Zufluss, welcher aber keinerlei Wasser des naturräumlichen Rothaargebirges aufnimmt.

#### Flussgebiet Eder
Die Eder entwässert das südöstlich des Hauptkamms gelegene Gebiet. Sie entspringt am Ederkopf, am Südrand des Massivs der Obersten Henn, und umkreist dieses Massiv zunächst halb im Uhrzeigersinn, wobei sie im Westen unmittelbar den Westrand des Rothaargebirges berührt. Im weiteren Verlauf fließt sie windungsreich nach Osten, wobei ihr zahlreiche größere Nebenflüsse vom Hauptkamm zufließen, während die rechten Nebenflüsse der unmittelbaren Nähe zur Rhein-Weserscheide wegen eher kurz bleiben.
Das Tal der vom Asten-Massiv in Richtung Südwesten fließenden Odeborn längs der B 480 bildet, zusammen mit dem der Eder (im äußersten Oberlauf selbst B 62), die Wittgensteiner Kammer. Weiter östlich fließen u. a. Elsoff und Linspherbach vom sich südöstlich an das Asten-Massiv anschließende Massiv der Ziegenhelle ihrem Bestimmungsfluss zu.
Die wiederum vom Asten kommende, nach Südosten abfließende Nuhne bildet in Quell- und Oberlauf an der B 236 die (Nord-)Ostgrenze des Ziegenhellen-Massivs zu dem des Bollerberges, um das Rothaargebirge unterhalb Hallenbergs in zunächst einem deutlichen Ost-Schlenker in Richtung Ostsauerländer Gebirgsrand zu verlassen und erst unterhalb von Frankenberg in die Eder zu münden. Die B 236 kürzt den Weg zur Eder ab und folgt südlich Bromskirchens dem Unterlauf des oben erwähnten Linspherbaches.
Die bei Küstelberg entspringende Orke fließt ebenfalls nach Südosten. Sie umkreist zunächst das Massiv des Reetsberges, an dessen Nordflanke sie entspringt, im Gegenuhrzeigersinn und bildet dessen Südwestgrenze zu dem des Bollerberges, um das eigentliche Rothaargebirge schnell in Richtung Medebacher Bucht zu verlassen. Ihr linker Nebenfluss Wilde Aa, deren Quelle am Osthang des Krutenberges im Naturraum Langenberg liegt, verlässt das „eigentliche“ Rothaargebirge gar nach nur einem Kilometer Quelllauf in Richtung Gebirgsrand. Von links fließt ihr die Neerdar zu, deren Oberlauf längs der B 251 im naturräumlichen Upland liegt. Ihre Quelle liegt in unmittelbarer Nachbarschaft zu der der Diemel, am Osthang der Kahlen Pön.

#### Flussgebiet Lahn
Sechs Kilometer südöstlich der Ederquelle entspringt die Lahn am zwischen dem Lahnkopf im Nordosten und der Stiegelburg im Südwesten gelegenen Lahnhof. Die Lahn fließt zunächst nach Nordosten, später windungsreich nach Osten und verlässt den Bereich des Rothaargebirges. Das Wasser des an der Sackpfeife entspringenden und nördlich parallel fließenden Treisbaches kommt ihm erst östlich des Gebirges über die Wetschaft zu. Von rechts und damit Süden ist die östliche Wasserscheide der Banfe, Hauptfluss des Wittgensteiner Berglandes, zur (jenseitigen) Perf genau die Grenze des Rothaargebirges zum Gladenbacher Bergland, welches in der Folge von der Lahn im Uhrzeigersinn halb eingekreist wird, bis die Lahn etwa 100 Flusskilometer später und 40 km südlich ihres Austrittspunktes über die Dill wieder Wasser aus dem Rothaargebirge aufnimmt.
Die Dietzhölze entspringt unmittelbar südlich der Quellen von Banfe und Lahn an der Haincher Höhe, deren nach Südwesten verlaufende Kammlinie gleichzeitig die Grenze zwischen NRW und Hessen darstellt. Der Kammlinie 5 km weiter folgend findet sich auch die Quelle ihres Mutterflusses Dill, die, genau wie ihr Nebenfluss, das Gebirge alsbald verlässt. Zwischen der zunächst nach Osten fließenden Dietzhölze und der erst nach einem Verlauf in Richtung Süden sich nach Osten wendenden Dill liegt die Struth, ein Höhenzug, der vom Relief her wie ein Ausläufer der Haincher Höhe anmutet, indes bereits zum naturräumlichen Westerwald gezählt wird.

#### Flussgebiet Sieg
Das Einzugsgebiet des Oberlaufes der Sieg ist fast identisch mit dem naturräumlichen Siegerland, welches das Rothaargebirge nach Westen abdacht. Dennoch verlaufen die Quellläufe der Sieg und einiger ihrer Nebenflüsse zunächst für eine minimale Strecke im Gebirge selbst.
Die Heller entspringt der Kalteiche, dem südwestlichsten Massiv des gesamten Rothaargebirges, an dessen Nordhang auch sein Nebenfluss Wildebach sowie, an der unmittelbaren Nahtstelle zur Haincher Höhe, die Weiß entspringt. Ihr gemeinsamer Mutterfluss Sieg entspringt gut 15 km nordöstlich davon am Aukopf, unmittelbar zwischen den Quellen von Eder (nordwestlich) und Lahn (südlich) bei nur je 3 km Entfernung.
Der rechte Sieg-Nebenfluss Ferndorfbach, der den äußersten Westausläufer des Gebirges, das Massiv des Hohen Waldes, nach Süden einrahmt, entspringt gut 10 km nordwestlich der Siegquelle im Westen des Rothaargebirges. Die Quelle seines Nebenflusses Littfe, der die Westgrenze des Gebirges bildet, befindet sich am Südwesthang des Wolfshorns im Norden des erwähnten Massivs.

#### Flussgebiet Ruhr
Das Unter-Flusssystem Ruhr-Lenne entwässert über die Hundem und ihre Nebenflüsse Olpe und Albaumer Bach den Nordwesten des Rothaargebirges, nordwestlich des südwestlichen Hauptkammes. Die bereits außerhalb, am Südfuß des Steinbrink in den Südsauerländer Rothaarvorhöhen, entspringende Olpe rahmt das Gebirge längs der B 517 mehr oder weniger ein und entwässert es über zahlreiche rechte Nebenflüsse. Albaumer Bach und Hundem entspringen demgegenüber direkt am Hauptkamm an den jeweiligen Nordwestfüßen von Riemen und Hoher Hessel.
Noch weiter nordöstlich, wo der Hauptkamm schon Teil des Winterberger Hochlandes ist, entspringt die Latrop etwa 2 km nordwestlich der Rhein-Weser-Wasserscheide zwischen Saukopf und Albrechtsberg. An der Basis des Kammes, am Kahlen Asten, entspringt die Lenne selbst, deren Verlauf die B 236 folgt.
Die Ruhrquelle befindet sich am Ruhrkopf, im Süden der Nordheller Höhen. Das Unter-Flusssystem Obere Ruhr entwässert in der Hauptsache die Höhenschwerpunkte zwischen den Massiven von Hunau, Asten und der Langenberg-Gruppe nach Norden hin durchs westlichere Hochsauerländer Schluchtgebirge (Ramsbecker Höhen), welches durch die namensgebenden Schluchten der Flusstäler zerschnitten wird. Die Wenne entspringt knapp westlich des eigentlichen Gebirges, am Robecker Berg, und rahmt Hunaumassiv und Schluchtgebirge, von denen rechte Nebenflüsse kommen, von Westen ein, wobei die B 517 ihrem Tal folgt. Nach Osten schließen sich Henne, Kleine Henne, Brabecke, Valme, Elpe und Neger an. Rechts der im Oberlauf von der B 480 begleiteten Ruhr, unmittelbar am Langenberg, ist die Quelle des Gierskoppbaches, dessen Tal den Ostteil des Schluchtgebirges, den Schellhorn- und Treiswald, abtrennt.
Die Möhne entspringt nur etwa zwei Kilometer nördlich des Rothaargebirges im Süden Brilons, im Briloner Hochland (landläufig, mit unschärferer Grenzziehung, Briloner Höhen genannt). Nordöstlich jener Quelle findet sich im gleichen Naturraum die der Alme, die bereits zur Lippe entwässert. Beide Flüsse tragen jedoch nicht zur Entwässerung des Rothaargebirges bei.

#### Tabelle der wichtigsten Flüsse im Rothaargebirge
Im Folgenden sind die Flüsse des Rothaargebirges und der unmittelbar angrenzenden Höhenzüge mit einem Einzugsgebiet von mindestens 30 km², im Uhrzeigersinn aufgeführt, beginnend an der Nordseite der Rhein-Weser-Wasserscheide, aufgeführt.
Zur besseren Übersicht bzw. zur Sortierung flussabwärts sind, je nach Flusssystem, in die DGKZ-Ziffern nach den Ziffern des jeweiligen Hauptflusses Bindestriche eingefügt.
Kursiv geschriebene und mit Stern (*) markierte Flüsse entspringen knapp außerhalb (bis 4 km), an der äußeren Abdachung des Rothaargebirges (Quell-Naturraum ebenfalls mit Stern), entwässern jedoch über Nebenflüsse das Rothaargebirge.
| Name          | Haupt- fluss | Ziel- fluss      | Länge [km] | Einzugsgebiet [km²] | Abfluss (MQ) [l/s] | Quellgebiet                     | Natur- raum | DGKZ     |
| ------------- | ------------ | ---------------- | ---------- | ------------------- | ------------------ | ------------------------------- | ----------- | -------- |
| Hoppecke      | Diemel       | Diemel (l)       | 34,7       | 92,4                | 1679               | Langenberg                      | 333.58      | 44-2     |
| Itter         | Diemel       | Diemel (l)       | 19,3       | 52,1                | 1176               | Langenberg                      | 333.58      | 44-14    |
| Diemel        | Diemel       | Weser (l)        | 110,5      | 1762,0              | 15732              | Upland                          | 333.9       | 4-4      |
| Rhene         | Diemel       | Diemel (r)       | 14,9       | 59,3                | 733                | Upland                          | 333.9       | 44-18    |
| Neerdar       | Eder         | Wilde Aa (l)     | 14,6       | 37,3                |                    | Upland                          | 333.9       | 42846-4  |
| Wilde Aa      | Eder         | Orke (l)         | 27,1       | 126,4               | 1815               | Langenberg                      | 333.58      | 4284-6   |
| Orke          | Eder         | Eder (l)         | 38,2       | 278,9               | 3845               | Reetsberg-Massiv                | 333.5?      | 428-4    |
| Nuhne         | Eder         | Eder (l)         | 36,9       | 156,9               | 2662               | Asten-Massiv                    | 333.5?      | 428-2    |
| Linspherbach  | Eder         | Eder (l)         | 18,3       | 33,1                | 566                | Wilde Struth (Ziegenhelle-Msv.) | 333.50      | 428-18   |
| Elsoff        | Eder         | Eder (l)         | 19,0       | 48,9                | 948                | Wilde Struth (Ziegenhelle-Msv.) | 333.50      | 428-16   |
| Odeborn       | Eder         | Eder (l)         | 21,2       | 85,1                |                    | Asten-Massiv                    | 333.5?      | 428-14   |
| Eder          | Eder         | Fulda (l)        | 176,1      | 3361,0              | 34791              | Ederkopf-Lahnkopf-Rücken        | 333.01      | 42-8     |
| Treisbach^    | Lahn         | Lahn (l)         | 26,4       | 196,2               | 1702               | Sackpfeife                      | 333.3       | 258-18-6 |
| Lahn          | Lahn         | Rhein (r)        | 245,6      | 5924,5              | 49500              | Ederkopf-Lahnkopf-Rücken        | 333.01      | 2-58     |
| Banfe         | Lahn         | Lahn (r)         | 11,8       | 38,9                |                    | Wittgensteiner Bergland         | 333.2       | 258-12   |
| Dietzhölze    | Lahn-Dill    | Dill (l)         | 23,7       | 87,2                | 1431               | Kalteiche (mit Haincher Höhe)   | 333.00      | 2584-4   |
| Dill          | Lahn-Dill    | Lahn (r)         | 54,0       | 717,7               | 9514               | Kalteiche (mit Haincher Höhe)   | 333.00      | 258-4    |
| Heller        | Sieg         | Sieg (l)         | 30,2       | 204,2               |                    | Kalteiche (mit Haincher Höhe)   | 333.00      | 272-2    |
| Wildebach     | Sieg         | Heller (r)       | 11,7       | 30,7                |                    | Kalteiche (mit Haincher Höhe)   | 333.00      | 2722-6   |
| Weiß          | Sieg         | Sieg (l)         | 18,1       | 71,5                |                    | Kalteiche (mit Haincher Höhe)   | 333.00      | 272-16   |
| Sieg          | Sieg         | Rhein (r)        | 155,2      | 2856,9              | 56600              | Ederkopf-Lahnkopf-Rücken        | 333.01      | 2-72     |
| Ferndorfbach  | Sieg         | Sieg (r)         | 24,3       | 153,2               |                    | Westliches Rothaargebirge       | 333.?       | 272-14   |
| Littfe        | Sieg         | Ferndorfbach (r) | 12,7       | 37,6                |                    | Westliches Rothaargebirge       | 333.?       | 27214-6  |
| Olpe*         | Ruhr-Lenne   | Hundem (l)       | 15,4       | 47,2                |                    | Südsauerl. Rothaarvorhöhen*     | 336.?       | 27662-8  |
| Albaumer Bach | Ruhr-Lenne   | Hundem (l)       | 13,2       | 32,3                |                    | Südwestlicher Hauptkamm         | 333.?       | 27662-4  |
| Hundem        | Ruhr-Lenne   | Lenne (l)        | 14,5       | 128,9               |                    | Südwestlicher Hauptkamm         | 333.?       | 2766-2   |
| Latrop        | Ruhr-Lenne   | Lenne (l)        | 11,0       | 30,0                |                    | Südwestl. Winterberger Hochfl.  | 333.5?      | 2766-19  |
| Lenne         | Ruhr-Lenne   | Ruhr (l)         | 129,1      | 1353,2              | 30300              | Asten-Massiv                    | 333.5?      | 276-6    |
| Wenne*        | Ruhr         | Ruhr (l)         | 31,3       | 218,6               | 3890               | Südsauerländer Bergland*        | 336         | 276-16   |
| Henne         | Ruhr         | Ruhr (l)         | 22,5       | 97,0                | 1740               | Hunau-Massiv                    | 333.5?      | 276-14   |
| Kleine Henne  | Ruhr         | Henne (r)        | 15,3       | 39,8                | 771                | Hunau-Massiv                    | 333.5?      | 27614-6  |
| Brabecke      | Ruhr         | Valme (l)        | 13,6       | 32,4                | 612                | Hunau-Massiv                    | 333.5?      | 27612-2  |
| Valme         | Ruhr         | Ruhr (l)         | 19,7       | 62,7                |                    | Hunau-Massiv                    | 333.5?      | 276-12   |
| Elpe          | Ruhr         | Ruhr (l)         | 19,7       | 34,4                |                    | Hunau-Massiv                    | 333.5?      | 276-118  |
| Neger         | Ruhr         | Ruhr (l)         | 17,7       | 53,9                |                    | Asten-Massiv                    | 333.5?      | 276-     |
| Ruhr          | Ruhr         | Rhein (l)        | 219,3      | 4485,4              | 76300              | Nordheller Höhen                | 333.5?      | 2-76     |
| Gierskoppbach | Ruhr         | Ruhr (r)         | 13,9       | 35,2                |                    | Langenberg                      | 333.58      | 276-116  |

(^: Der Treisbach wurde für diese Tabelle um den Mündungslauf der Wetschaft verlängert – was hydrologisch auch insofern sinnvoll ist, als der Treisbach zum Zusammenfluss mit der Wetschaft mehr Wasser mitbringt als diese selbst. Unter dem Namen Treisbach ist der Fluss nur 17,2 km lang bei 68,2 km² EZG und 810 l/S MQ!)

#### Stillgewässer
Das Rothaargebirge selbst verfügt über kaum nennenswerte Seen; jedoch ist seine Abdachung in alle Richtungen reich an solchen:
- Diemelsee (165 ha; 1,5 km nordöstlich des äußersten Nordostens am Dommel, Schellhorn- und Treiswald)
- Perfstausee (18 ha; 1,5 km südlich des Südwestfußes der Sackpfeife)
- Obernautalsperre (86 ha; 2,5 km südwestlich des Südwestfußes der Oberste Henn, Ederkopf-Lahnkopf-Rücken)
- Breitenbachtalsperre (58 ha; 1 km südlich des Südwestfußes des Massivs des Hohen Waldes im äußersten Westen des Rothaargebirges)
- Biggesee (895 ha; 10 km nordwestlich des Nordwestfußes des Hohen-Wald-Massivs)
- Hennesee (213 ha; 2,5 km nordwestlich des Nordwestfußes des Goldenen Strauches, Ramsbecker Höhen)

### Berge

#### Berge nach Naturräumen und Gruppen
Zu den bekanntesten (nicht aber unbedingt zu den höchsten) Bergen des Rothaargebirges, die zum Teil aus Porphyr bestehen, gehören inklusive aller „Achthunderter“ – in erster Linie nach Höhenzügen/Naturräumen, in zweiter nach Höhe in Metern (m) über Normalhöhennull (NHN) sortiert:
| - Langenberg - Langenberg (843,2 m) – höchster Punkt Nordrhein-Westfalens - Hoppernkopf (805,6 m) - Öhrenstein (791,5 m) - Hegekopf (842,9 m) - Mittelsberg (801,0 m) – Nordwestgipfel des Hegekopfes - Clemensberg (ca. 837 m) - Ettelsberg (837,7 m) – mit Hochheideturm - Mühlenkopf (ca. 815 m) – mit Mühlenkopfschanze - Hopperkopf (832,3 m) – mit Itterquelle - Hillekopf (804,9 m, Südostgipfel 803 m) – Südausläufer des Hopperkopfes mit Hillequelle - Krutenberg (785,1 m) - Jürgensköpken (760 m) - Hohe Pön (795 m) - Emmet (742,5 m) - Auf'm Knoll (738,4 m) - Kahle Pön (775,3 m) – mit Hochheideflächen - Osternberg (681,7 m) - Astenberg, Hunau, Nordheller Höhen und Harfeld - Kahler Asten (841,9 m) – mit Astenturm, Skiliftkarussell Winterberg sowie Lenne-, Odeborn- und Sonnebornquelle - Bremberg (811 m) – mit Skiliftkarussell Winterberg - Gerkenstein (792,7 m) - Kappe (776 m) - Wetzstein (771,6 m), - Poppenberg (745,8 m) - Langenberg (734,8 m) - Herrloh (743 m), Harfeld - Hunau (818,5 m) – mit Fernmeldeturm Bödefeld - Nordhelle (792,2 m), zentrale Nordheller Höhen - Kuhlenberg (743,9 m) - Kahlenberg (732,8 m) - Hoher Hagen (729,6 m) - Dumel (720,2 m), Harfeld - Ruhrkopf (695,7 m) – mit Ruhrquelle; Harfeld - Rimberg (764,5 m). östliche Nordheller Höhen - Böhl (721,7 m), Harfeld - Steinberg (728,1 m), NSG Steinberg an der Renau; westliche Nordheller Höhen - Meisterstein (636,4 m) - Die Rothaar - Albrechtsberg (771,2 m) - Härdler (756,0 m) – höchste Erhebung im Kreis Olpe - Hohe Hessel (743,4 m) – mit Fernsehturm - Wildhöfer (727,9 m), Kammbasis der Hohen Hessel - Stengenberg (706,5 m), Rhein-Weser-Turm - Milsenberg (670,3 m) - Westerberg (662,1 m) - Großer Kopf (740,8 m) - Riemen (678,5 m) - Wollberg (649,5 m), Brachthäuser Hohe Waldberge zweigen ab - Pfaffenhain (658,5 m), Gillerturm am Westgipfel Giller | - Ederkopf-Lahnkopf-Rücken - Kompass (694,1 m) - Jagdberg (676,3 m) - Oberste Henn (676,5 m) – mit Sendeturm - Aukopf (645,5 m), Abzweig der Lahn-Eder-Wasserscheude des Südwittgensteiner Berglands - Kalteiche (mit Haincher Höhe) - Nordhöll (641,1 m) - Haincher Höhe (609 m) - Kalteiche (579,9 m) - Westliches Hochsauerländer Schluchtgebirge - Bastenberg (744,8 m) - Wiedegge (732,3 m) - Stüppel (731,5 m) – mit Funk- und Aussichtsturm - Heidkopf (715,3 m) - Goldener Strauch (653,6 m) - Lumberg (559,6 m) – westlichster Berg des Schluchtgebirges - Östliches Hochsauerländer Schluchtgebirge - Hoher Eimberg (806,1 m) - Dreiskopf (779,8 m) - Großer Kluskopf (760 m) - Istenberg (756,0 m; ohne Feldstein 728,0 m) - Dommel (738,0 m) - Borberg (670,2 m) - Upland - Sähre (726,0 m) - Iberg (720,5 m) - Widdehagen (ca. 635 m) - Ziegenhelle und Wilde Struth - Ziegenhelle (815,9 m) – mit Snow World Züschen u. Ziegenhellenturm - Wallershöhe (812,1 m) – Südgipfel der Ziegenhelle - Zwistberg (747,0 m) - Heidekopf (703,8 m) - Hohe Warte (644,8 m), Wilde Struth - Hohe Seite - Reetsberg (791,6 m) - Schlossberg (790,8 m) - Bollerberg (757,7 m) – mit Bollerbergturm und Fernsehturm - Stolzenberg (623,7 m) - Alte Grimme (755,1 m) - Hohe Seite (752,5 m) - Sellerberg (673,0 m) - Winterkasten (662,5 m) - Brachthäuser Hohe Waldberge - Hoher Wald (656,2 m) – höchste Erhebung des äußersten Westens - Wolfshorn (643,0 m) - Kindelsberg (618,1 m) – Kindelsbergturm - Ederbergland, Sackpfeife und Südwittgensteiner Bergland - Ebschloh (686,5 m) - Bärenkopf (680,4 m) - Sackpfeife (673,3 m) – mit Sendemast und Kaiser-Wilhelm-II.-Turm - Großer Ahlertsberg (644,9 m) - Rammelsberg (637,2 m) |

#### Hauptberge tabellarisch
Folgende Berge des Rothaargebirges gehören lokal zu den höchsten oder verfügen über eine besonders hohe Dominanz und/oder Prominenz, sodass sie als Hauptberg eines Naturraums oder zumindest einer Berggruppe angesehen werden können. Die römischen Nummerierungen gehen bei Langenberg, Hochsauerländer Schluchtgebirge, Nordheller Höhen, Wittgenstein/Sackpfeife und Hoher Seite von West nach Ost, bei der Rothaar von Nordost nach Südwest, beim Ederkopf-Lahnkopf-Rücken von Nord nach Süd und bei Kalteiche/Haincher Höhe wieder Nordost bis Südwest (also entgegen der Namensgebung). Hauptberge eines eigenständig montanen Naturraums sind noch einmal aufgehellt, weniger dominante und prominente Berge abgedunkelt.
| Name                     | Unter-Naturraum                         | Höhe über NHN | Dominanz  | Prominenz | Bemerkungen |
| ------------------------ | --------------------------------------- | ------------- | --------- | --------- | --- |
| Langenberg               | Langenberg I                            | 843,5 m       | 116,00 km | 565,0 m   | |
| Hegekopf                 | Langenberg IIIa                         | 842,9 m       | 2,20 km   | 77,3 m    | |
| Kahler Asten             | Astenberg                               | 841,9 m       | 11,80 km  | 184,3 m   | |
| Ettelsberg               | Langenberg IIIb                         | 837,7 m       | 0,90 km   | 40,0 m    | Hochheideturm |
| Clemensberg              | Langenberg II                           | 837,0 m       | 1,90 km   | 61,0 m    | Gipfel abgetragen und wieder aufgeschüttet |
| Hopperkopf               | Langenberg IIII                         | 832,3 m       | 1,80 km   | 78,4 m    | |
| Hunau                    | Hunau                                   | 818,6 m       | 6,90 km   | 139,1 m   | |
| Ziegenhelle              | Ziegenhelle                             | 816,1 m       | 6,30 km   | 170,5 m   | |
| Bremberg                 | Astenberg-N                             | 811,0 m       | 0,97 km   | 61,3 m    | |
| Hoher Eimberg            | Hochsauerländer Schluchtgebirge IIIIc   | 806,1 m       | 3,50 km   | 224,0 m   | Schellhorn- und Treiswald c |
| Hohe Pön                 | Langenberg IIIII                        | 795,0 m       | 1,30 km   | 109,0 m   | |
| Gerkenstein              | Astenberg-S                             | 792,7 m       | 1,04 km   | 24,2 m    | Übergang zur Langewiese bei Neuastenberg; höchste Erhebung des Wittgensteiner Landes (aber inzwischen Stadtgebiet von Winterberg) |
| Nordhelle                | Nordheller Höhen II                     | 792,6 m       | 4,40 km   | 122,0 m   | |
| Reetsberg                | Hohe Seite IIb                          | 791,6 m       | 3,50 km   | 130,6 m   | Rumpf und höchster Berg des Nordflügels der Hohen Seite |
| Schlossberg              | Hohe Seite IIc                          | 790,8 m       | 1,65 km   | 95,9 m    | nördlichster Berg der Hohen Seite, jenseits der Straße Küstelberg–Medebach; abgegangene Wallburg |
| Kahle Pön                | Langenberg IIIIII                       | 775,6 m       | 2,43 km   | 80,8 m    | |
| Albrechtsberg            | Rothaar Ia                              | 771,2 m       | 6,90 km   | 83,9 m    | Kühhuder Rothaar a; Basis und Hauptberg derselben |
| Vorderster Hoher Knochen | Lennekessel-SO                          | 765,1 m       | 1,39 km   | 97,8 m    | |
| Rimberg                  | Nordheller Höhen III                    | 764,6 m       | 1,13 km   | 94,2 m    | |
| Hardt                    | Hunau-NO                                | 761,6 m       | 0,70 km   | 42,4 m    | |
| Großer Kluskopf          | Hochsauerländer Schluchtgebirge IIIIb   | 760,0 m       | 0,97 km   | 78,3 m    | Schellhorn- und Treiswald b |
| Bollerberg               | Hohe Seite Ic                           | 757,9 m       | 5,10 km   | 124,9 m   | Höchster Berg des Südflügels der Hohen Seite; Aussichtsturm, Fernmeldeturm; grenzt nach Südosten unmittelbar an die Medebacher Bucht |
| Härdler                  | Rothaar IIa                             | 756,0 m       | 11,90 km  | 123,9 m   | Rüsper Rothaar a; Hauptberg derselben |
| Istenberg                | Hochsauerländer Schluchtgebirge IIIa    | 756,0 m       | 2,33 km   | 81,0 m    | Schellhorn- und Treiswald a. Ohne Feldstein 728 m, der südliche Nachbar Hömberg ist mit 730 m nur minimal höher. |
| Alte Grimme              | Hohe Seite IIa                          | 755,1 m       | 0,89 km   | 73,6 m    | westlichster höherer Berg des Nordflügels der Hohen Seite |
| Hohe Seite               | Hohe Seite Ib                           | 752,5 m       | 2,30 km   | 92,5 m    | Rumpf des Südflügels der Hohen Seite |
| Zwistberg                | Ziegenhelle-NW                          | 747,0 m       | 2,60 km   | 57,2 m    | südöstlich von Langewiese |
| Bastenberg               | Hochsauerländer Schluchtgebirge IIa     | 745,1 m       | 9,60 km   | 248,0 m   | Ramsberger Rücken a |
| Hohe Hessel              | Rothaar IIb                             | 743,4 m       | 2,29 km   | 60,5 m    | Rüsper Rothaar b; leicht südlich der Kammlinie |
| Sähre                    | Inneres Upland                          | 741,0 m       | 2.80 km   | 130,0 m   | |
| Großer Kopf              | Rothaar Ib                              | 740,8 m       | 4,20 km   | 43,6 m    | Kühhuder Rothaar b |
| Jüberg                   | Hunau-SW                                | 739,1 m       | 0,68 km   | 51,7 m    | nordöstlich von Holthausen |
| Dommel                   | Hochsauerländer Schluchtgebirge IIIId   | 738,0 m       | 3,80 km   | 143,0 m   | Schellhorn- und Treiswald d |
| Stevenhagen              | Hunau-N                                 | 736,6 m       | 1,55 km   | 107,2 m   | 1,6 km südwestlich von Bödefeld; Rücken endet dort durch Mündung der Palme in die Brabecke |
| Kahlenberg               | Nordheller Höhen II-N                   | 732,8 m       | 2,50 km   | 56,6 m    | |
| Wiedegge                 | Hochsauerländer Schluchtgebirge IIc     | 732,8 m       | 5,4 km    | 192,0 m   | Ramsbecker Rücken c |
| Stüppel                  | Hochsauerländer Schluchtgebirge IIb     | 731,8 m       | 2,73 km   | 190,0 m   | Ramsbecker Rücken b |
| Heidberg                 | Lennekessel-N                           | 729,6 m       | 1,69 km   | 53,3 m    | |
| Steinberg                | Nordheller Höhen I                      | 728,1 m       | 1,57 km   | 63,7 m    | NSG Steinberg an der Renau |
| Waldemei                 | Lennekessel-M-NW                        | 725,7 m       | 1,60 km   | 46,8 m    | südlich von Mittelsorpe |
| Bracht                   | Hunau-NW                                | 725,7 m       | 2,30 km   | 99,4 m    | Basis des Rückens zum Bastenberg, der erst südlich der Bödefelder Mulde wieder ansteigt |
| Steinmarkskopf           | Hochsauerländer Schluchtgebirge IIb-S   | 723,5 m       | 2,88 km   | 106,4 m   | Ramsbecker Rücken b-S, unmittelbar nördlich der Bödefelder Mulde; NSG Steinmarkskopf-Hardenberg |
| Homburg                  | Ziegenhelle-SW                          | 721,8 m       | 2,12 km   | 66,1 m    | nordöstlich von Wemlighausen |
| Heidkopf                 | Hochsauerländer Schluchtgebirge IId     | 715,4 m       | 2,67 km   | 220,0 m   | Ramsbecker Rücken d |
| Hömberg                  | Hunau-ONO                               | 714,9 m       | 0,80 km   | 92,0 m    | südwestlich von Siedlinghausen |
| Rimberg                  | Hunau-M-WNW                             | 713,1 m       | 0,97 km   | 81,9 m    | |
| Kahleberg                | Rothaar IIb-NW                          | 711,4 m       | 1,48 km   | 65,6 m    | Nordwestrandausläufer, 1,5 km südwestlich von Milchenbach |
| Heidkopf                 | Ziegenhelle-SO                          | 704,1 m       | 1,96 km   | 63,7 m    | |
| Wesenberg                | Lennekessel-M                           | 705,3 m       | 1,47 km   | 50,2 m    | zwischen Nordenau im NO und Westfeld im S |
| Ohlberg                  | Lennekessel-NW                          | 699,0 m       | 0,70 km   | 100,8 m   | nach Norden unmittelbarer Nachbar zum Hunau-Massiv, jedoch durch tiefe Scharte getrennt; ostnordöstlich von Holthausen |
| Kompass                  | Ederkopf-Lahnkopf-Rücken II             | 694,4 m       | 21,70 km  | 128,0 m   | |
| Hockenstein              | Hochsauerländer Schluchtgebirge IIa-W   | 693,4 m       | 1,29 km   | 62,3 m    | Ramsbecker Rücken a-W, westlich (links) des Nierbachs; NSG Hockenstein |
| Hackelberg               | Ziegenhelle-NO                          | 690,5 m       | 1,07 km   | 53,4 m    | südlich von Züschen |
| Hemberg                  | Hochsauerländer Schluchtgebirge IIIIc-N | 688,9 m       | 2,85 km   | 80,8 m    | Schellhorn- und Treiswald c, äußerster Norden, westlich von Bontkirchen |
| Ebschloh                 | Wittgenstein Ib                         | 686,5 m       | 9,30 km   | 105,8 m   | |
| Bärenkopf                | Wittgenstein IIa                        | 681,2 m       | 9,70 km   | 113,0 m   | 2 km südöstlich von Sassenhausen |
| Riemen                   | Rothaar IIc                             | 678,5 m       | 5,06 km   | 63,1 m    | Rüsper Rothaar c |
| Schmallenberger Höhe     | Rothaar Ia-NW                           | 677,9 m       | 0,82 km   | 32,7 m    | Kühhuder Rothaar a-NW, darin eigenständiger Unter-Naturraum, der gratartig die Latropschlucht der oberen Latrop rahmt. Zu diesem zählt auch die Höhe (693,8 m) als ihre Basis. Knapp 2 km südsüdöstlich von Grafschaft, nach dort stark abfallend und von der Nordseite aus sehr prägnant (250 m über dem Bach Grafschaft). |
| Oberste Henn             | Ederkopf-Lahnkopf-Rücken I              | 676,5 m       | 4,90 km   | 95,8 m    | |
| Sackpfeife               | Wittgenstein III                        | 673,5 m       | 9,20 km   | 158,0 m   | eigener Naturraum; in Hessen |
| Nesselbergskopf          | Wilde Struth                            | 673,4 m       | 2,92 km   | 34,8 m    | 3,5 km östlich von Bad Berleburg; dominantester Berg der Wilden Struth, in der zwischen den Ausläufern der Ziegenhelle im Norden und dem Edertal im Süden die Dominanzen der wichtigeren Berge zumeist nur 1–1,5 km betragen                                                                                                |
| Sellerberg               | Hohe Seite Ia                           | 672,6 m       | 1,91 km   | 119,9 m   | Eckpfeiler der Hohen Seite im äußersten Südwesten, nordwestlich von Liesen |
| Borberg                  | Hochsauerländer Schluchtgebirge III     | 670,2 m       | 2,85 km   | 125,7 m   | Habuch |
| Winterkasten             | Hohe Seite IId                          | 662,5 m       | 1,33 km   | 114,3 m   | Hauptberg des vorgelagerten unteren Stockwerks des Nordflügels der Hohen Seite; 3 km nordwestlich von Medelon |
| Hömberg                  | Hochsauerländer Schluchtgebirge I-SO    | 661,4 m       | 1,40 km   | 118,8 m   | Henneborner Rücken-SO; westlich von Oberrarbach |
| Birkenhecke              | Wittgenstein Ia                         | 661,2 m       | 2,06 km   | 80,5 m    | südlicher Nachbar des Ebschloh, westlich von Rückershausen |
| Pfaffenhain              | Rothaar IId                             | 658,5 m       | 4,20 km   | 77,2 m    | Rüsper Rothaar d; in nur 560 m Entfernung steht der bekannte Gillerturm auf 653,7 m |
| Burgkopf                 | Rothaar IIb-SW                          | 661,1 m       | 2,06 km   | 54,1 m    | Auer Ederbergland links der Eder, 3 km westlich von Aue; zweigt orographisch von der Hohen Hessel ab; die Höhe des namentlichen Burgkopfes (658 m) ist auf Karten groben Maßstabs oft eingezeichnet |
| Wilzenberg               | Lennekessel-W                           | 658,3 m       | 2,23 km   | 159,6 m   | singulärer Randberg |
| Hoher Wald               | Brachthäuser Hohe Waldberge I           | 656,4 m       | 10,70 km  | 185,7 m   | |
| Goldener Strauch         | Hochsauerländer Schluchtgebirge I-N     | 653,9 m       | 3,10 km   | 138,3 m   | Henneborner Rücken-N |
| Hohes Haupt              | Wittgenstein Ic                         | 650,8 m       | 2,71 km   | 82,6 m    | südlich der Wasserscheide zwischen zwei Bachtälern, östlich von Amtshausen |
| Oberecke                 | Wilde Struth (O-N)                      | 649,3 m       | 0,97 km   | 81,0 m    | südlich von Dachsloch; prominentester Berg der Wilden Struth, in der die Schartenhöhen der wichtigeren Erhebungen in der Regel nur 30–40 m betragen |
| Großer Ahlertsberg       | Wittgenstein IIII                       | 645,3 m       | 5,20 km   | 173,5 m   | rechts der Lahn |
| Hohe Warte               | Wilde Struth (O-S)                      | 644,8 m       | 1,92 km   | 60,0 m    | trotz der niedrig anmutenden Werte sowohl einer der dominantesten als auch einer der prominentesten Berge der Wilden Struth am Ostrand derselben |
| Stein                    | Wittgenstein IIb                        | 644,1 m       | 2,70 km   | 65,1 m    | Landesgrenze zu Hessen |
| Wolfshorn                | Brachthäuser Hohe Waldberge I-N         | 643,7 m       | 2,27 km   | 116,7 m   | |
| Strauch                  | Wittgenstein Id                         | 643,0 m       | 3,98 km   | 107,9 m   | Auer Ederbergland rechts der Eder, nordöstlich von Birkelbach; Höhe ist auf Karten groben Maßstabs oft eingezeichnet |
| Buchholz                 | Wittgenstein IIc                        | 643,0 m       | 2,70 km   | 103,0 m   | in Hessen, 2 km nordwestlich von Weifenbach |
| Gilsterhagen             | Hunau-W                                 | 642,7 m       | 1,61 km   | 44,3 m    | im bogenförmigen Höhenzug Buchhagen; Randberg zur Fredeburger Kammer (Austrittsscharte auf 535,2 m) nordwestlich von Bad Fredeburg |
| Nordhöll                 | Kalteiche (mit Haincher Höhe) Ia        | 641,1 m       | 1,74 km   | 43,0 m    | Basis der Haincher Höhe, 3 km nordwestlich von Rittershausen |
| Auf dem Höchsten         | Brachthäuser Hohe Waldberge II          | 638,5 m       | 4,40 km   | 81,3 m    | unmittelbar östlich Brachthausens |
| Widdehagen               | Vorderupländer Rücken                   | 634,7 m       | 6,10 km   | 93,0 m    | |
| Kindelsberg              | Brachthäuser Hohe Waldberge I-S         | 618,5 m       | 3,36 km   | 142,3 m   | |
| Stüvelhagen              | Brachthäuser Hohe Waldberge II-N        | 617,0 m       | 2,49 km   | 68,1 m    | unmittelbar westlich von Albaum |
| Haincher Höhe            | Kalteiche (mit Haincher Höhe) Ib        | 609,0 m       | 2,02 km   | 27,3 m    | gratartige Fortsetzung des Ederkopf-Lahnkopf-Rückens zur Kalteiche |
| Kalteiche                | Kalteiche (mit Haincher Höhe) II        | 581,3 m       | 6,30 km   | 75,1 m    | Abschluss des Gebirges nach Südwesten |
| Lumberg                  | Hochsauerländer Schluchtgebirge I-W     | 559,6 m       | 2,27 km   | 114,3 m   | Henneborner Rücken-W; westlicher Eckpfeiler des Schluchtgebirges südöstlich von Bremke |

### Kammverläufe
Der folgenden Unterabschnitte fassen die Kammverläufe des Rothaargebirges anhand der Hauptberge (s. o.) zusammen; zunächst wird der Hauptkamm von Nordosten nach Südwesten durchlaufen, dann folgen von dort aus abzweigende Kämme im Gegenuhrzeigersinn. Zu allen Bergen sind in Klammern die Höhe über NHN, die Prominenz (Prominenz) und die Prominenz angegeben sowie die Koordinaten anklickbar. Zur groben Nachvollziehung empfiehlt es sich, die oben verlinkte, interaktive Karte in einem weiteren Tab zu öffnen. Berghöhen in NRW laut digitalem Geländemodell, Abfrage im Dezember 2021, sofern nicht die Deutsche Grundkarte referenziert ist.

#### Der Hauptkamm
Der Hauptkamm des Rothaargebirges verläuft an der Rhein-Weser-Wasserscheide und dann an der zwischen Sieg und Lahn nach Südosten. Vom rund 1,3 km westlich der Wasserscheide zwischen Ruhr und Eder gelegenen Borberg (670,2 m; 2,85 km; 125,7 m; ⊙) über den Istenberg (756,0 m; 2,33 km; 81 m; ⊙), beide im Gebiet der Stadt Olsberg, Hochsauerlandkreis, NRW, werden an der Landesgrenze zu Hessen der Langenberg (843,5 m; 116 km; 557 m; ⊙) und ganz in Hessen (Willingen, Kreis Waldeck-Frankenberg) der Hegekopf (842,9 m; 2,2 km; 77,3 m; ⊙) erreicht, die beiden höchsten Berge des Mittelgebirges; in ihrer Nähe finden sich drei weitere Ü830er und diverse Ü800er.
Wieder im Hochsauerlandkreis wird, nach einer gewissen Abflachung um Küstelberg (Stadt Medebach) und Winterberg, in deutlicher Entfernung der Kahle Asten (841,9 m; 11,8 km; 184,3 m; ⊙) erreicht, der eigentliche Dreh- und Angelpunkt des Gebirges, an dem an der Ruhrseite das Teil-Einzugsgebiet der Lenne erreicht wird. Weiter nach Südwesten verläuft, an der Grenze des Sauerlandes mit Schmallenberg (Hochsauerlandkreis) zum Wittgensteiner Land mit Bad Berleburg (Kreis Siegen-Wittgenstein) der teils gratartige Kamm der Rothaar mit Albrechtsberg (771,2 m; 6,9 km; 83,9 m; ⊙), Großem Kopf (740,8 m; 4,2 km; 43,6 m; ⊙) und dem Härdler (756,0 m; 11,9 km; 123,9 m; ⊙), wo der Kamm das Gemeindegebiet von Kirchhundem und damit den Kreis Olpe erreicht, in dem er einen Abschnitt lang komplett verläuft. An der 700 m südöstlich der Kammlinie gelegenen Hohen Hessel (743,4 m; 2,29 km; 60,5 m; ⊙) verlässt die Grenze den Rothaarkamm, der, deutlich südwestlich, am Riemen (678,5 m; 5,06 km; 63,1 m; ⊙) die Grenze des Sauerlandes zum Siegerland (auch Kreis Siegen-Wittgenstein), das Kölsche Heck, erreicht, welches indes unweit, am Wasserscheidepunkt Wollberg, in der Hauptsache über einen Nebenkamm (s. u.) verläuft; dem EZG der Eder steht nunmehr an der Westseite das der Sieg gegenüber. Südlich des Pfaffenhain (658,5 m; 4,2 km; 77,2 m; ⊙) passiert, am Lützeler Paß, die B 62 zwischen dem Siegerländischen Hilchenbach und dem Wittgensteinischen Erndtebrück.
Südlich des Lützeler Passes ändert sich die Geomorphologie deutlich; rund um die Eisenstraße, am Ederkopf-Lahnkopf-Rücken, erreichen auch Täler annähernd 600 m Höhe und werden von den Gipfeln nur um wenig überragt. Die Oberste Henn (676,5 m; 4,9 km; 95,8 m; ⊙), der eigentliche Ederkopf, liegt 1,5 km ostnordöstlich der Wasserscheide, die hier nach Südsüdosten verläuft, jedoch an der Grenze der Siegerländischen Stadt Netphen zu Erndtebrück. Am Aukopf, dem Wasserscheidepunkt zwischen Eder, Sieg und Lahn, zieht die Rhein-Weser-Wasserscheide nordostwärts, die Hauptkammlinie nimmt indes die Sieg-Lahn-Wasserscheide an, wo auf der Lahnseite Bad Laasphe Netphen gegenübersteht. Der Kompass (694,4 m; 21,7 km; 128,1 m; ⊙), 1,3 km nordöstlich des Wasserscheidepunktes Jagdberg, wo auf Lahnseite die Oberlahn durch die Dill abgelöst wird, auf der Laaspher Oberlahnseite.
Seinen Abschluss findet der Hauptkamm und das Rothaargebirge in der gratartigen Haincher Höhe (609,0 m; 2,02 km; 27,3 m; ⊙), die vom Jagdberg aus sich nach Südwesten zieht, wo Netphen (mit Hainchen) auf der Lahnseite das Gemeindegebiet von Dietzhölztal (mit Rittershausen) auf der Dillseite gegenübersteht. Unmittelbar jenseits des höchsten Gratpunktes wird auf der Dillseite das Gemeindegebiet von Haiger (mit Offdilln und Dillbrecht) erreicht, auf der Siegseite bald darauf das von Wilnsdorf (mit Wilgersdorf). Der Kamm endet schließlich, ganz auf Wilnsdorfer Gebiet, am Massiv der Kalteiche (581,3 m; 6,3 km; 73,7 m; ⊙), über das auch die B 54 und die A 45 führen.

#### Der Wittgensteiner Hauptkamm
Während an der Südostflanke der Haincher Höhe das Rothaargebirge unmittelbar endet, gehen vom Gebiet des Kompass diverse Kämme mit Bergen im EZG der Lahn auf dem Gebiet der Stadt Laasphe aus, von denen der Große Ahlertsberg (645,3 m; 5,2 km; 173,5 m; ⊙) der dominanteste und prominenteste ist.
Der Wittgensteinische Hauptkamm hingegen hat seine Basis im Aukopf aus und liegt auf der Rhein-Weser-Wasserscheide bzw. auf der zwischen der Lahn auf Laaspher Seite und der Eder auf Erndtebrücker, später Berleburger Seite. Hauptberge sind das Ebschloh (686,5 m; 9,3 km; 105,8 m; ⊙) zwischen Laasphe und Erndtebrück, der Bärenkopf (681,2 m; 9,7 km; 113,0 m; ⊙) zwischen Laasphe und Berleburg und schließlich, ganz in Hessen, die Sackpfeife (673,5 m; 9,2 km; 158 m; ⊙) zwischen Biedenkopf (Kreis Marburg-Biedenkopf) im Süden und Hatzfeld (Kreis Waldeck-Frankenberg) im Norden.
Jenseits des Hauptkamms, auf der Ederseite, zweigt zwischen Ebschloh und Bärenkopf ein Rücken ab, der am Strauch (643,0 m; 3,98 km; 107,9 m; ⊙), noch auf Erndtebrücker Gebiet, der Eder sehr nah kommt.

#### Ziegenhelle und Hohe Seite
Am Kahlen Asten zweigt der Südostflügel des Höhenschwerpunktes des Rothaargebirges, die Ziegenhelle (816,1 m; 6,3 km; 170,5 m; ⊙) mit gleichnamigem Massiv ab, über den die Wittgensteinisch-Sauerländische Grenze zwischen Berleburg und, im Hochsauerlandkreis, Winterberg sowie Hallenberg verläuft. Nordöstlich des Asten zweigt, vom Massiv der Ziegenhelle durch die Nuhne getrennt, die Hohe Seite ab, deren Südwestflügel vom Bollerberg (757,9 m; 5,1 km; 124,9 m; ⊙) und deren Nordostflügel, jenseits der Orke, vom Reetsberg (791,6 m; 3,5 km; 130,6 m; ⊙) dominiert wird.

#### Upland und östliches Schluchtgebirge
Der östlichste der vielen hohen Gipfel rund um den Langenberg ist die Kahle Pön (775,6 m; 2,43 km; 80,8 m; ⊙), deren Gipfel noch knapp auf Medebacher Stadtgerbiet steht, dessen Nordflanke jedoch bis Willingen reicht. Nördlich einer Eisenbahntrasse nebst Usseln steht die Sähre (ca. 741 m; 2,8 km; 130 m; ⊙) auf, östlich der die Höhen merklich abfallen. Der sich anschließende Vorderupländer Rücken mit dem Widdehagen (634,7 m; 6,1 km; 93 m; ⊙) ist im Grunde eher schon dem Ostsauerländer Gebirgsrand zuzurechnen.
Westlich der Sähre und von dieser durch die Diemel separiert zieht sich ein Rücken nach Norden, dann Nordosten zum Dommel (738,0 m; 3,8 km; 143 m; ⊙) nördlich der Sähre. Jenseits der ebenfalls dem Diemelsee zufließenden Itter schließt sich von nördlich Willingens an der Landesgrenze bzw. an derzur Stadt Brilon ein sehr eigenständiger und mächtiger Rücken vom Hohen Eimberg (806,1 m; 3,5 km; 224 m; ⊙) nordnordostwärts zum Hemberg (688,9 m; 2,85 km; 80,8 m; ⊙), der bereits ganz auf Briloner Grund liegt und nach Westen und Norden von der Hoppecke begrenzt wird.

#### Nordwestliche Randhöhen
Von der A 46 im Norden aus ist die Skyline des Rothaargebirges durch wuchtige Endgipfel geprägt, die die Berge unmittelbar an der Südseite der Ruhr deutlich überragen und durch Nebenflüsse der Ruhr voneinander getrennt sind. Ihre Scharten weisen zu Nordheller Höhen und Hunau (s. u.), jedoch sind sie durch Assinghauser Grund und Bödefelder Mulde sehr deutlich abgetrennt und sie bilden mehr oder minder einen Kamm quer zu den Ruhr-Zuflüssen. An Hemberg und Borberg schließen sich nach Westsüdwesten an:
- Heidkopf (715,4 m; 2,67 km; 220 m; ⊙), südöstlich von Olsberg
- Wiedegge (732,8 m; 5,4 km; 192 m; ⊙), südwestlich von Olsberg
- Stüppel (731,8 m; 2,73 km; 190,0 m; ⊙)[12][56], nordöstlich von Ramsbeck, Gemeinde Bestwig
- Bastenberg (745,1 m; 9,6 km; 248 m; südwestlich von Ramsbeck⊙)
- Goldener Strauch (653,9 m; 3,1 km; 138,3 m; ⊙), südlich von Remblinghausen, Stadt Meschede, und südlich der Kernstadt

#### Nordheller Höhen und Hunau
Unmittelbar nördlich der Winterberger Hochmulde liegen die Nordheller Höhen, deren mit Abstand dominanteste und prominenteste die Nordhelle (792,6 m; 4,4 km; 122 m; ⊙) ist, der nach Osten von der Ruhr und nach Westen von der Namenlosen begrenzt wird.
Den Nordwestflügel des Höhenschwerpunktes des Rothaargebirges und damit das Pendant zur Ziegenhelle auf der Ruhrseite bildet die Hunau (818,6 m; 6,9 km; 139,1 m; ⊙) nebst gleichnamigem Massiv. Ihr Gipfel liegt im Stadtgebiet von Schmallenberg, der Osten des Massivs jedoch in dem von Winterberg.
Ganz in Schmallenberg liegt der singuläre Wilzenberg (658,3 m; 2,23 km; 159,6 m; ⊙) unmittelbar östlich der Stadt, der das Gebirge unmittelbar links der Lenne nach Nordwesten abriegelt. Von hier bis zur Kalteiche endet das Rothaargebirge nach Nordwesten stets unmittelbar am Hauptkamm, mit einer Ausnahme:

#### Kölsches Heck
Am Wollberg, südwestlich des Riemen, verlässt das Kölsche Heck, die kulturräumliche Grenze zwischen Sauerland und Siegerland, an der Wasserscheide der Lenne (genauer: Hundem) zur Sieg (genauer: Ferndorf) nach Westen. Hier gruppieren sich die Brachthäuser Hohen Waldberge rund um den namensgebenden Ort Brachthausen (Gemeinde Kirchhundem). Im Ostteil dieser Gruppe liegen die Berge auf einem der Rothaar nicht unähnlichen Kamm, zentraler Berg ist Auf dem Höchsten (638,5 m; 4,4 km; 81,3 m; ⊙) leicht nördlich des Hecks und östlich des Dorfes. Im Westen indes verliert sich jede Kammstruktur: Von Nord nach Süd stehen Wolfshorn (643,7 m; 2,27 km; 116,7 m; ⊙), Hoher Wald (656,4 m; 10,7 km; 185,7 m; ⊙) und Kindelsberg (618,5 m; 3,36 m; 142,3 m; ⊙) als grobe Klötze und durch tiefe Scharten abgetrennt am Westrand des Gebirges, wobei Hoher Wald und Wolfshorn unmittelbar am Heck, an der Grenze Kirchhundems zum Siegerländischen Kreuztal liegen, während der Gipfel des Kindelsbergs ganz in Kreuztal liegt und seine Ostflanke bzw. sein Ostgipfel Martinshardt nach Hilchenbach ragt.

### Ortschaften
Im Rothaargebirge bzw. in unmittelbarer Nähe (*) befinden sich die Hauptorte dieser eigenständigen Gemeinden (in Klammern die Landkreise in Nordrhein-Westfalen – HSK = Hochsauerlandkreis, OE = Olpe, SI = Siegen-Wittgenstein und Hessen – KB = Waldeck-Frankenberg, MR = Marburg-Biedenkopf):
| - Bad Berleburg (SI) - Bad Laasphe* (SI) - Biedenkopf* (MR) - Brilon* (HSK) - Burbach* (SI) - Erndtebrück (SI) | - Hallenberg* (HSK) - Hatzfeld* (KB) - Hilchenbach* (SI) - Kirchhundem* (OE) - Kreuztal* (SI) - Medebach* (HSK) | - Netphen* (SI) - Olsberg* (HSK) - Schmallenberg* (HSK) - Willingen (KB) - Wilnsdorf* (SI) - Winterberg (HSK) |

Ferner liegen im Hochsauerlandkreis Ortsteile von Medebach (Küstelberg, Medelon*), Bestwig (Andreasberg*, Ramsbeck*), Meschede (Remblinghausen*), Eslohe (Reiste*, Beisinghausen*, Bremke*), im hessischen Lahn-Dill-Kreis solche von Haiger (Offdilln*, Dillbrecht*) und Dietzhölztal (Rittershausen*), im Landkreis Waldeck-Frankenberg solche von Allendorf (Eder) (Bromskirchen*), Korbach (Rhena*) und Diemelsee (Ottlar*, Stormbruch*) im oder am Naturraum.
Auffällig ist, dass nur zwei Städte über 10.000 Einwohner (Winterberg, Berleburg) und zwei eigenständige Gemeinden (Willingen, Erndtebrück) im Inneren des Mittelgebirges liegen – davon allein je die Hälfte im Wittgensteiner Land, von dessen drittem Ort (Laasphe) zwar nicht die Stadt selber, aber fast alle eingemeindeten Ortsteile im Inneren liegen.
Im Hochsauerlandkreis wurden, von Küstelberg abgesehen, die Höhenorte großflächig nach Winterberg, Brilon, Olsberg und Schmallenberg eingemeindet, im Kreis Olpe gingen alle Höhendörfer an Kirchhundem, in Waldeck-Frankenberg alle an Willingen; im Siegerland ist Lützel (zu Hilchenbach) einziger Höhenort.

## Geologie

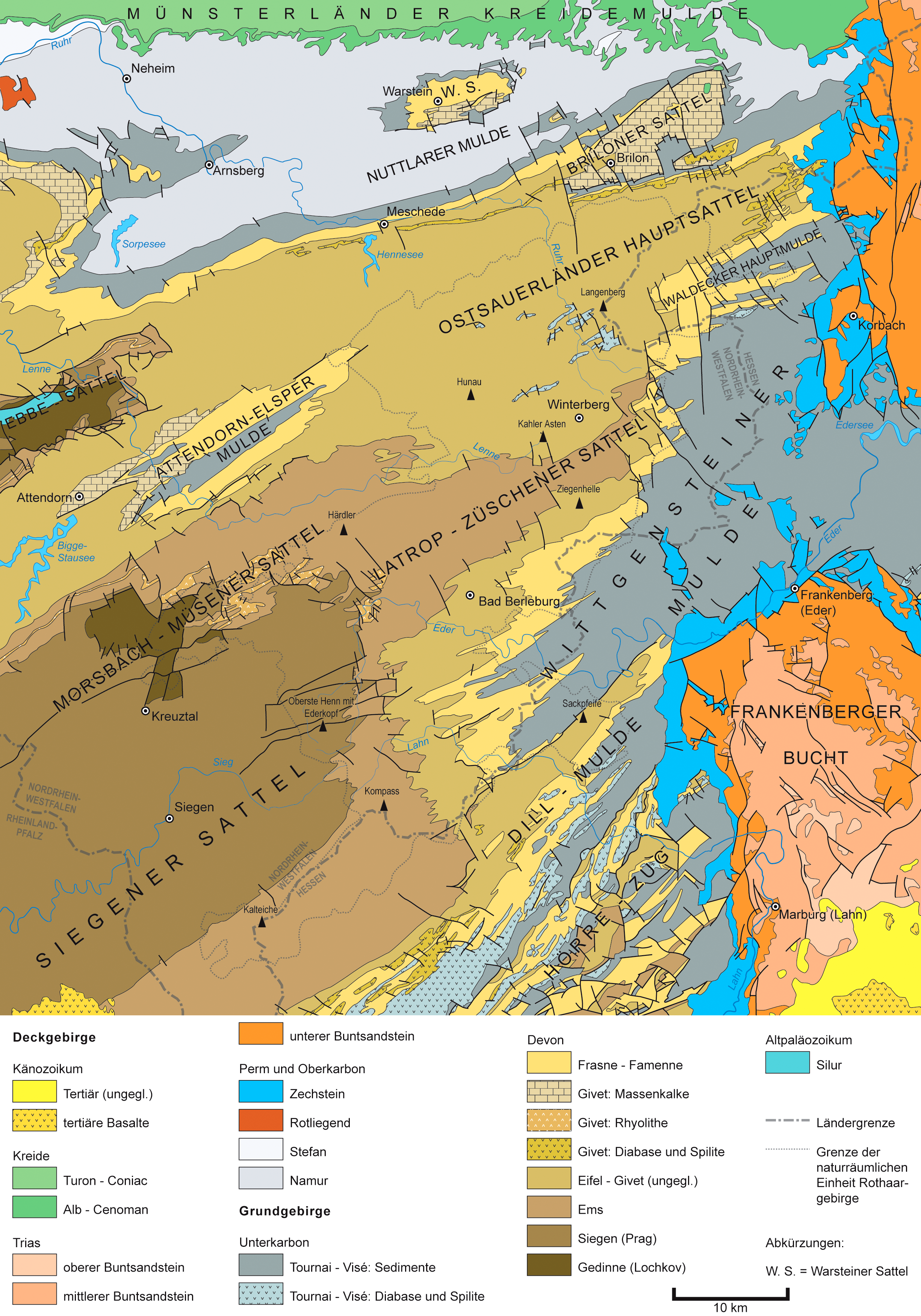
Geologie des Rothaargebirges nebst Umgebung; die Außengrenzen des Rumpfgebirges sind gepunktet eingezeichnet.

In der Geomorphologie des Rothaargebirges finden sich kaum eigene geologische Strukturen wieder. Die aus der Ferne gut sichtbare Anhebung gegenüber dem Umland hat praktisch keine Auswirkung auf die anstehenden Gesteine. Vom Siegener Sattel im Südwesten bis zur Wittgensteiner Mulde im Nordosten werden die anstehenden Gesteine vom Devon zum Unterkarbon hin jünger, ohne dass an den Rändern geologische Besonderheiten erkennbar wären; wobei die Gesteine des Unterkarbons in etwa den Ostsauerländer Gebirgsrand einleiten, innerhalb der devonischen Gesteine sich die Höhenlagen jedoch nicht merklich ändern.

## Aktivitäten

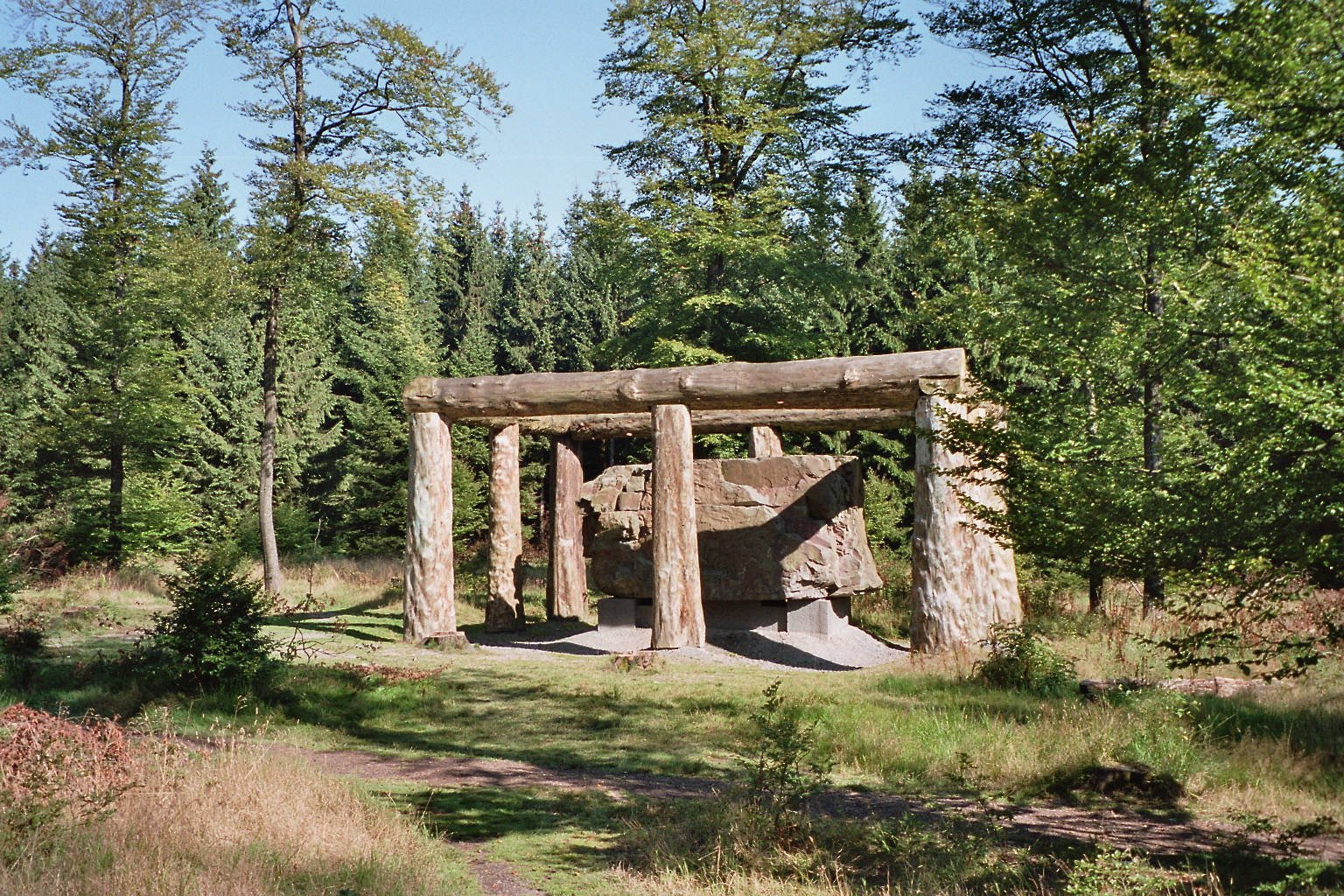
Rothaargebirge: Skulptur Stein-Zeit-Mensch am Waldskulpturenweg bei Bad Berleburg-Kühhude

Durch das Rothaargebirge führen zahlreiche Wanderwege, unter anderen der Rothaarsteig, ein 154 km langer Höhenwanderweg, und der Waldskulpturenweg, an dem sich zahlreiche Kunstwerke und Skulpturen verschiedener Künstler befinden.
Jeweils im Oktober startet in Fleckenberg der Rothaarsteig-Marathon, bei dem die Läufer einen Höhenunterschied von 838 m zu bewältigen haben.
Im Winter locken zahlreiche Wintersportmöglichkeiten in das Gebirge. Entsprechende Möglichkeiten gibt es unter anderen im Postwiesen-Skigebiet (bei Neuastenberg) Skiliftkarussell Winterberg und in der Snow World Züschen.
Innerhalb oder am Rand des Rothaargebirges befinden sich die Freizeitparks Panorama-Park Sauerland Wildpark und das nach dem Thema „Wilder Westen“ angelegte Fort Fun Abenteuerland.

## Fauna
Seit April 2013 leben Wisente frei in den Wäldern des Landkreises Siegen-Wittgenstein. Zu den wissenschaftlichen und rechtlichen Vorgaben, die für die Auswilderung erfüllt sein mussten, zählte unter anderem, dass ein natürliches Fluchtverhalten und eine natürliche Fluchtdistanz erreicht werden. Die Herde wurde für eine Übergangszeit von zwei bis fünf Jahren mit GPS-Sendern zur Ortung ausgestattet. Sie soll auf eine Größe von zunächst 25 Tieren anwachsen.
Beständige Luchsvorkommen sind nicht nachgewiesen, jedoch wurde der Luchs 2006 und 2011 gesichtet. Letztere Sichtung war nahe der Ortschaft Oberhundem; es wurde ein weiblicher Luchs mit zwei Jungtieren gesichtet.

### Physisch-geographische Quellen
- Naturraumkarten der früheren Bundesanstalt für Landeskunde
- Karten und Daten des Bundesamtes für Naturschutz (Hinweise)
- Landschaftssteckbriefe des Bundesamtes für Naturschutz (Hinweise):
  - 33302 Rothaargebirge (Kernbereich)
  - 33303 Wittgensteiner Kammer
  - 33301 Hochsauerländer Schluchtgebirge (und Upland)
- Karte und Legende zu den Naturräumen Hessens (Internet Archive der Online-Kopie von Die Naturräume Hessens, Otto Klausing 1988) im Umweltatlas Hessen des Hessischen Landesamtes für Umwelt und Geologie